# Architektur des Barock

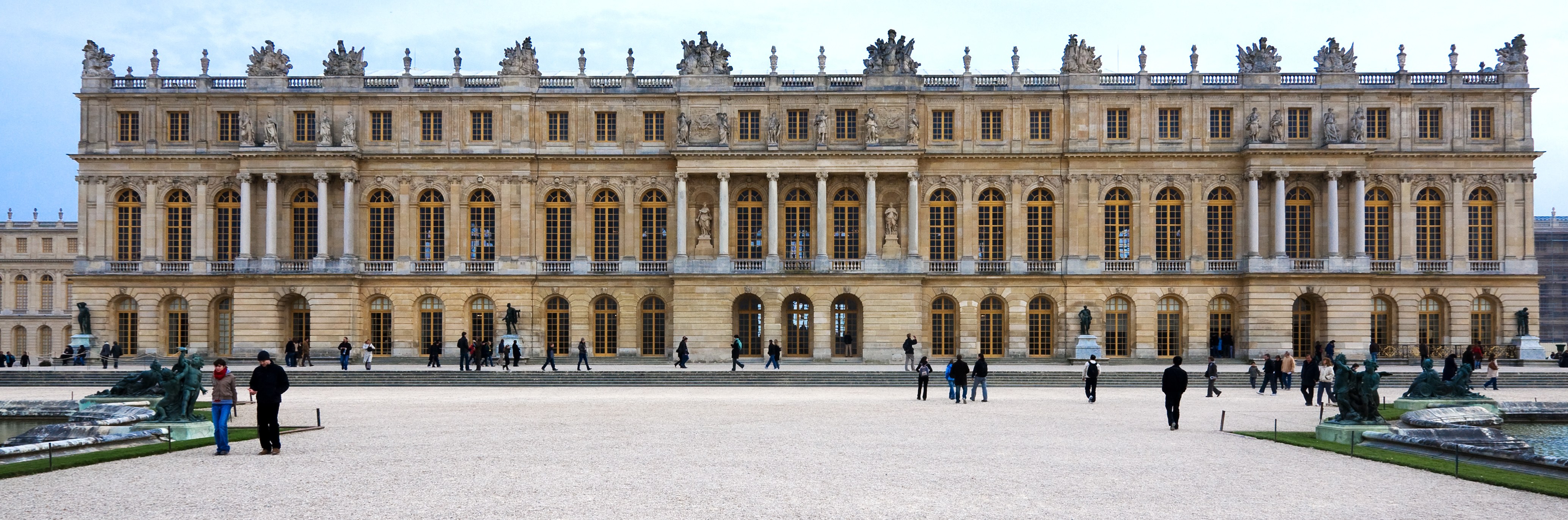
Gartenfassade von Schloss Versailles. Es wurde ab 1668 errichtet, eigentlich angebaut, da ein älteres, miteinbezogenes Jagdschloss den Kern der Anlage bildet.

Die Architektur des Barock bildet innerhalb der Kunst des Barock einen Höhepunkt. Die oftmals streng und schwer wirkenden, geschlossenen Baukörper der Renaissance erfahren ab dem 17. Jahrhundert – von Italien ausgehend – eine Veränderung, die vor allem an den Fassaden ablesbar ist. Wenn am Anfang der Entwicklung auch noch eine ähnliche Gliederung wie in der Renaissance herrscht (die einzelnen Stockwerke sind noch durch querverlaufendes Gesims oder Gebälk voneinander getrennt, s. die Fassade von Il Gesù in Rom), setzen sich nach und nach Säulen, Pilaster, Giebel, Fensterbekrönungen und Kuppeln als festlicher Schmuck am Gebäude durch. Reiche Ornamente und eine starke Betonung der Mitte sind die Hauptmerkmale der Architektur, deren Bauteile im Lauf der Zeit in schwingende, konkave und konvexe Formen übergehen.
Die Innenräume werden heller. Ab dem Bau von Schloss Versailles wird es Mode, größere Fenster zu verwenden, die mehr Licht in die Gebäude bringen, das dort sogar noch durch den Einsatz von Spiegeln vermehrt wird. Die Galérie des Glaces (der Spiegelsaal von Schloss Versailles) steht am Anfang der Entwicklung, die sich von Frankreich aus über ganz Europa verbreitet. Zudem kommt die Freude am Spiel mit dem Licht hinzu. Lichteffekte werden eingesetzt, die den Betrachter erstaunen lassen, weil er oft ihren Ursprung nicht erkennen kann. Francesco Borromini war einer der ersten, die sich in der Kirche San Carlo alle Quattro Fontane dieser Kunst bediente. Licht – und auch die raffinierte Perspektive der Kuppel im Innenraum – gelten als frühe Höhepunkte dieser Entwicklung. Sie werden bald vielerorts von Architekten und Baumeistern kopiert. Zum Schmuck der Fassaden und Innenräume werden Plastik und Malerei miteinbezogen, um auf verschiedenste Weise neuerlich Überraschungseffekte hervorzurufen. Der in eine Kirche eintretende und darin verweilende Mensch soll von der Schönheit und Pracht beeindruckt werden, die symbolisch für die Herrlichkeit Gottes stehen.

## Ursprung in Italien

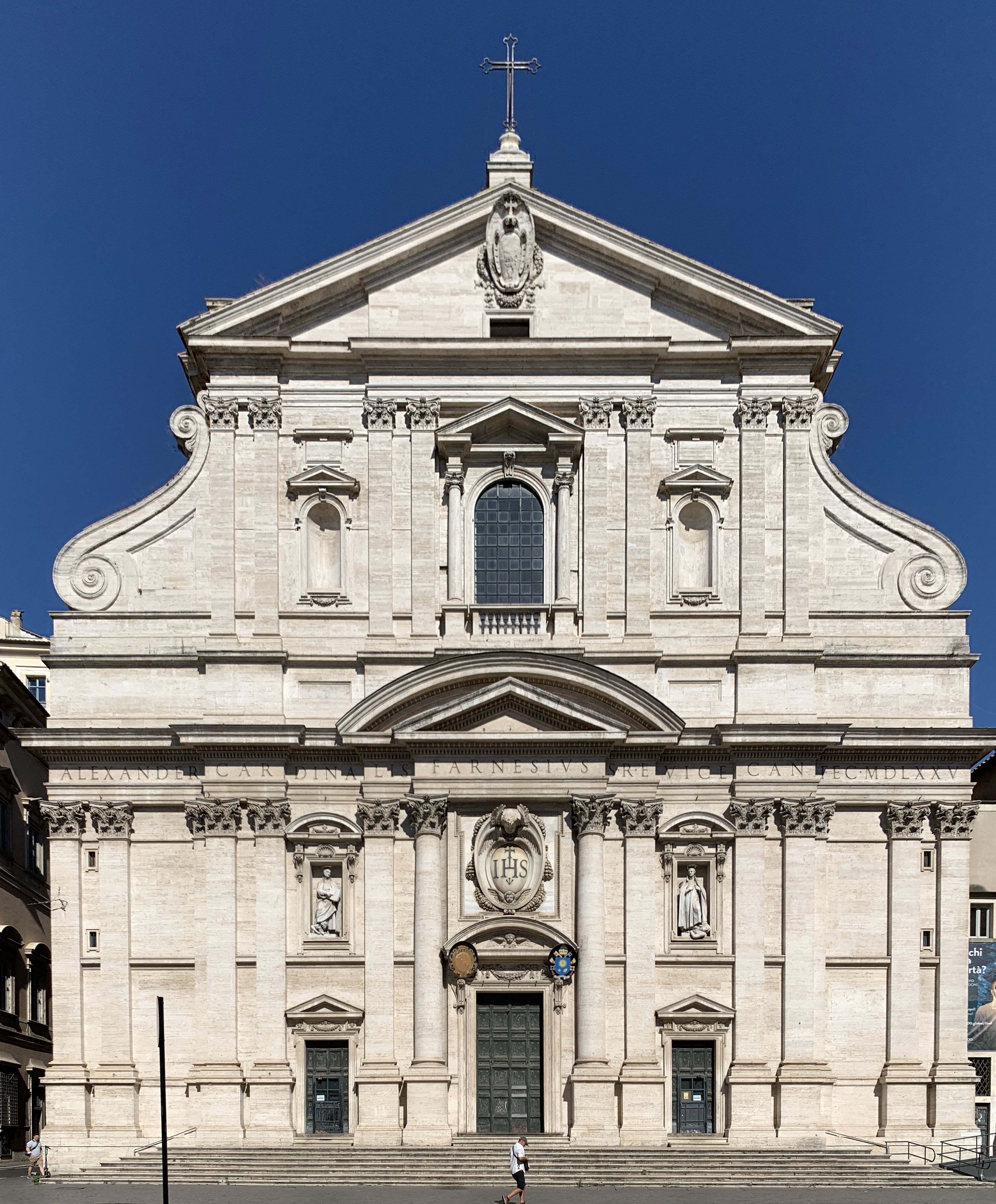
Die Kirche Il Gesù in Rom, die Giacomo Vignola 1568–1584 baute, wird architektonisches Vorbild für etliche nachfolgende Kirchenbauten der Jesuiten

Italienische Barock-Architektur nimmt ihren Anfang in Rom, das sich in der Mitte des 17. Jahrhunderts zum unbestrittenen Mittelpunkt des Kunstgeschehens entwickelt. Alle Architektur in den – früher bedeutenden – Provinzen wurden durch die Bauten Gian Lorenzo Berninis und Francesco Borrominis in kurzer Zeit überholt. Eine Ausnahme bildete Guarino Guarini, der in Messina, Modena und Turin baute und Entwürfe bis nach Lissabon, Paris und Böhmen lieferte.
Rom war die Stadt der Päpste, die dort, weltlichen Fürsten gleich, ihren Ruhm der Nachwelt durch steinerne Zeugen hinterlassen wollten. Papst Paul V. nahm die Fertigstellung von St Peter in Angriff. Carlo Maderno, der wie auch Francesco Borromini aus dem Tessin stammte, schuf das Langhaus und die Fassade zum Petersplatz. Er gilt als der bedeutendste Architekt des römischen Frühbarock, der sich nicht so sehr durch die Erfindung neuer Typen als durch die Auflockerung und Erweiterung der Formensprache auszeichnete. Unter Papst Paul V. Neffen Kardinal Scipione Borghese entstanden der Palazzo Borghese und die Villa Borghese, die weniger durch die Architektur Vasanzios berühmt wurde, sondern durch die reichen Sammlungen ihres Besitzers. Während der Regierungszeit Papst Urbans VIII. wurde unter der Leitung Carlo Madernos, der noch immer als der führende Architekt galt, der Palazzo Barberini errichtet. In seinem Atelier arbeitete auch Francesco Borromini, der erste große Auftrag Papst Urbans VIII. ging aber an Bernini, der das Tabernakel (vermutlich in gemeinsamer Arbeit mit Borromini) über dem Petrusgrab ausführte. Außer dem Papst übernahmen andere kirchliche Institutionen die Rolle der Förderer der Architektur. So schuf Borromini seinen ersten selbständigen Bau mit der Kirche von San Carlo alle Quattro Fontane, deren stark geschwungene Konkav-Konvex-Fassade ein frühes Beispiel der bewegten Fassade darstellt. Der Umbau der Lateranbasilika wurde ebenfalls Borromini übertragen. Für Papst Clemens IX. schuf Bernini kurz vor seinem Tod die Engel der Engelsbrücke. Die Zeit des großen päpstlichen Mäzenatentums war nun aber vorbei, und die Weiterentwicklung der barocken Architektur verlagerte sich nach Frankreich, wo sie unter dem Einfluss Colberts und später König Ludwigs XIV. eine Reglementierung erfuhr und sich in eine andere – die klassizistische – Richtung entwickelte.

## Ausbreitung in Europa

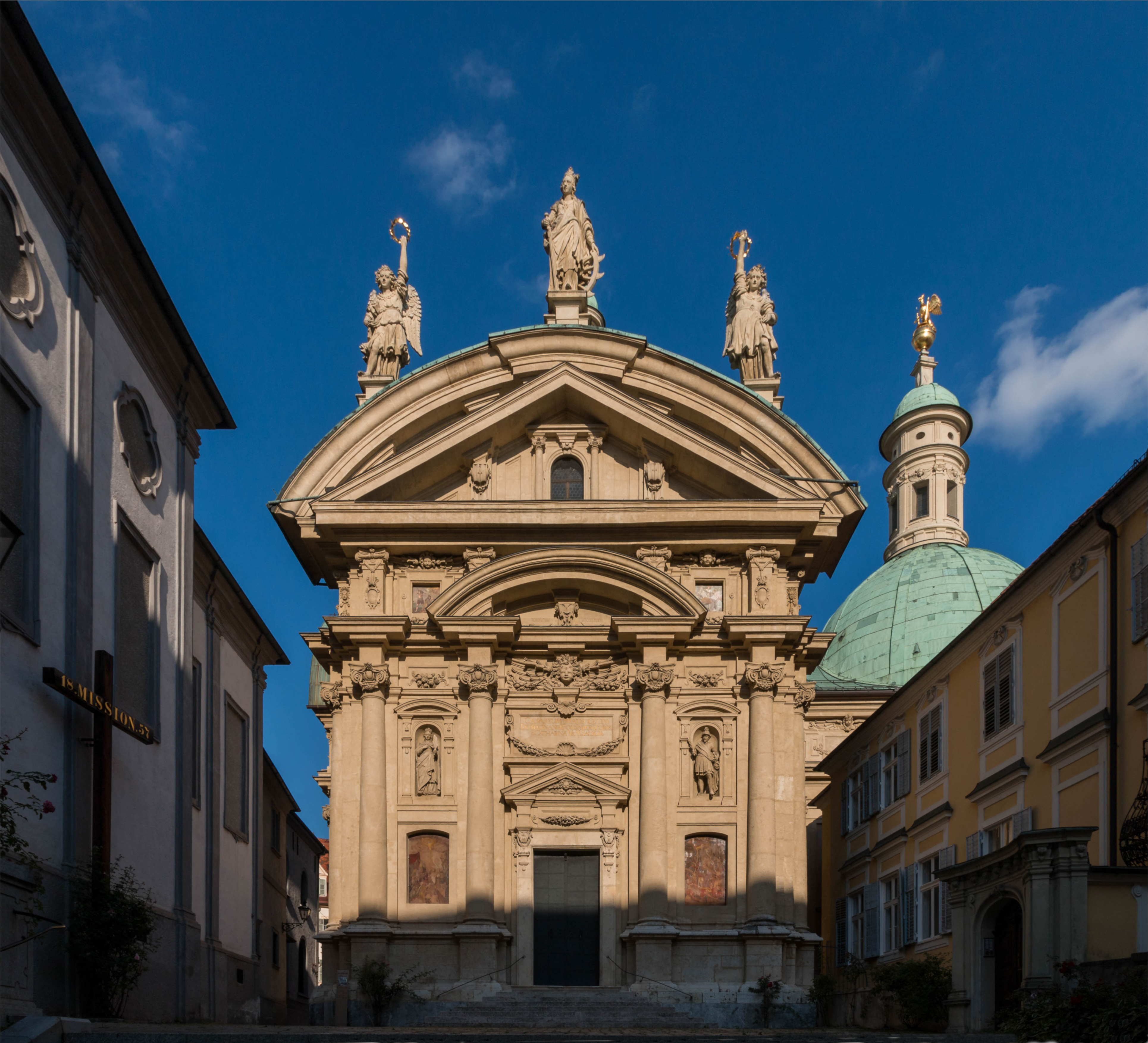
Das Mausoleum in Graz, ein früher Zentralbau, den Kaiser Ferdinand II. für sich und seine Familie errichten ließ.

Die Erschütterungen des Dreißigjährigen Krieges haben die künstlerische Entwicklung in Zentraleuropa gehemmt, die auch im Heiligen Römischen Reich zunächst unter dem Einfluss italienischer Vorbilder aber auch unter der Vorherrschaft italienischer Künstler und Handwerker stand. Erst im letzten Viertel des 17. Jahrhunderts treten heimische Künstler hervor, die neue, national beeinflusste Stilvarianten hervorbringen. Ihren Höhepunkt nahm die kunsthistorische Epoche in den römisch-katholischen Ländern, was man an der großen Zahl der neu errichteten Kirchengebäude erkennen kann, während man in protestantischen Gebieten einer strengeren und schlichteren Form anhing und bevorzugt Gotteshäuser aus der Gotik (weiter)verwendete.

### Mitteleuropa
Unbeeindruckt vom Kriegsgeschehen entstand in Salzburg schon zu Beginn des 17. Jahrhunderts der Dom als erstes barockes Gotteshaus nördlich der Alpen. Typisch ist die additive Aneinanderreihung einzelner Bautrakte entlang einer Achse und ihre spannungsreiche Verschränkung mithilfe der Lichtführung. Lang- und Zentralbauten behalten ihren eigentümlichen Charakter bei. Der Zentralbau setzt sich nach und nach bei Mausoleen und bei Wallfahrtskirchen durch, wo er sich besonderer Beliebtheit erfreut und häufig mit einer Kuppel bekrönt wird. Bekannte frühe Beispiele sind die Mausoleen in Graz und in Ehrenhausen, die Dreifaltigkeitskirche Kappl in Waldsassen und die Karlskirche in Volders bei Hall in Tirol. In der profanen Architektur übernimmt ein dominierender Mittelbau, der häufig mit einem Giebel bekrönt ist, die auf das Zentrum ausgerichtete Bewegung. Elias Holl baut als einer der ersten barocke Profangebäude; als sein bedeutendstes Werk gilt das Rathaus in Augsburg. Aber erst mit Andreas Schlüters Berliner Schloss und Fischer von Erlachs Schloss Schönbrunn setzt sich der neue architektonische Gedanke durch. Eine eigenständige Entwicklung bildet das Aneinanderreihen von Höfen bei Klöstern und Schlossanlagen. Sie fand eine besondere Ausformung in der Münchner Residenz; ab 1660 hat man sich beim Ausbau der Hofburg in Wien auf dasselbe Vorbild berufen. In der religiösen Architekt wird, wenn es möglich ist, die Kirche ins Zentrum der Hofanlage gerückt. Vorbild ist die Klosterresidenz des Escorial in Madrid. Eine wichtige Komponente für den zentraleuropäischen Profanbau stellt die Lusthaus-Architektur dar, wie z. B. das Palais im Großen Garten von Dresden oder Schloss Troja bei Prag. Spätbarocke Sonderformen bilden das Friderizianische Rokoko unter König Friedrich II. in Preußen und der Theresianische Stil unter Kaiserin Maria Theresia in Wien.

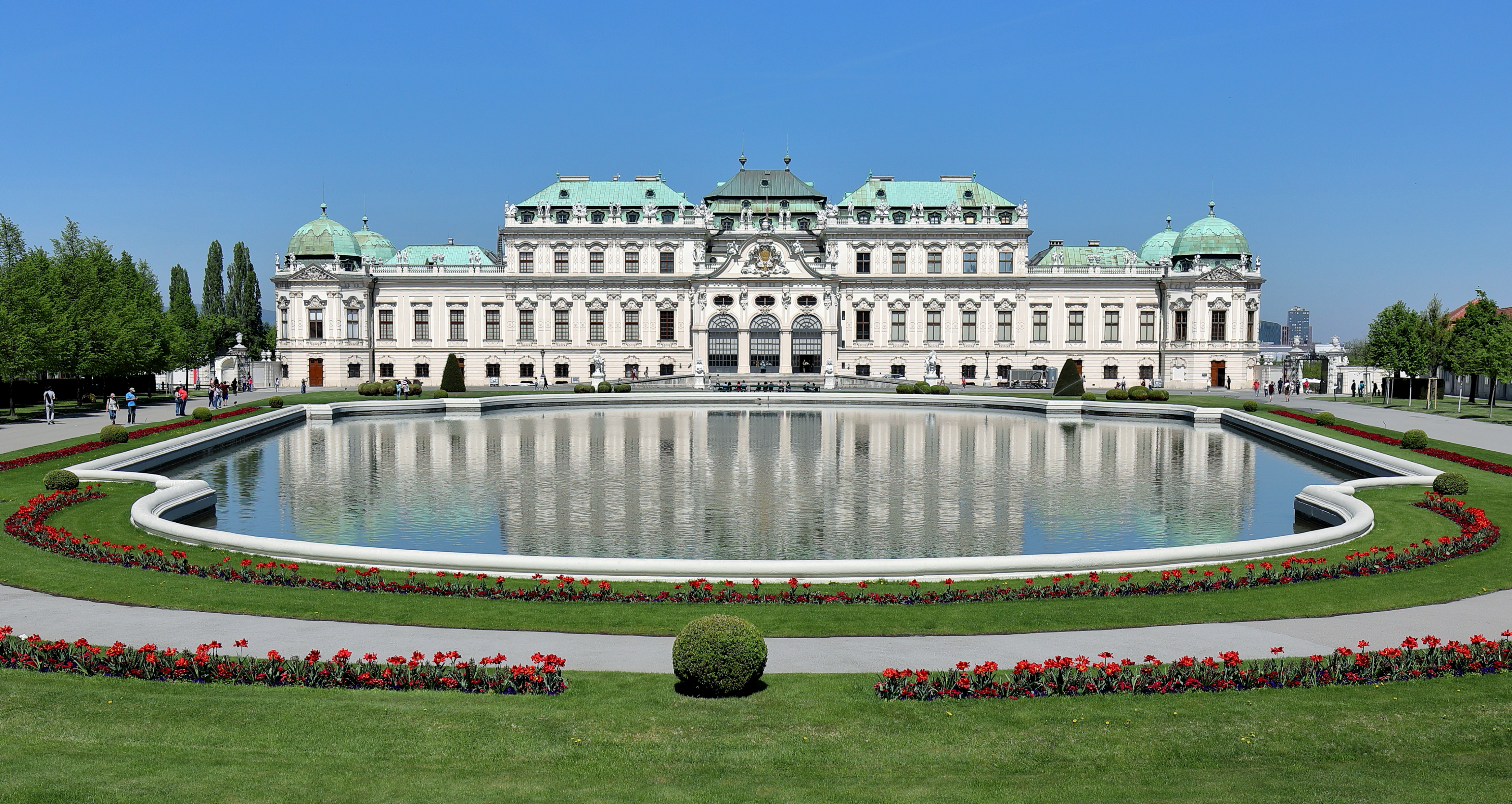
Schloss Belvedere, Wien

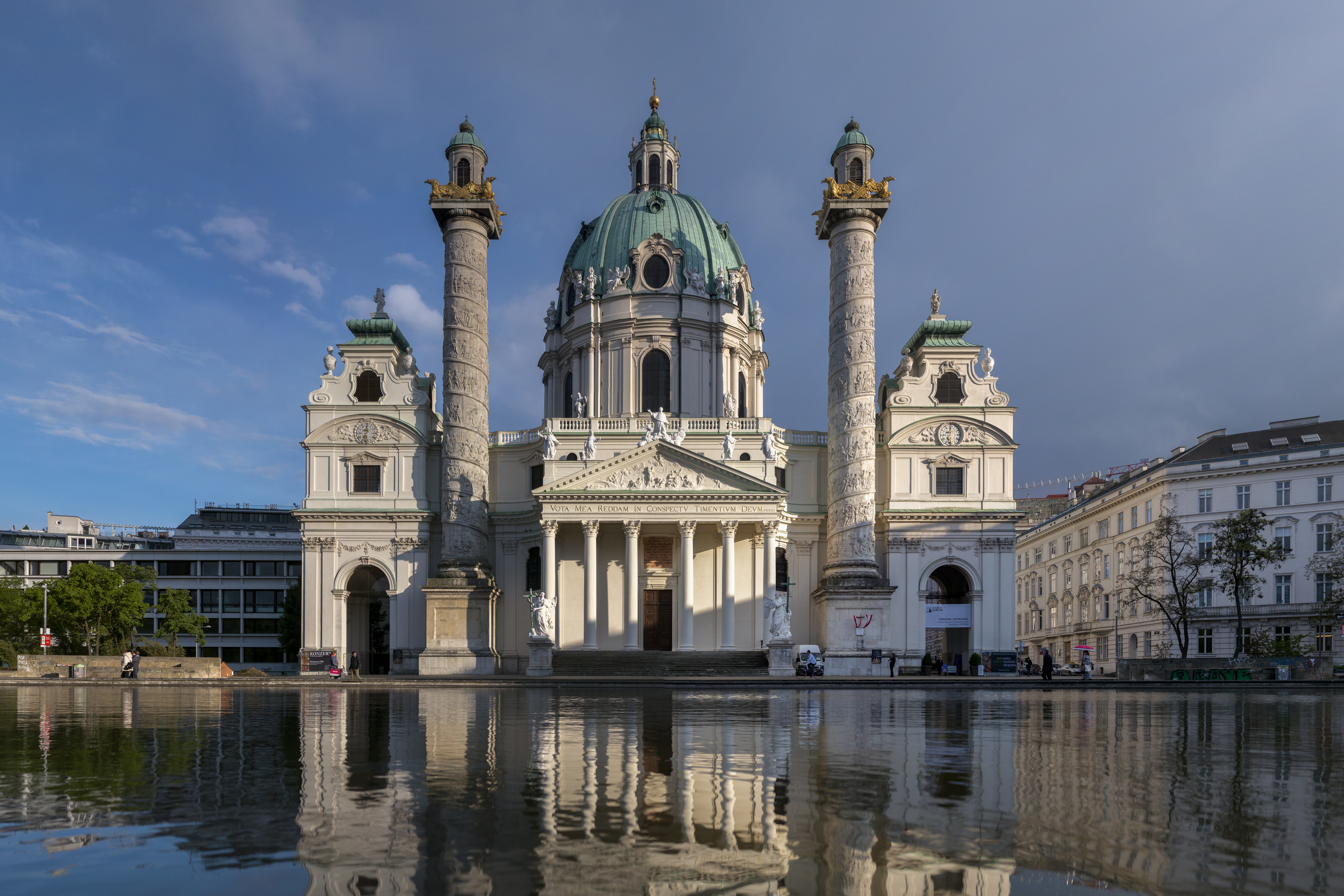
Karlskirche, Wien

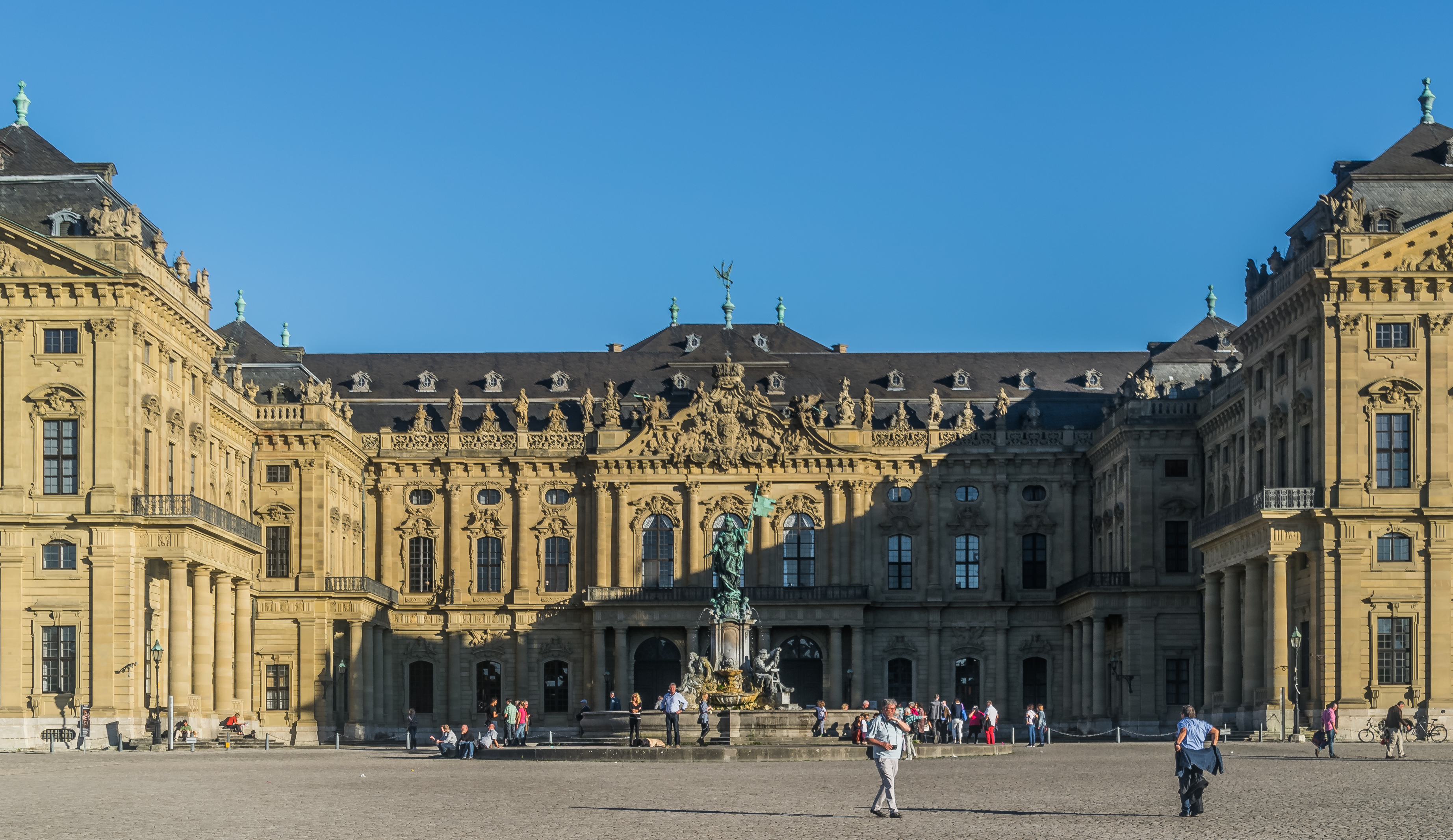
Würzburger Residenz

Der aus Graz stammende und in Salzburg und Wien tätige Johann Bernhard Fischer von Erlach zählt auf dem Gebiet des heutigen Österreich als einer der Vorreiter des national geprägten/= deutschen Barock. Als sein bedeutendstes sakrales Werk gilt die Karlskirche in Wien. Johann Lucas von Hildebrandt (1668–1645) bringt unter dem Einfluss Prinz Eugens von Savoyen, für den er baut, eine französische Note in die Architektur der Kaiserstadt, bestes Beispiel ist das obere Schloss Belvedere, dessen pavillonartige mit Kuppeln bekrönten Bauteile darauf verweisen. Johann Dientzenhofer (1665–1726) und seine Brüder Georg, Christoph, Leonhard, Wolfgang bauten den Dom zu Fulda, Kloster Banz und Schloss Pommersfelden, Johann Balthasar Neumann (1687–1753), der für fünf Bischöfe aus dem Haus der Grafen Schönborn tätig war, und Dominikus Zimmermann (1685–1766), der Meister der Wieskirche, zählen zu den bedeutendsten Baumeistern auf deutschem Gebiet. In und um München entstanden die italienisch inspirierte, dem hl Kajetan geweihte Theatinerkirche und die kurfürstlichen Landschlösser Nymphenburg und Schleißheim. Berühmte barocke Kloster- und Wallfahrtskirchen sind Kloster Banz und die Basilika Vierzehnheiligen, die Wallfahrtskirche Birnau, Kloster Ottobeuren und die Wieskirche, in Österreich Stift Melk, das Jakob Prandtauer errichtete. In der Schweiz wurden (wie in zahlreichen anderen Gebieten) mittelalterliche Klöster barockisiert, wie die Stiftskirche von St. Gallen, Kloster Einsiedeln und Kloster Disentis. In Württemberg entstand das Residenzschloss Ludwigsburg, in Baden Schloss Karlsruhe. Die Fürstbischöfe aus der Familie der Grafen Schönborn waren große Auftraggeber auf fränkischem Gebiet: sie ließen die Würzburger Residenz, die Neue Residenz Bamberg, die Schlösser Pommersfelden, Werneck und Bruchsal sowie zahlreiche Kirchen errichten. Unter den Stuckateuren gehörten die Handwerker der Wessobrunner Schule im süddeutschen Raum zu den begehrtesten Künstlern, zu denen Johann Baptist Zimmermann (als sein Hauptwerk gilt die Ausstattung der Amalienburg im Nymphenburger Schlosspark) und sein Bruder Dominikus Zimmermann gezählt werden, aber auch der vielseitig begabte Bildhauer, Stuckateur, Altarbauer und Kupferstecher Joseph Anton Feuchtmayer. Er ist der Schöpfer des „Honigschleckers“, eines Puttos in der Wallfahrtskirche in Birnau.
In Sachsen erreichte der Dresdner Barock mit dem Zwinger von Matthäus Daniel Pöppelmann einen künstlerischen Höhepunkt. Auftraggeber war August der Starke, sächsischer Kurfürst und König von Polen. Dieser war zum Katholizismus konvertiert und verhalf dem süddeutsch-italienisch geprägten Barock im nördlichen Deutschland zum Durchbruch; in seinen späten Jahren entstanden auch vom französischen Barock beeinflusste Bauten. Augusts opulente Festkultur, für die der Zwinger als eine von vielen Kulissen diente, orientierte sich an derjenigen Ludwigs XIV. in Versailles, die er auf seiner Grand Tour erlebt hatte. Für den preußischen König Friedrich I. schuf Andreas Schlüter (1660–1714), der in Warschau gelernt hatte, das Berliner Schloss und Jean de Bodt, der später in Dresden wirkte, das Zeughaus. Auch das Friderizianische Rokoko, nach König Friedrich II. von Preußen benannt (dazu zählen Sanssouci, das Potsdamer Stadtschloss, das Neue Palais sowie die Staatsoper Unter den Linden) wurde von Dresdner Vorbildern und Handwerkern geprägt. Über das seit 1741 eroberte Schlesien flossen auch böhmisch-österreichische Vorbilder in Preußen ein. Im Thüringer Raum, vor allem in Weimar, wurde Gottfried Heinrich Krohne im Barock und Spätbarock mit Bauten wie dem Eisenacher Stadtschloss tonangebend. In Leipzig war Friedrich Seltendorff der prägende Architekt. Er schuf die Barockfassade des Gewandhauses. In Norddeutschland entstand mit dem Großen Garten zu Herrenhausen in Hannover ein idealer Barockgarten. Die Hauptkirche Sankt Michaelis in Hamburg zählt neben der Dresdner Frauenkirche zu den bedeutendsten protestantischen Barockkirchen.

### Westeuropa
In Frankreich entwickelte sich der Barock in einer gemäßigteren und der philosophischen Strömung der Zeit entsprechend rationaleren Form als in Italien. In der Architektur mied man die Kurven und Schwünge des italienischen Barock, wie sie in Mitteleuropa nachgeahmt wurden, und hielt sich strenger an die Vorgaben antiker Bauformen mit ihrer klaren Geometrie und geraden Linien; diese wurden jedoch mit Fassadenelementen und Statuen barock ausgeschmückt, wie an den Fassaden von Schloss Versailles zu sehen. Man nennt dies den Klassizistischen Barock, der nicht nur in der Architektur, sondern auch in der Malerei vom Ende des 16. bis zur Mitte des 18. Jahrhunderts anhielt, etwa mit den Gemälden von Caravaggio und Rubens, die sich ihrerseits an Vorbildern und Idealen der Renaissance orientierten, wie z. B. an der Kunst Raffaels oder dem Frühwerk Tizians. Der klassizistische Barock in der Architektur geht in seiner Konzeption auf die Theorien Leon Battista Albertis und Andrea Palladios (1508–1580) zurück. Alberti war ein Theoretiker der Malerei, Skulptur und Architektur der Renaissance, Palladio ein Architekt, der ebenfalls theoretische Schriften verfasst hatte; im Umland von Venedig hatte er zahlreiche Villen unter Verwendung von Stilelementen der römisch-antiken Architektur erbaut, die von englischen Italienreisenden mit Begeisterung entdeckt wurden.

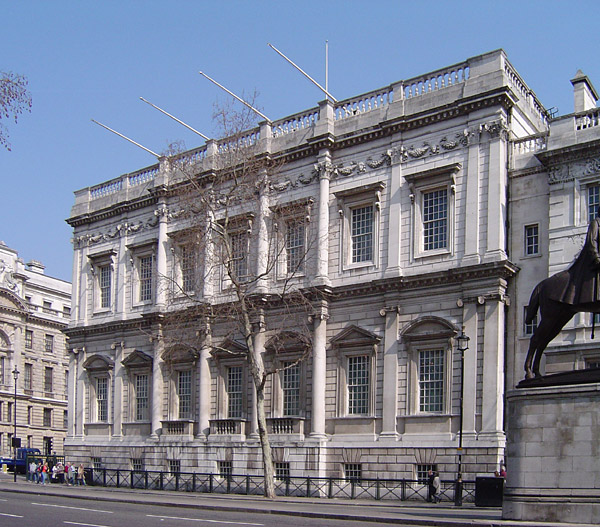
Mit dem Banqueting House in London von Inigo Jones entstand um 1620 ein erster Bau des Klassizistischen Barock.

Inigo Jones (1573–1652) erbaute ab 1616, noch mitten in der Zeit der zur Spätrenaissance gehörenden jakobinischen Architektur, mit dem Lustschlösschen Queen’s House in Greenwich ein erstes Landhaus, das sich an dieser Form der italienischen Renaissance orientierte, hier an Giuliano da Sangallos Villa Medici in Poggio a Caiano. Mit dem Banqueting House in London schuf Jones zeitgleich einen ersten Bau des klassizistischen Barock. Diese Bauten wirkten damals revolutionär. In den Niederlanden folgte mit Jacob van Campen (1596–1657) ebenfalls ein Architekt den Ideen des Palladianismus. Der englische klassizistische Barock erhielt sein sakrales Hauptwerk mit der ab 1666 erbauten St Paul’s Cathedral in London von Christopher Wren, profanes Hauptwerk wurde der Blenheim Palace von John Vanbrugh. Das ab 1648 entstandene Hauptwerk des Klassizistischen Barock in den Niederlanden, das Rathaus von Amsterdam, wurde zum Vorbild des frühen Barockstils im protestantischen Norden.
In Frankreich entwickelte sich der schwere, pompöse Hochbarock Ludwigs XIV. zum Régencestil weiter, wie die schlichtere und elegantere Variante des späten klassizistischen Barock genannt wird, die ab etwa 1700 bis 1730 Mode wurde. Aus ihr entwickelte sich der Rokokostil, der von etwa 1730 bis 1780 in Mitteleuropa vorherrschend wurde. Während man in Italien, etwa in Venedig und Rom, noch länger an opulenten Barockformen festhielt, reduzierte sich der englische klassizistische Barock parallel zum Rokoko noch weiter zur eher schlichten Georgianischen Architektur, die sich auch als Kolonialarchitektur in Nordamerika ausbreitete. Ab etwa 1750 wurde der klassizistische Barock nach und nach durch den stilreineren Klassizismus abgelöst, der auf barocke Dekorelemente ganz verzichtete. Ein erster Vorläufer dieser Stilrichtung war das ab 1720 erbaute Chiswick House in London, eine relativ getreue Nachahmung von Palladios um 1566 errichteter Villa Rotonda in Vicenza.

## Stilistische Entwicklung
Barocke Architektur entwickelte sich von Italien ausgehend über ganz Europa bis in die Kolonien der Neuen Welt und in die meisten kulturell hochstehenden Länder. Fast jeder (Deutsche), der Baumeister werden wollte, begab sich in seiner Jugend nach Italien und studierte dort die klassische antike und die moderne Architektur. Danach kehrte er meist wieder in die Heimat zurück und verbreitete dort die Ideen der von Rom ausgehenden Kunstströmung. Der zweite und nicht minder starke Einfluss kam von italienischen Architekten, Künstlern und Handwerkern, die in den meisten Ländern Europas beschäftigt waren und dort die Geheimnisse ihres Wissens weitergaben. Dazu gehörten nicht nur die Architekten, sondern auch Stuckateure, Maler und Bildhauer, deren Kunst im Frühbarock besonders gefragt war und die an der Dekoration von Fassaden und Innenräumen beteiligt waren.
Im deutschen Raum wird häufig zwischen dem norddeutschen Barock und dem süddeutschen Barock unterschieden. In den süddeutschen Ländern entwickelte sich aus dem italienisch inspirierten Barock unter dem Einfluss deutscher/österreichischer Architekten eine eigenständige Form, die vor allem an der Kirchenarchitektur ablesbar ist. Ganz typisch sind die Zweiturmfassaden mit Zwiebelhelmen, die Elias Holl als erster einsetzte. In der profanen Architektur zählen in Österreich die Schlösser Schönbrunn und Belvedere in Wien und Stift Melk zu den bedeutendsten Schöpfungen, auf dem Gebiet des heutigen Deutschland der Zwinger in Dresden, die Schlösser Moritzburg und Pillnitz in Sachsen. Der Stil verbreitete sich in eigentlich allen Ländern Europas, wo er je nach dem Geschmack der Kultur auf verschiedenste Weise interpretiert wurde. In Frankreich hing man einem gemäßigten Klassizismus an (Ostfassade des Louvre, Gartenfassade Schloss Versailles, Invalidendom in Paris), in England knüpfte man architektonisch an Palladio an (vor allem die Architekten Christopher Wren und Inigo Jones). Im protestantischen Nordeuropa favorisierte man wie in England eine schlichtere Ausdrucksform (königliches Schloss in Stockholm, Schloss Drottningholm). In den katholischen Ländern, allen voran in Spanien und in den spanischen Kolonien bevorzugte man eine überreiche Dekoration der Innenräume, die für heutige Betrachter beinahe überladen wirkt. Jede noch so kleine Fläche wurde mit einem Stuck- oder Holzornament besetzt, das man häufig auch vergoldete, und man verwendete außer klassischen Säulen auch gewundene/gedrehte, die mit Blumengirlanden verziert sein konnten (Kathedrale von Santiago de Compostela). Eine Eigenheit Portugals und Spaniens sind die an Außen- und Innenwänden verwendeten Azulejos, kunstvoll bemalte Fliesen, hauptsächlich in Blautönen (port. azul = dt. blau), die wie ein Mosaik zusammengesetzt meist große Bildflächen ergeben. Nach Russland gelangte Barock erst unter Zar Peter dem Großen, wo er in der Spätphase des Rokoko monumental und farbenfroh interpretiert wurde (Schloss Peterhof, Winterpalast in St Petersburg).

Barock: Paläste und Schlösser
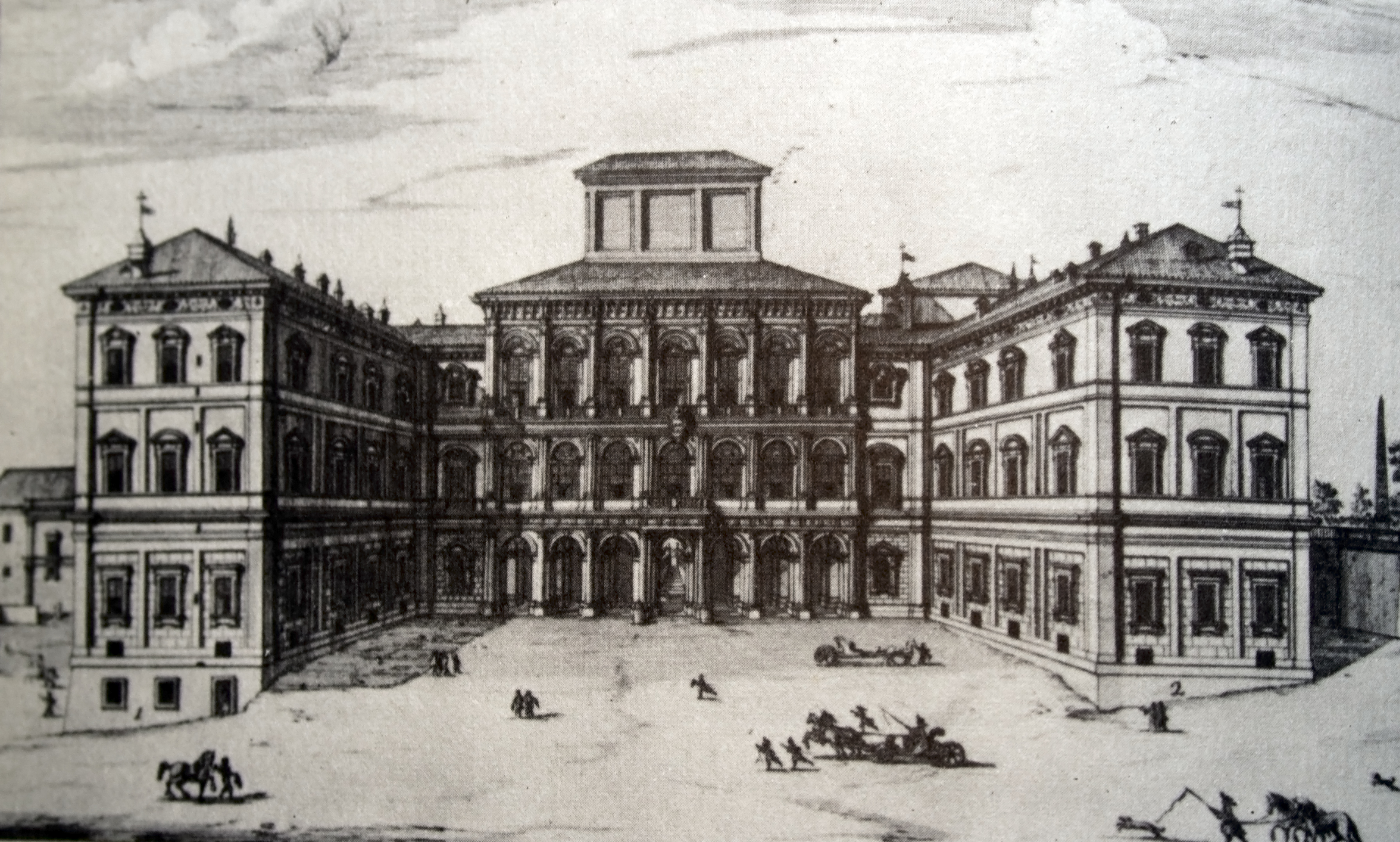
Palazzo Barberini, Rom (1625–1638)
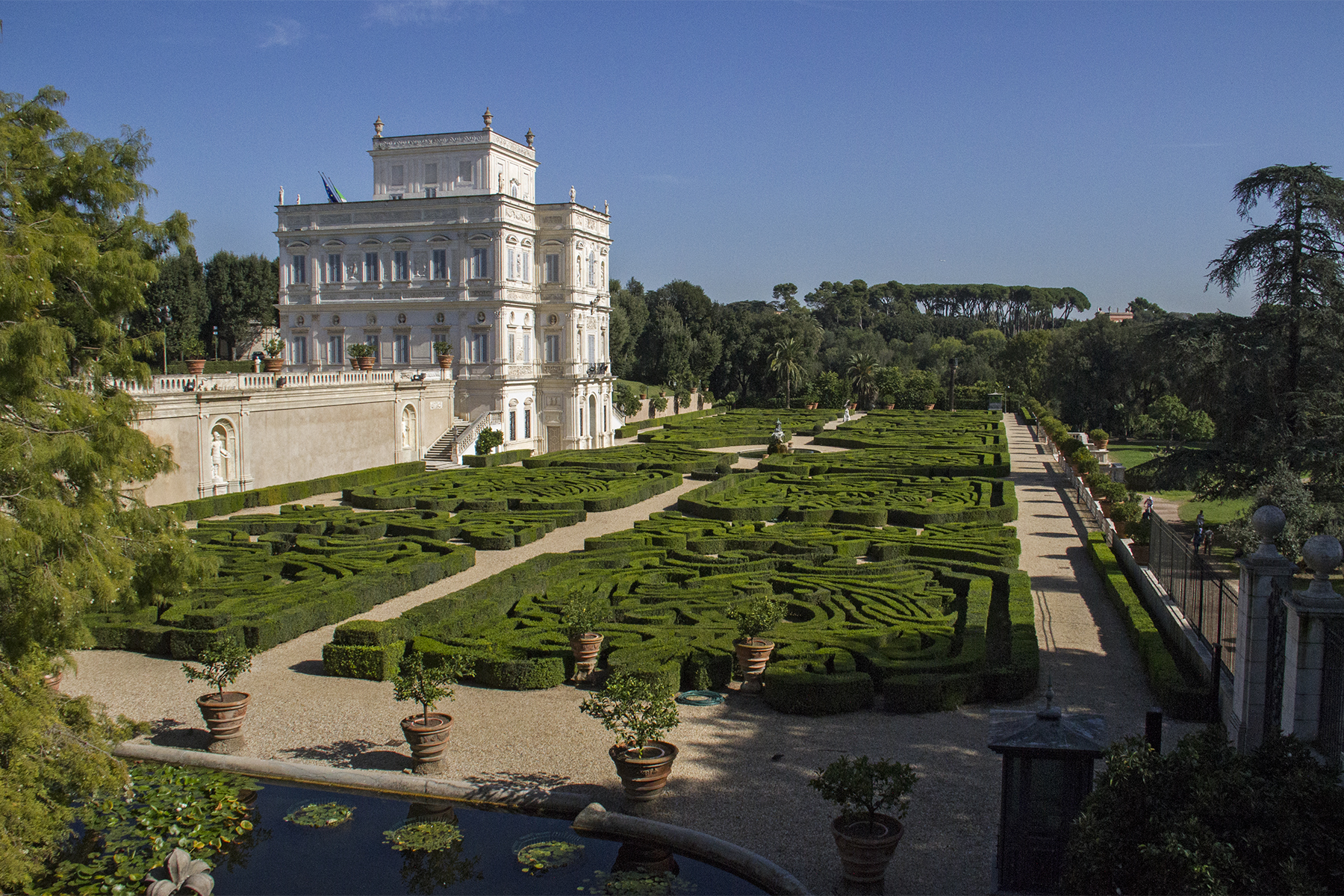
Das Casino der Villa Doria Pamphili, Rom (1644–1652)
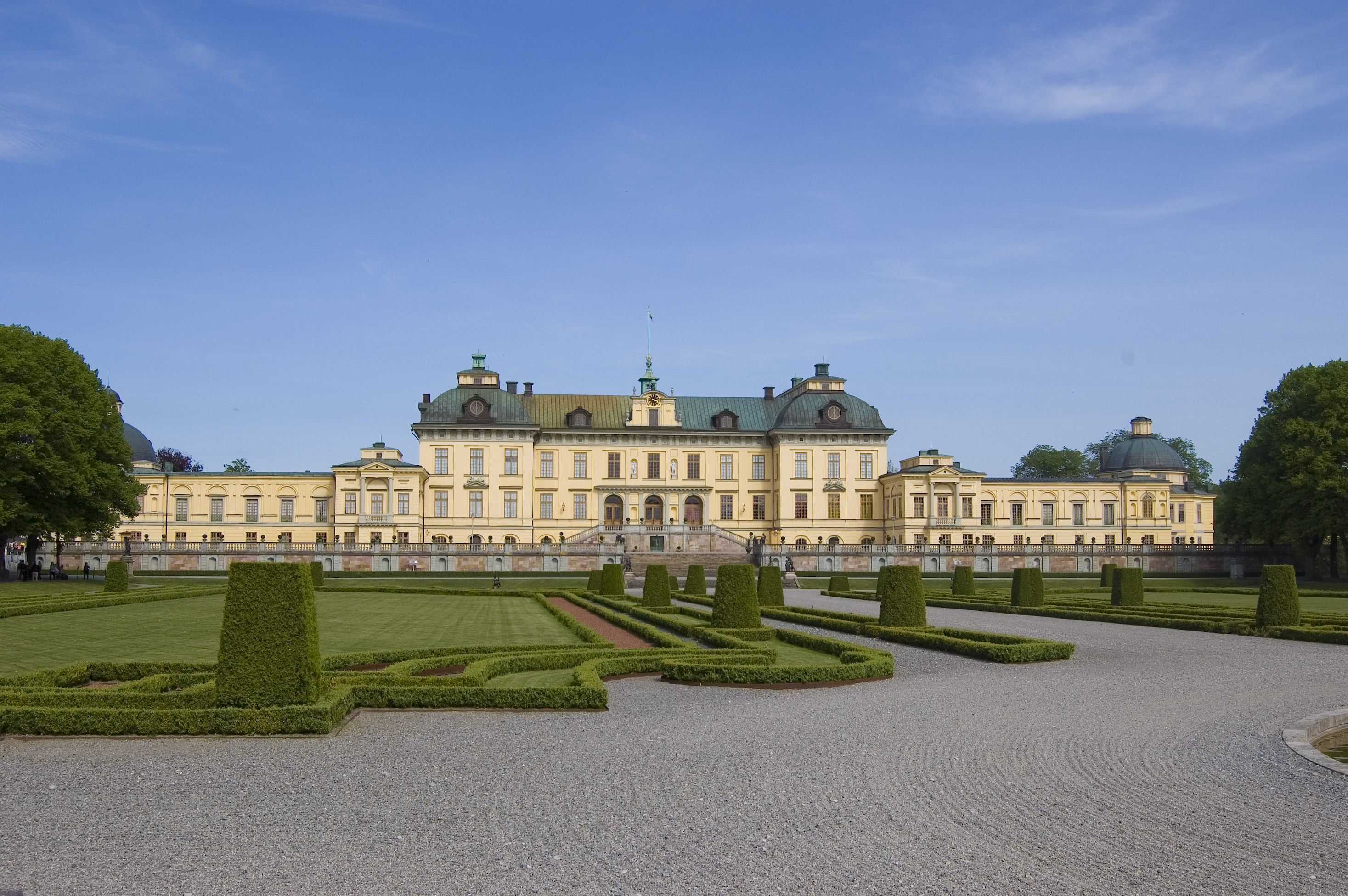
Schloss Drottningholm, Schweden (1662–1681)
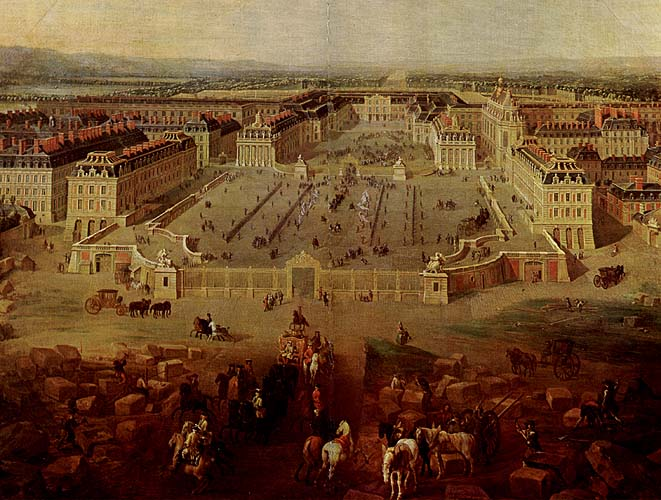
Schloss Versailles (1634–1710)
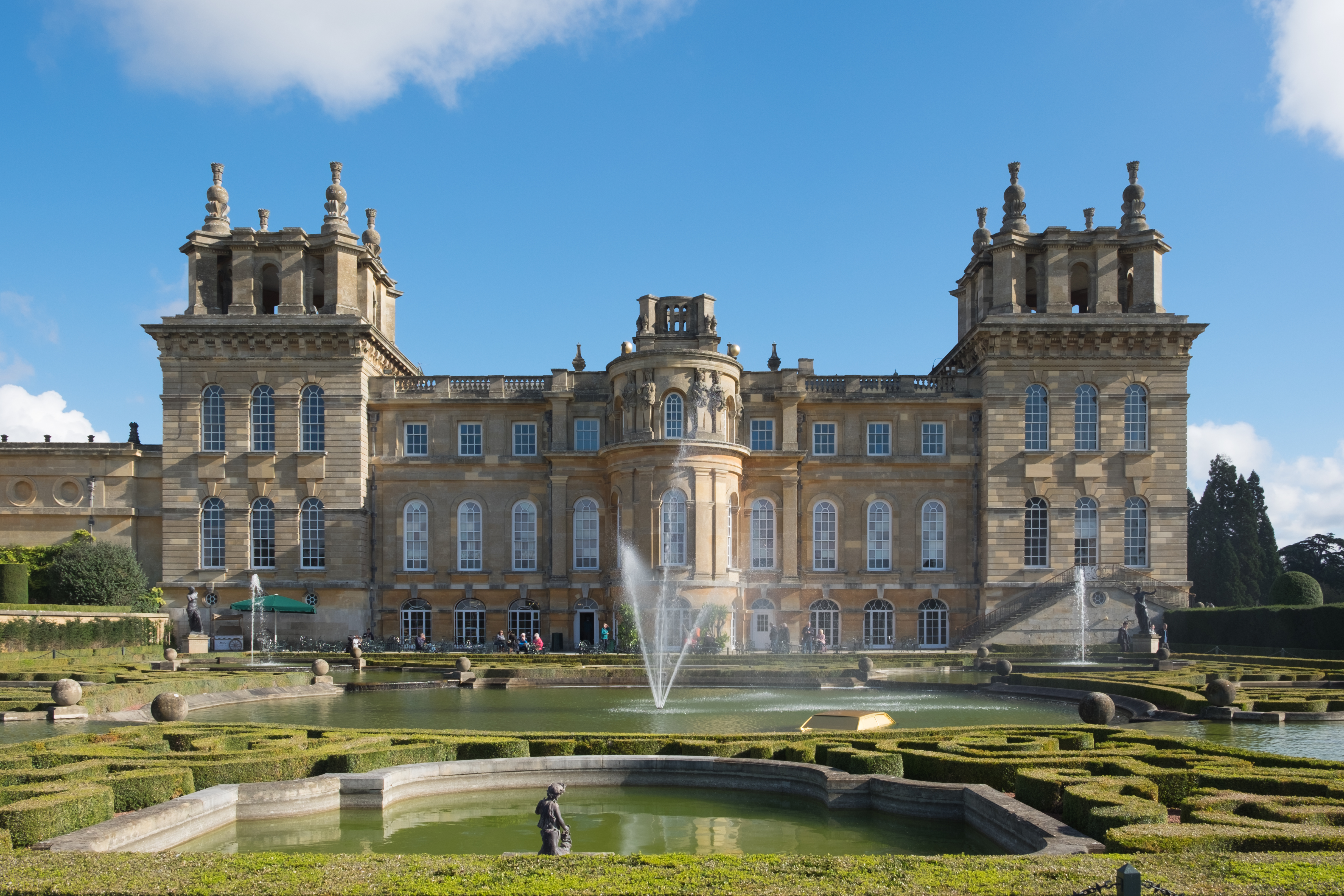
Gartenfassade von Blenheim Palace mit Wasserparterre (1704–1722)
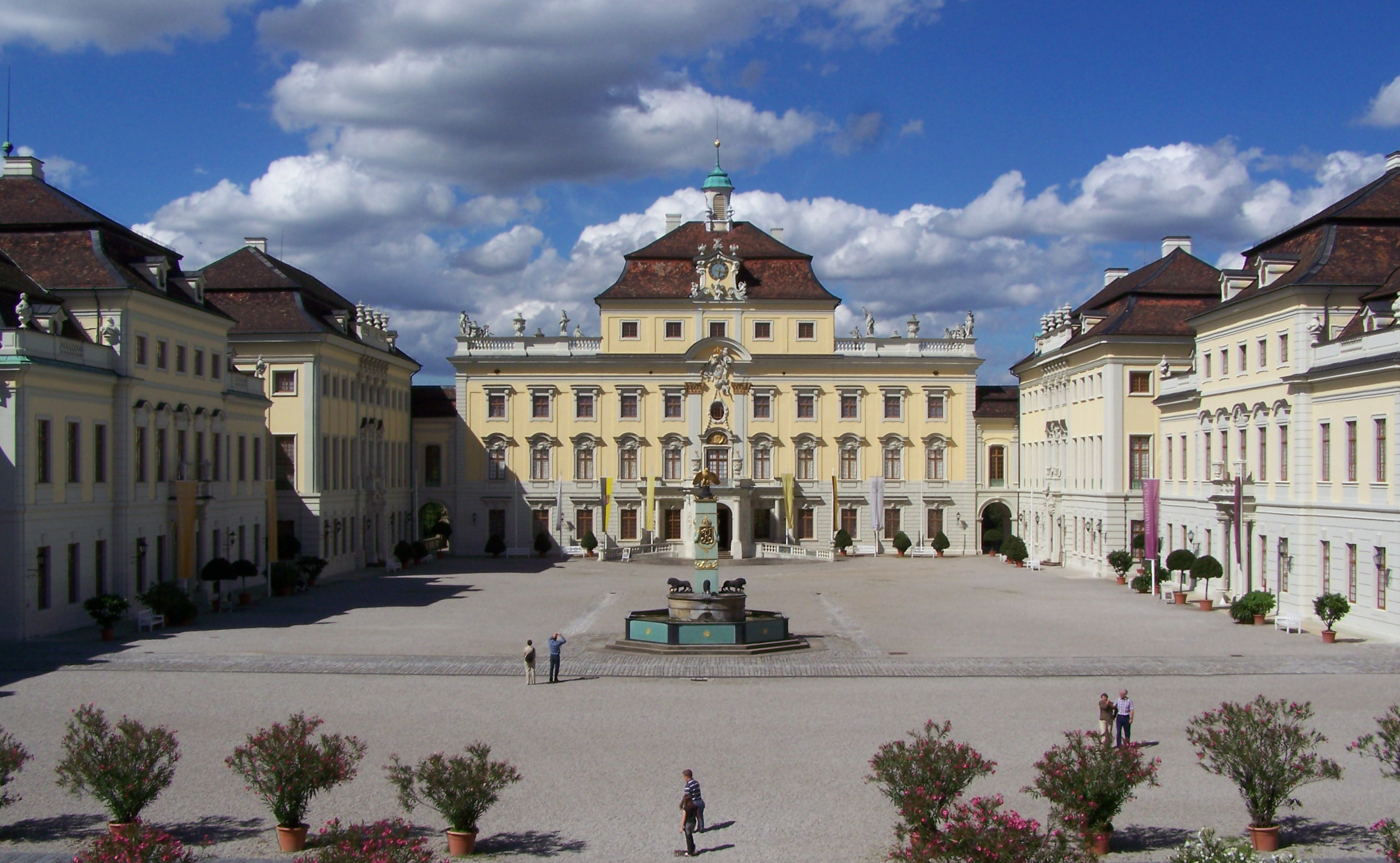
Der Schlosshof von Residenzschloss Ludwigsburg (1704–1733)
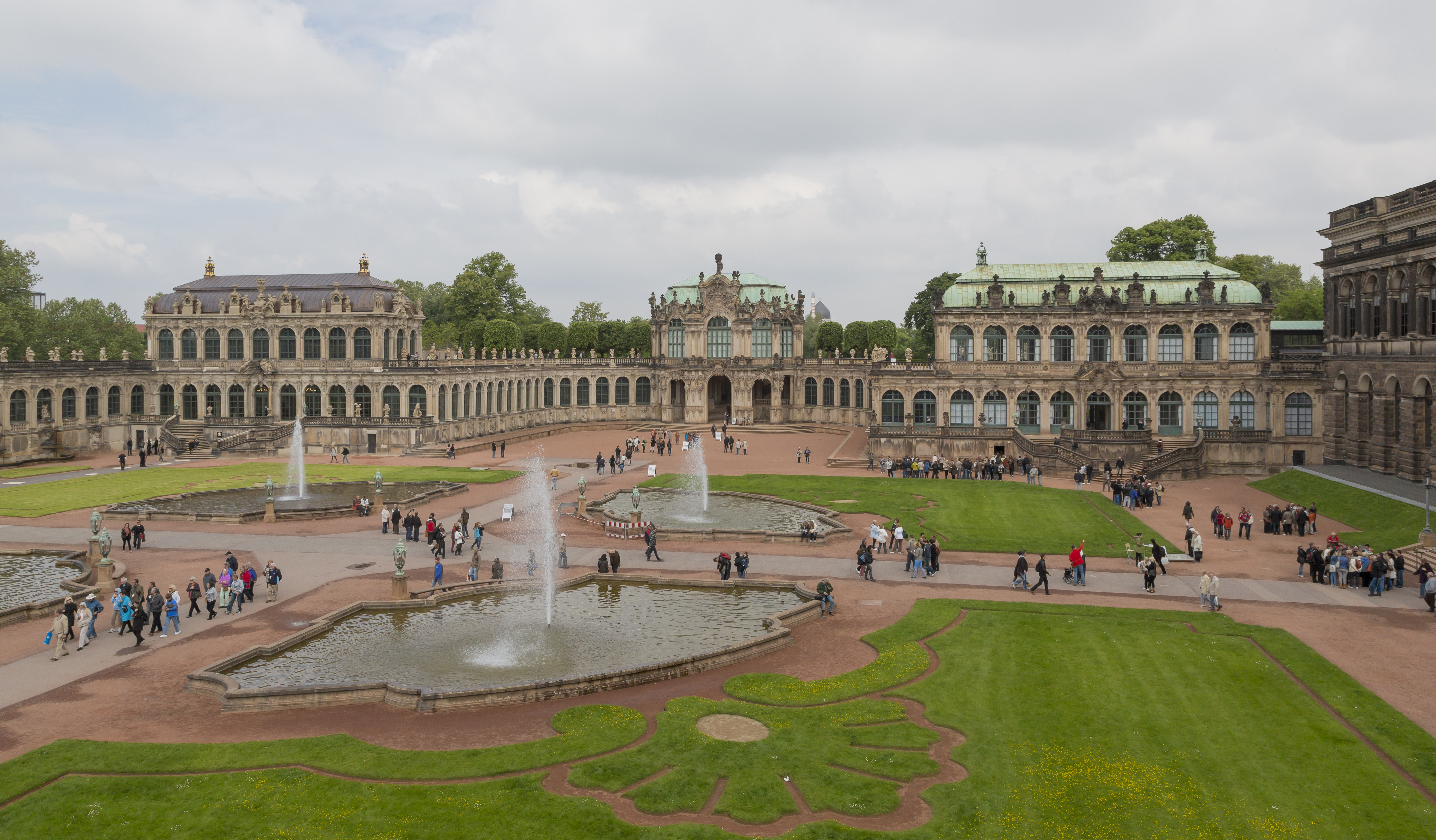
Dresdner Zwinger (1709–1728)
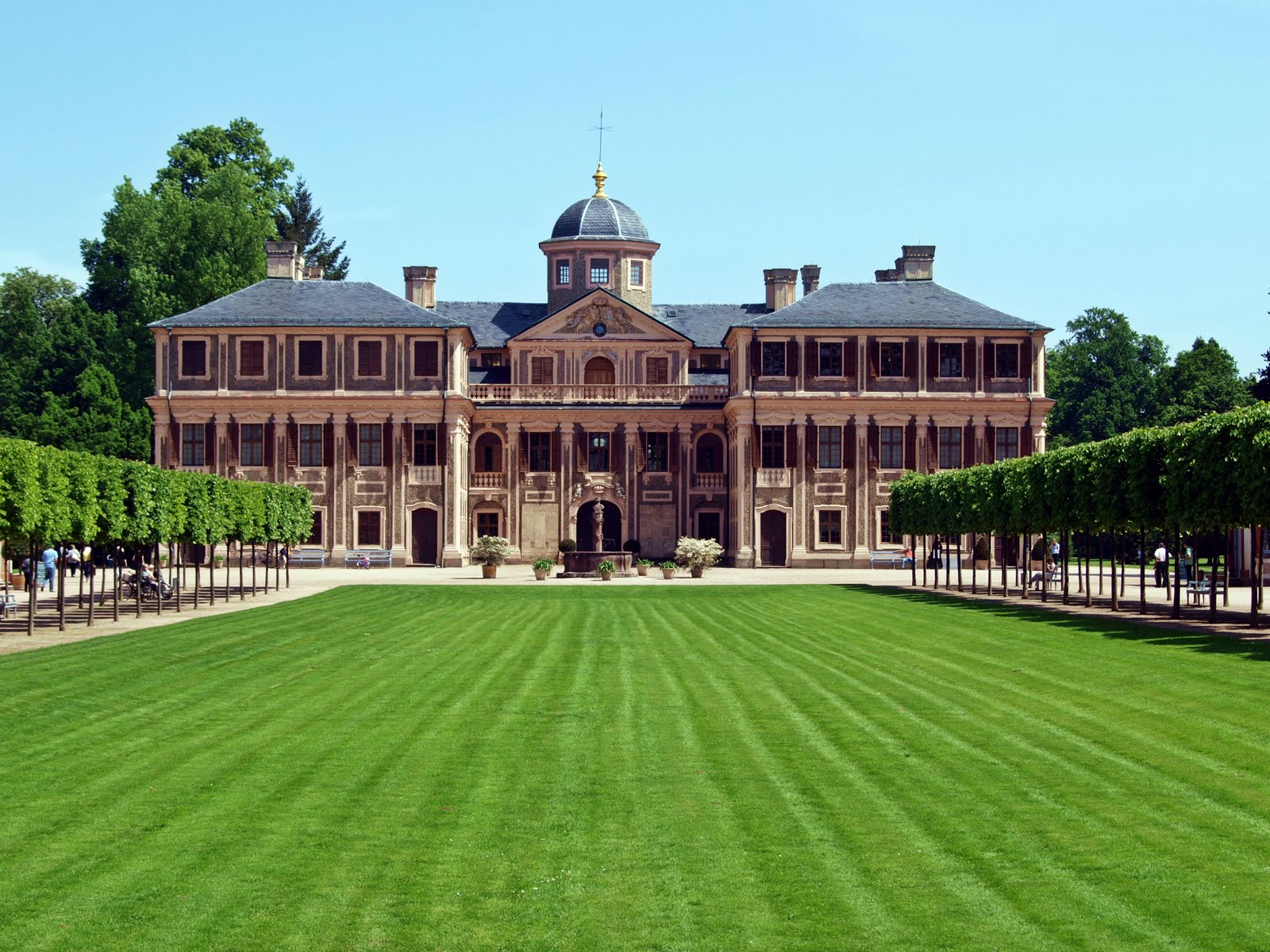
Schloss Favorite bei Förch, Rastatt (1710–1729)
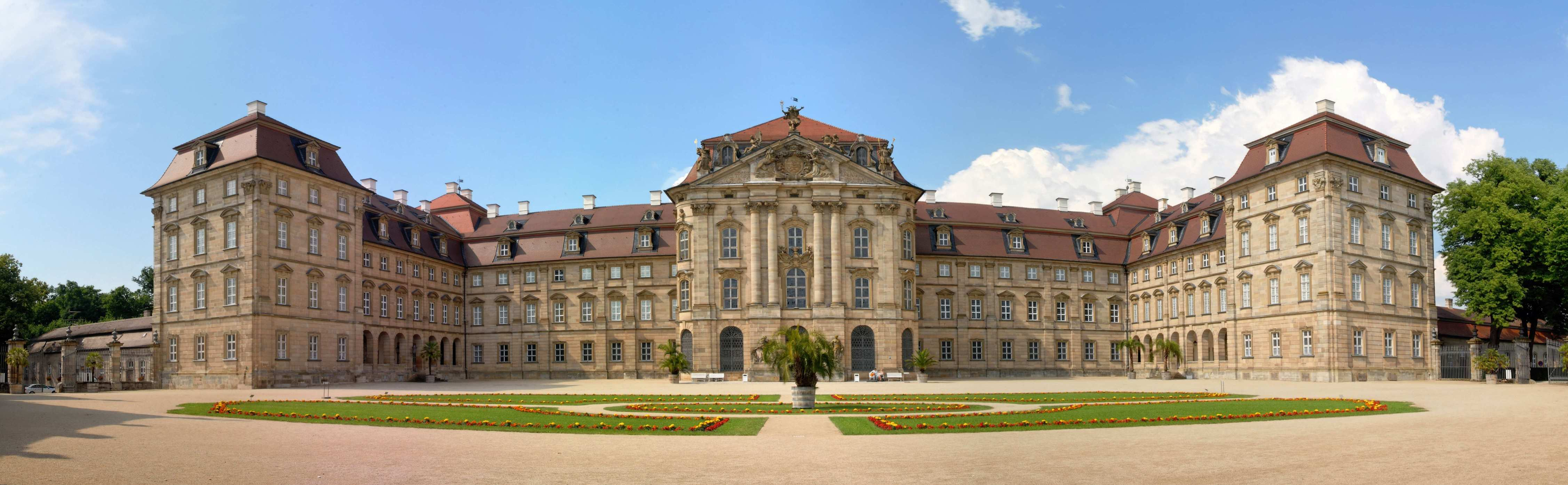
Schloss Weißenstein (Pommersfelden) (1711–1718)
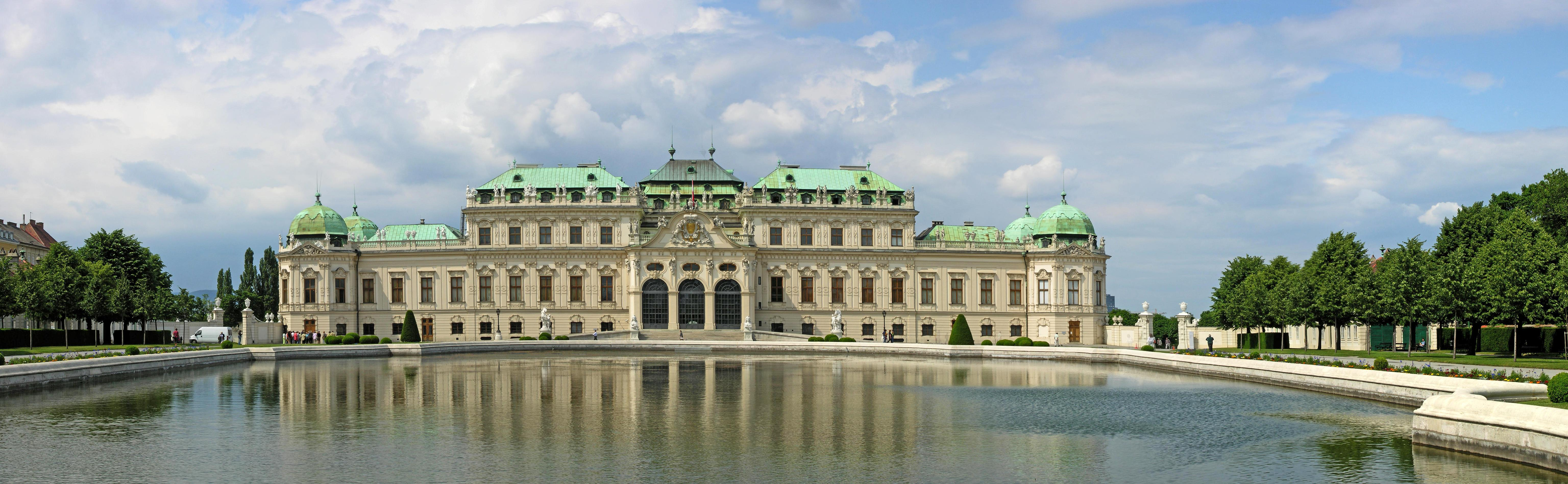
Schloss Belvedere, Wien (1720–1726)
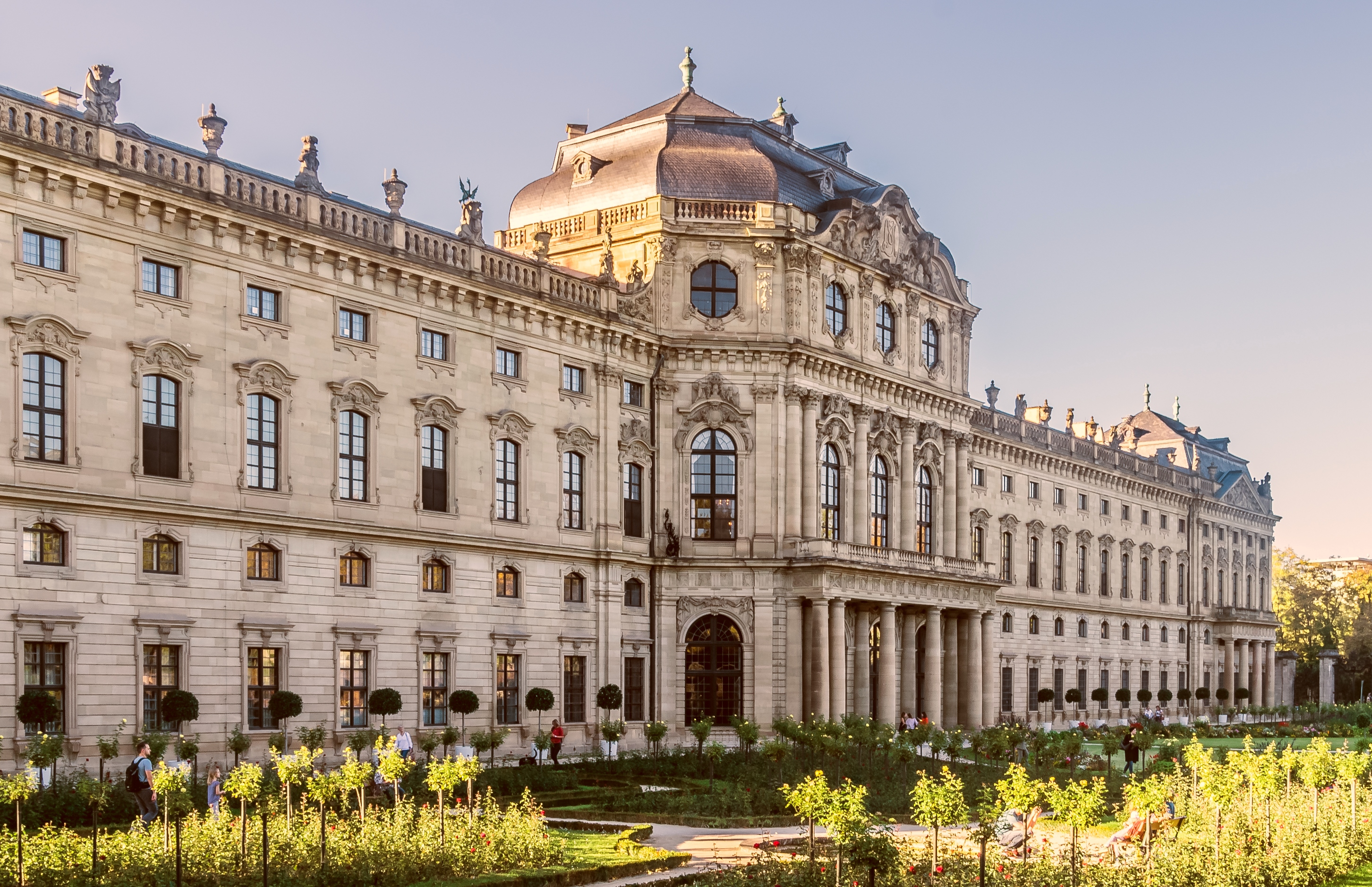
Östliche Gartenfassade der Würzburger Residenz (1719–1744)
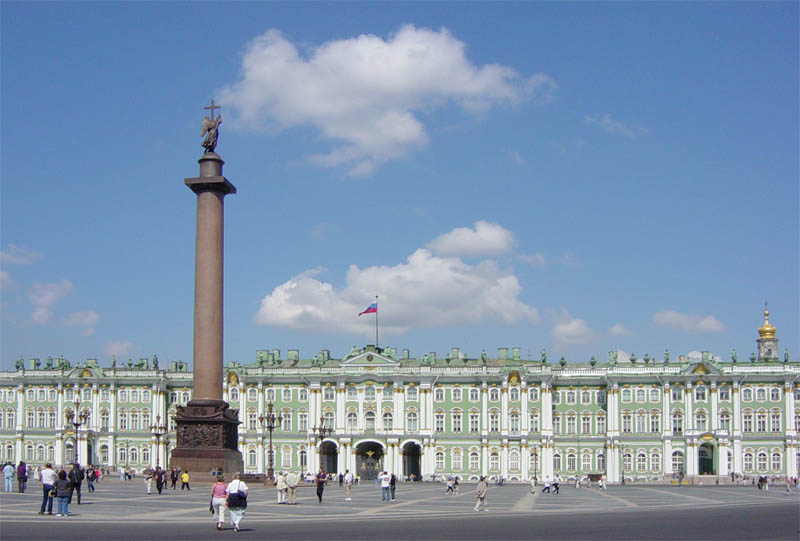
Winterpalast und Alexandersäule in Sankt Petersburg (ab 1754)

## Barocke Kirchenarchitektur
Die Entstehung und Entwicklung der barocken Kirchenarchitektur ist maßgeblich vor dem Hintergrund der römisch-katholischen Gegenreformation zu verstehen. Dabei gingen die Innovationen bis zum Ende des 17. Jahrhunderts meist von römischen Architekten aus, stießen in den verschiedenen Teilen Europas jedoch auf regionale Bautraditionen, mit denen sie Synthesen bildeten. Den Höhepunkt erreichte diese Entwicklung in den meisten Ländern im 18. Jahrhundert. Als die wichtigsten Trends, die die Herausbildung der barocken Kirchenarchitektur charakterisierten, hat Christian Norberg-Schulz die Vereinheitlichung der – traditionell in Longitudinal- und Zentralbauten geschiedenen – Kirchengrundrisse und die Neubestimmung des Verhältnisses genannt, in dem ein Kirchenbau zu seiner räumlichen Umgebung steht. Zentralisierung – als Ausrichtung auf einen erhabenen Mittelpunkt mit dem Charakter eines Appells an alle zur Teilnahme – war eine der Grundideen des barocken Denkens. Städtebaulich erfolgt die Ausrichtung auf monumentale Gebäude hin, die die Kernwerte der Gesellschaft repräsentieren, also auf die Kirchen (die nun oft hohe Kuppeln bekamen) und die Paläste der Herrschenden. Als Prototyp einer solchen Ausrichtung gilt die Anlage des Petersdoms. Die Konsequenz der Vereinheitlichung der Kirchengrundrisse war eine Ausbreitung von verlängerten Zentral- und von zentralisierten Longitudinalgrundrissen. Vom barocken Denken her wären gänzlich zentralisierte Grundrisse ideal gewesen; die leicht gestreckte Form war sowohl ein Zugeständnis an die Erfordernisse der katholischen Liturgie als auch eine Absage an die zentralisierten Sakralbaugrundrisse der Renaissance, denen nun ein Odium von „Heidentum“ zugeschrieben wurde.

### Bewegung
Zu den einflussreichsten Beispielen der frühen barocken Kirchenarchitektur zählen die römischen Kirchen Il Gesù (1568–1584, Giacomo Barozzi da Vignola) und Santa Maria ai Monti (1580, Giacomo della Porta). Charakteristisch für beide ist die Akzentuierung der Längsachse – nicht etwa durch Streckung dieser Achse, sondern durch auffällige Symmetrie des Gebäudes und durch Gestaltung der Fassade als ein gewaltiges Tor, das das Kircheninnere mit dem Außenraum in eine starke dynamische Beziehung setzt und dazu auffordert, das Gebäude zu betreten. Ein drittes gemeinsames Merkmal, das für die barocke Kirchenarchitektur zum Programm wurde, ist die weithin sichtbare Rundkuppel, die die Vierung der Kirche krönt und damit das Ziel der Bewegung markiert, die das Bauwerk mit der Betonung der Längsachse und des Tores initiiert.

#### Fassade
Die Fassade der frühen Barockkirchen weist den zweigeschossigen Aufbau auf, den Leon Battista Alberti 1470 erstmal bei der Basilika Santa Maria Novella (Florenz) verwendet hat.

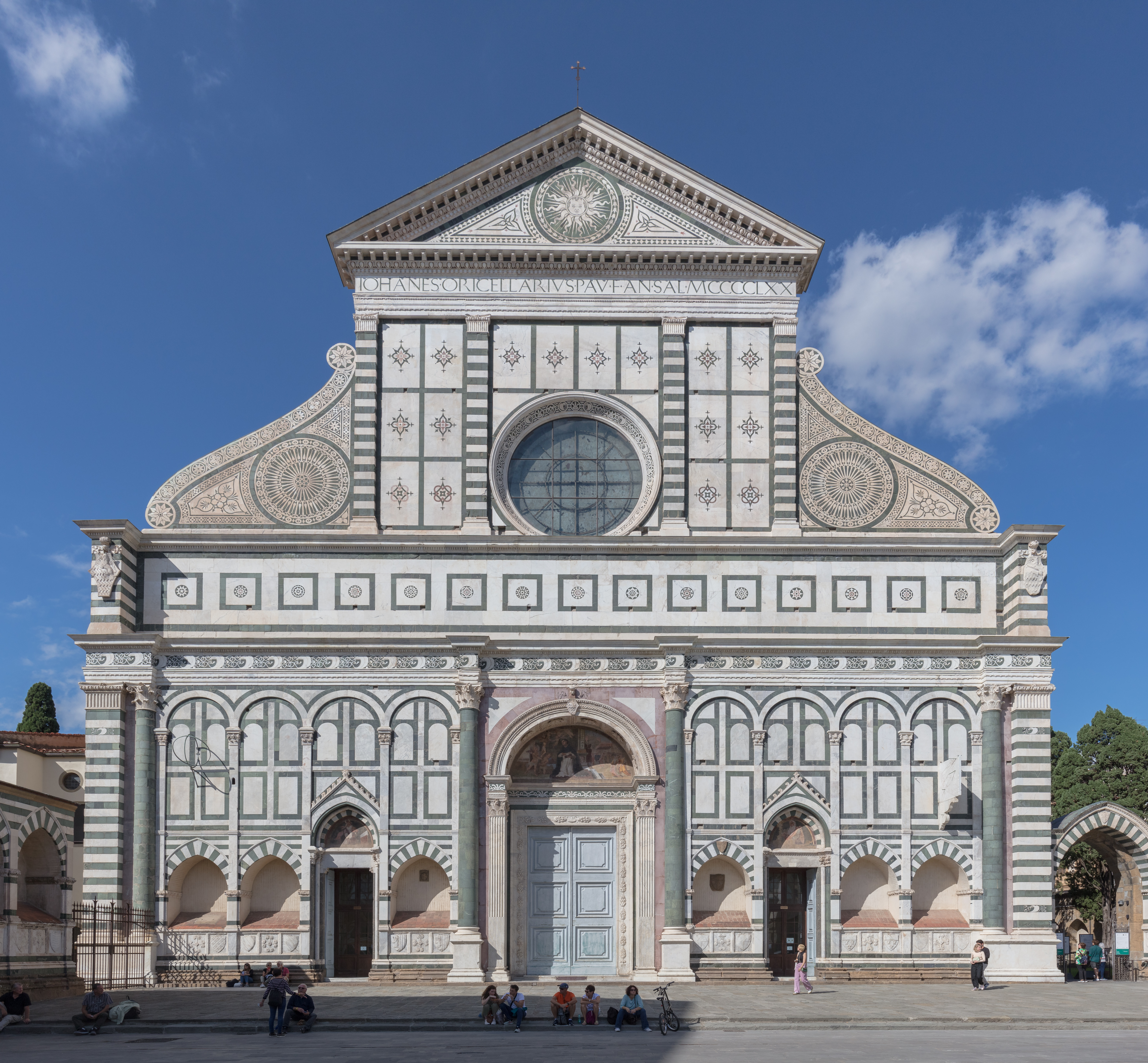
Vorbild für die frühbarocke Fassadengestaltung: die Renaissancekirche Santa Maria Novella
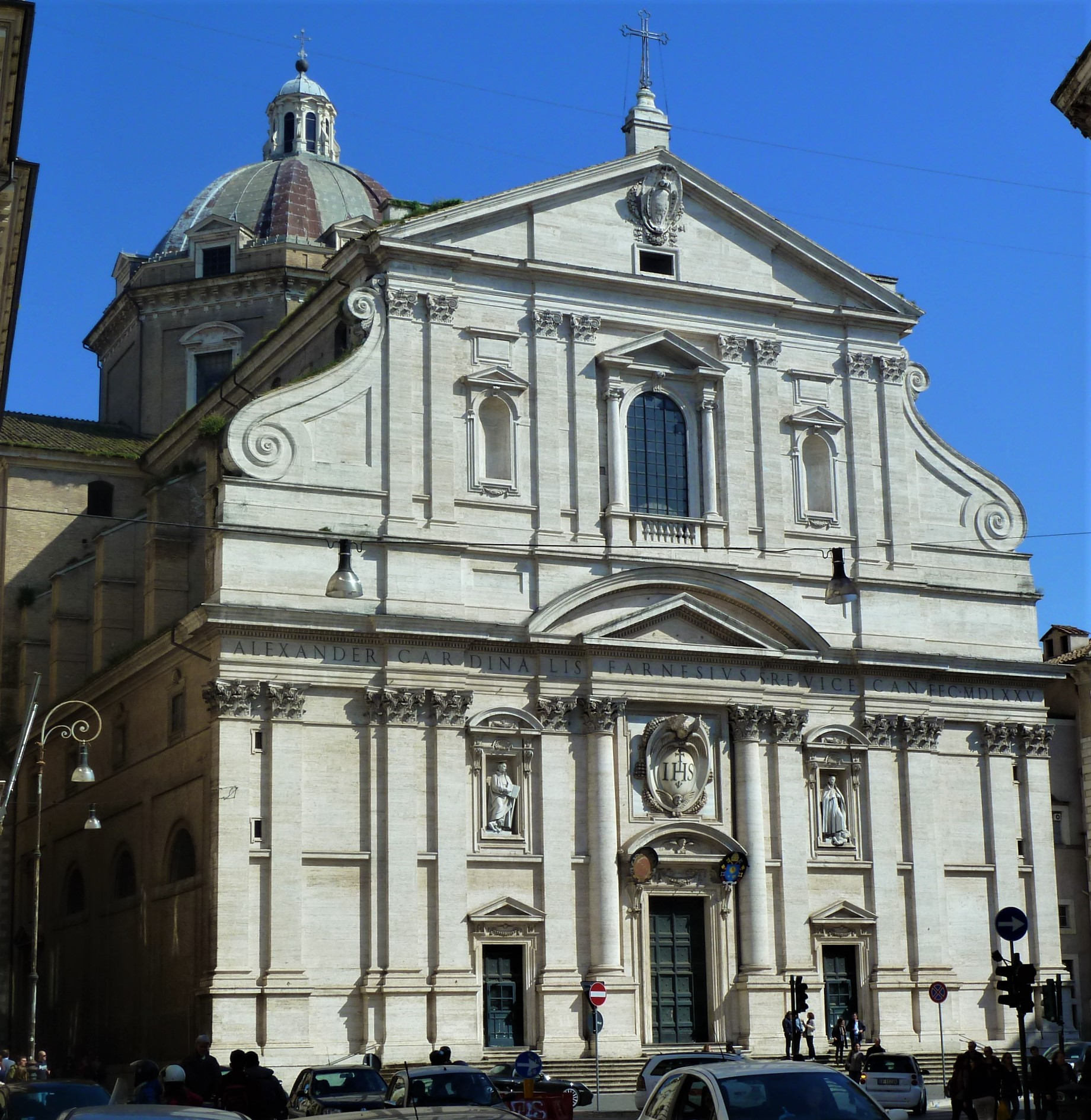
Il Gesù
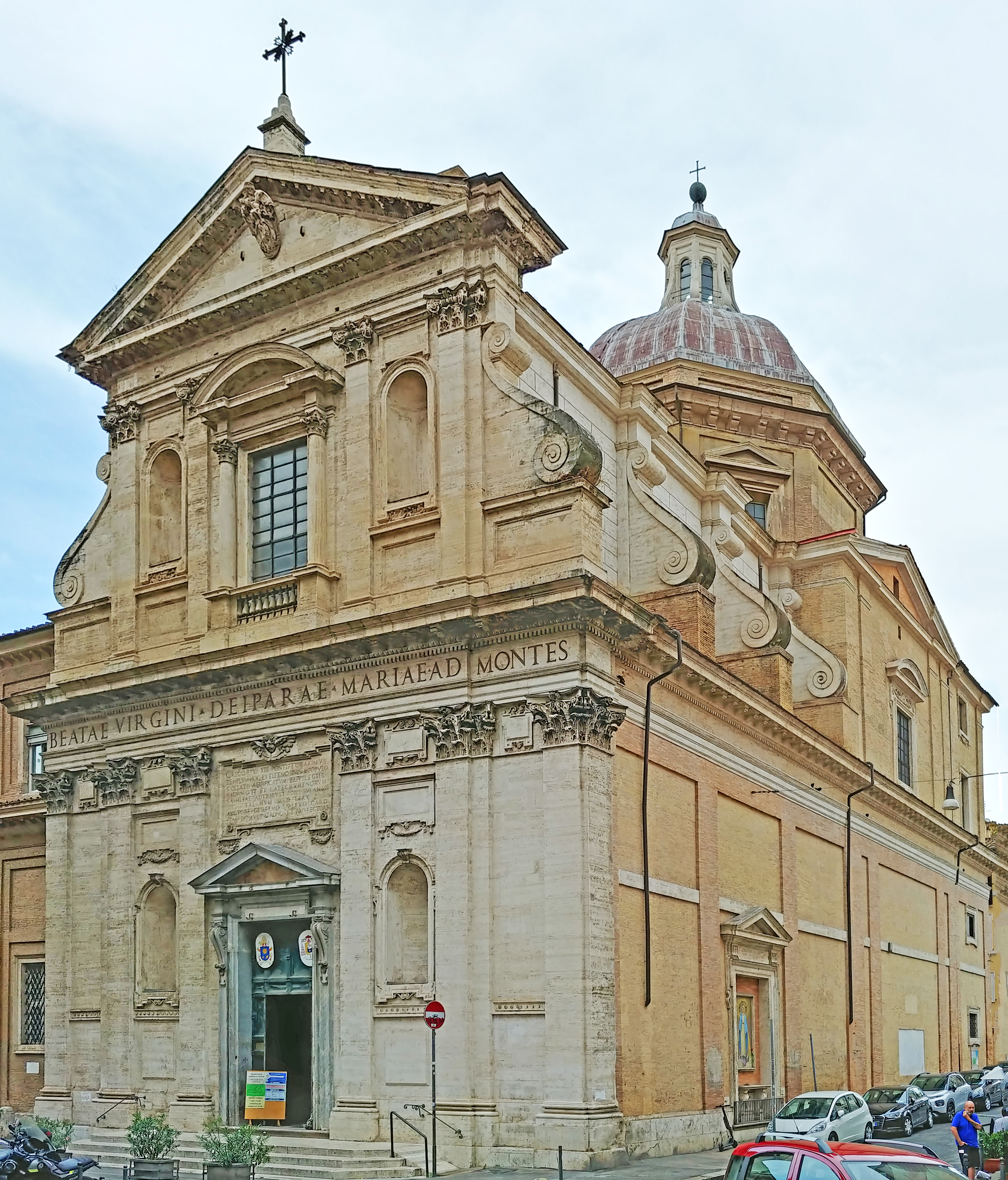
Santa Maria ai Monti

#### Mittelschiff

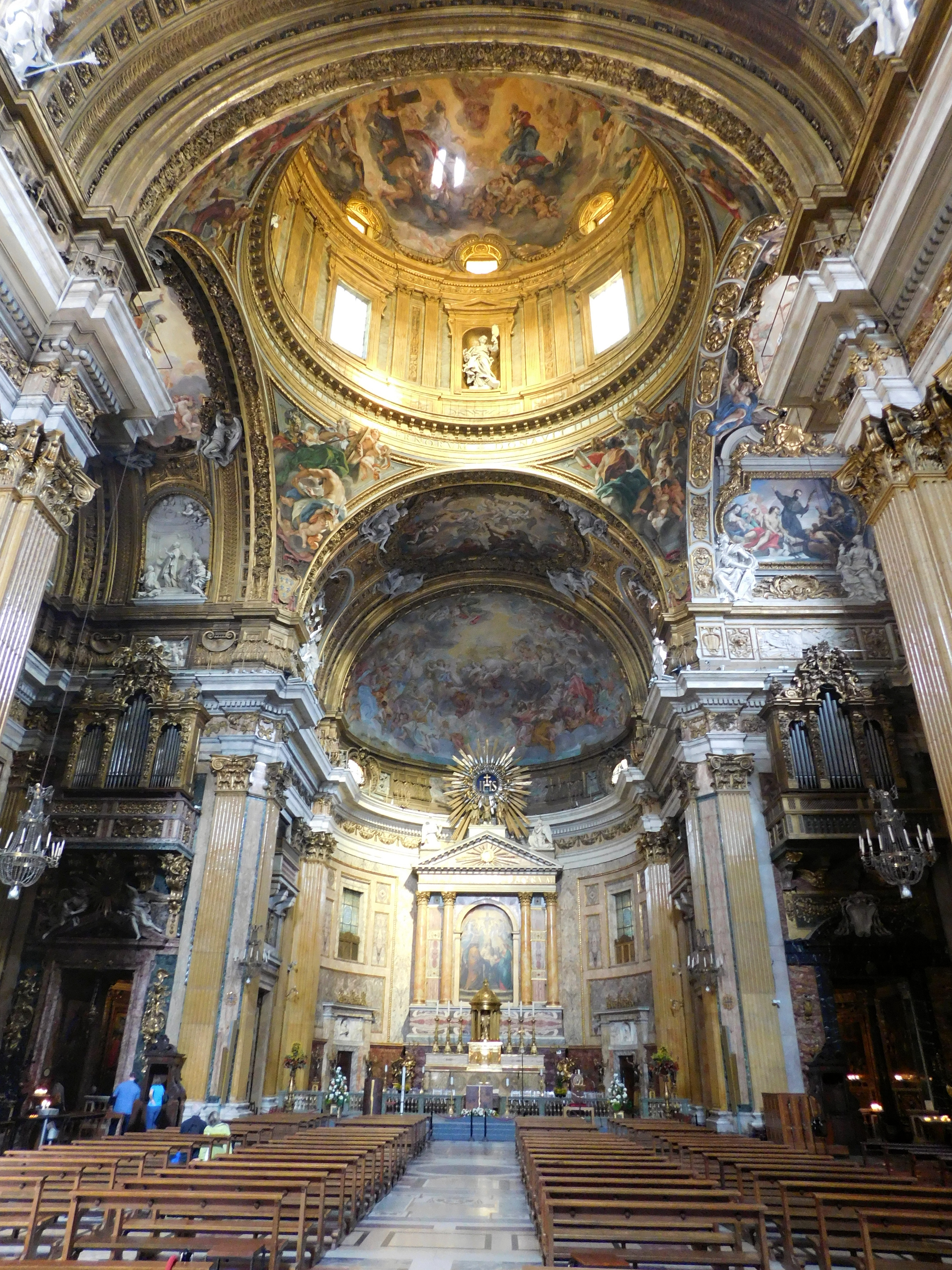
Il Gesù: Blick ins Innere
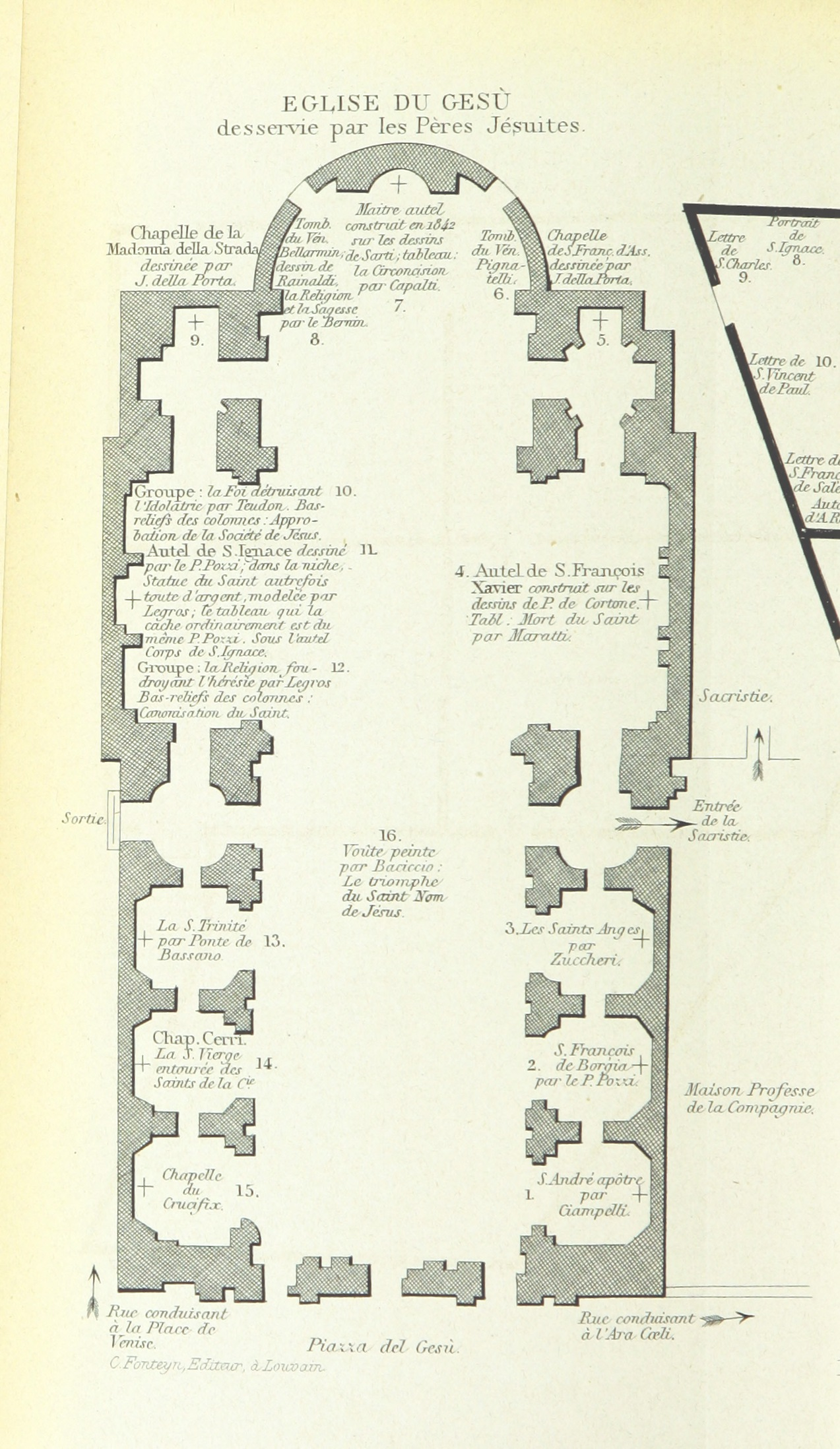
Il Gesù: Grundriss
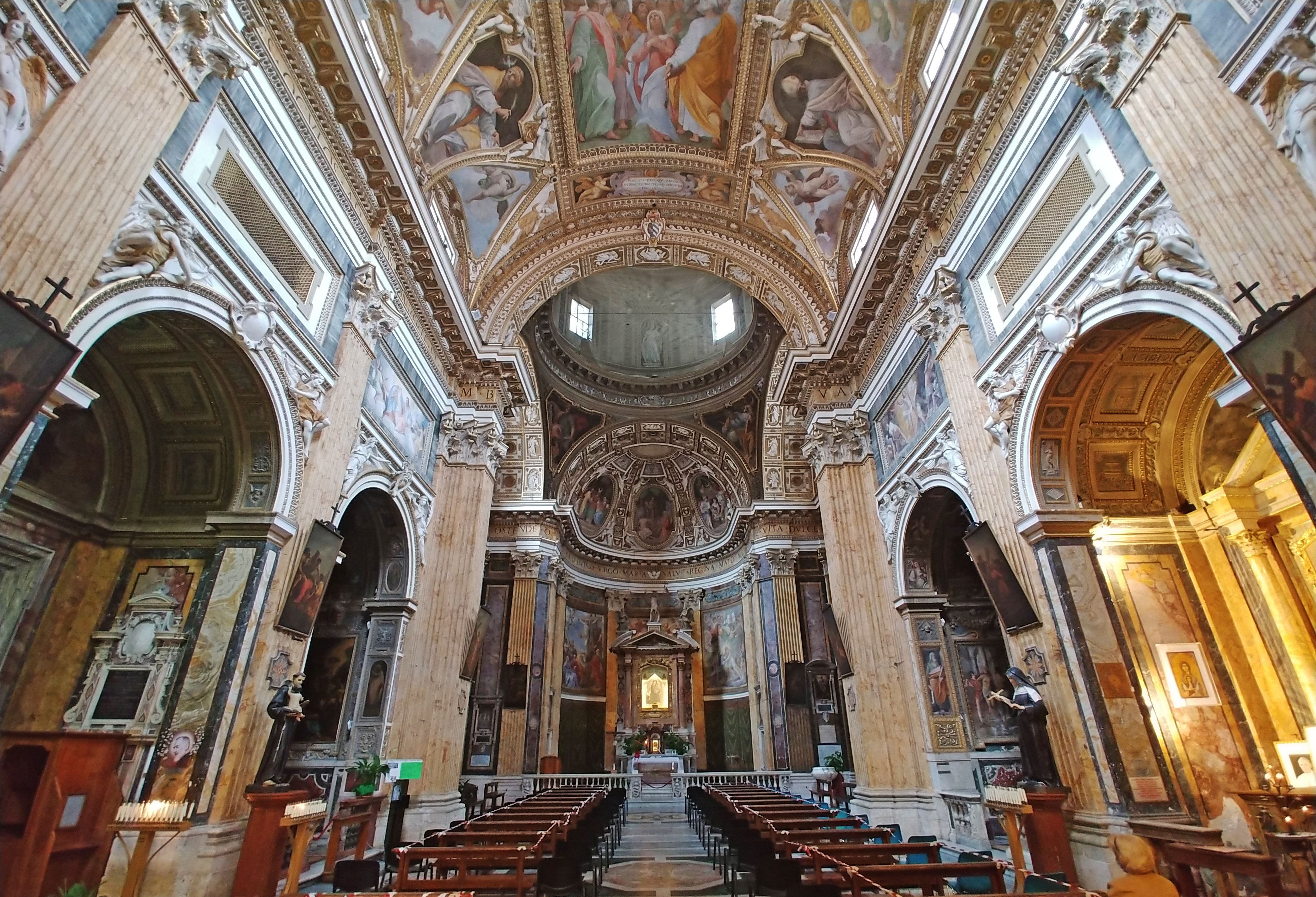
Santa Maria: Blick ins Innere
Santa Maria: Grundriss

#### Kuppel
Die meisten Barockkirchen haben, wenn überhaupt, nur eine einzige Kuppel. Im Bestreben, Zentralbauten etwas zu strecken, wurden aber vor allem seit dem Hochbarock oft mehrere Kuppeln verwendet. Eine Renaissancekirche, die hierfür das Vorbild geliefert hatte, war die Veroneser Chiesa della Madonna di Campagna (1589, Michele Sanmicheli, Francesco Banterle). Aufgegriffen wurde die Anregung etwa beim Bau der Mailänder Kirche San Giuseppe (1630, Francesco Maria Richini). Ihren Höhepunkt erreichte diese Bauweise in Italien mit der Errichtung der Santa Maria della Salute in Venedig (1687, Baldassare Longhena).

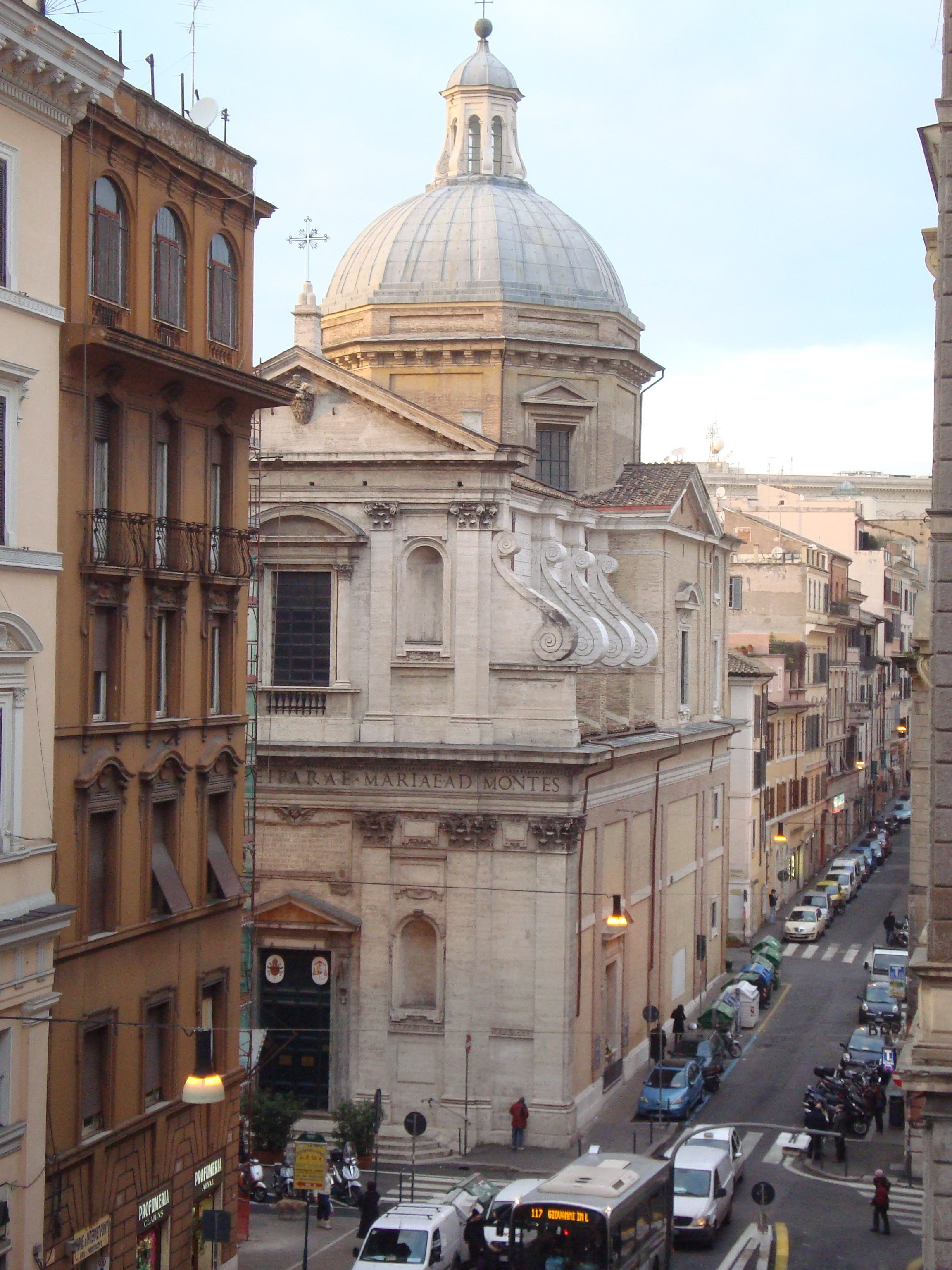
Santa Maria: Kuppel
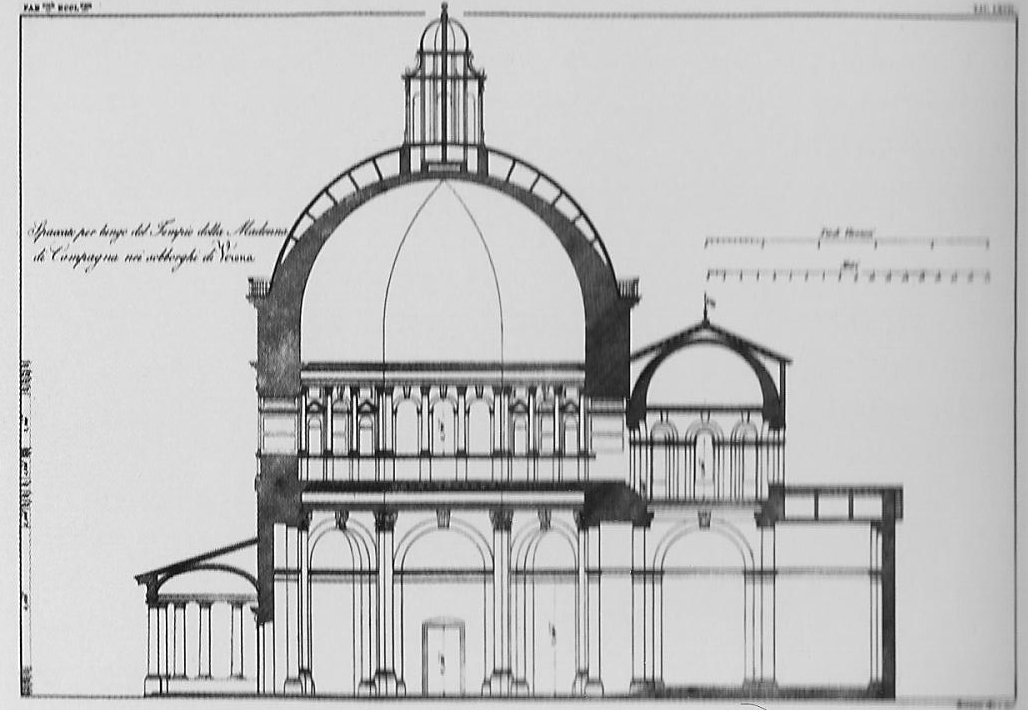
Madonna di Campagna (Renaissancekirche mit zwei Kuppeln)
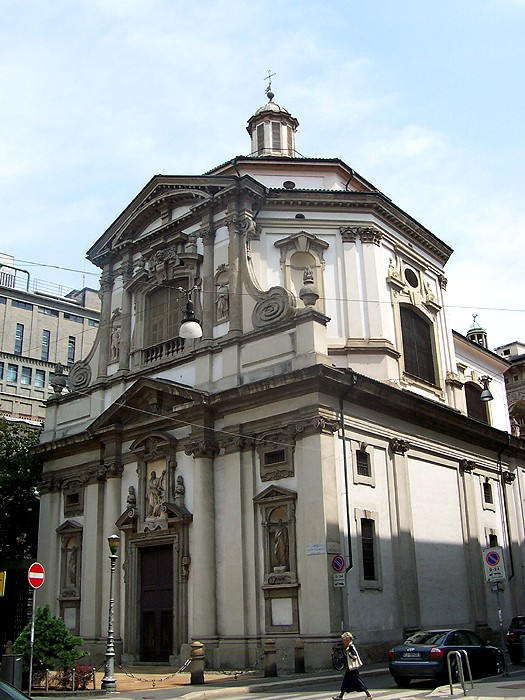
San Giuseppe: hinter der Hauptkuppel erscheint eine zweite, kleinere
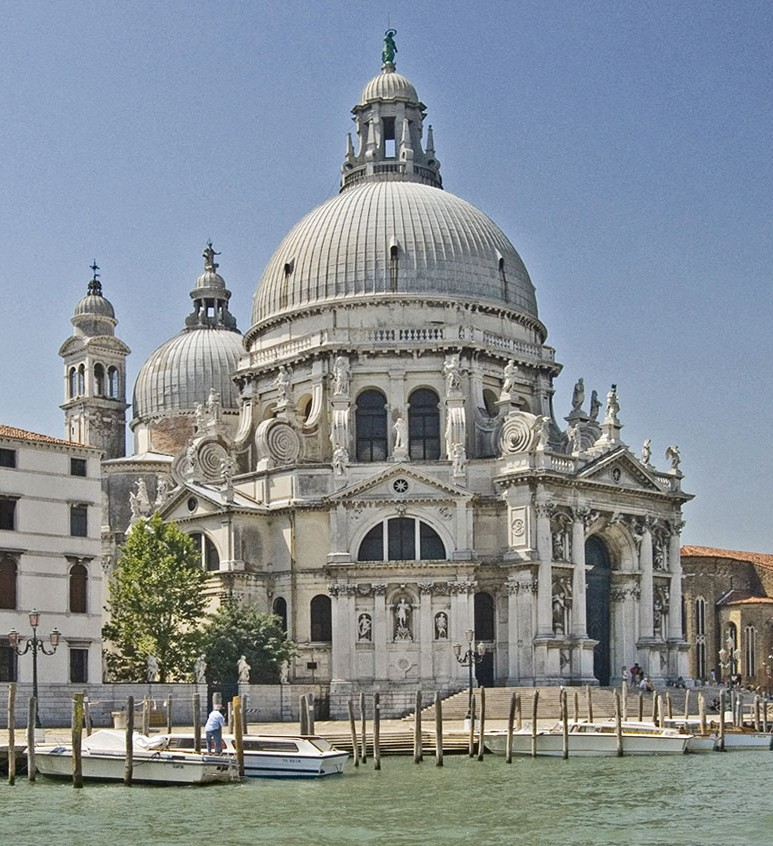
Santa Maria della Salute

### Räumliche Integration
Die räumliche Kleinteiligkeit, die für die Grundrisse der gotischen und noch der Renaissancekirchen charakteristisch gewesen war, wich im Barock bald einer offeneren Bauweise mit einer Tendenz zur Integration der Einzelräume. Ein frühes Beispiel für diese Entwicklung bietet die römische Sant’Andrea della Valle, deren Seitenkapellen deutlich weniger tief, dafür aber höher sind als etwa in Il Gesù und in Santa Maria ai Monti.

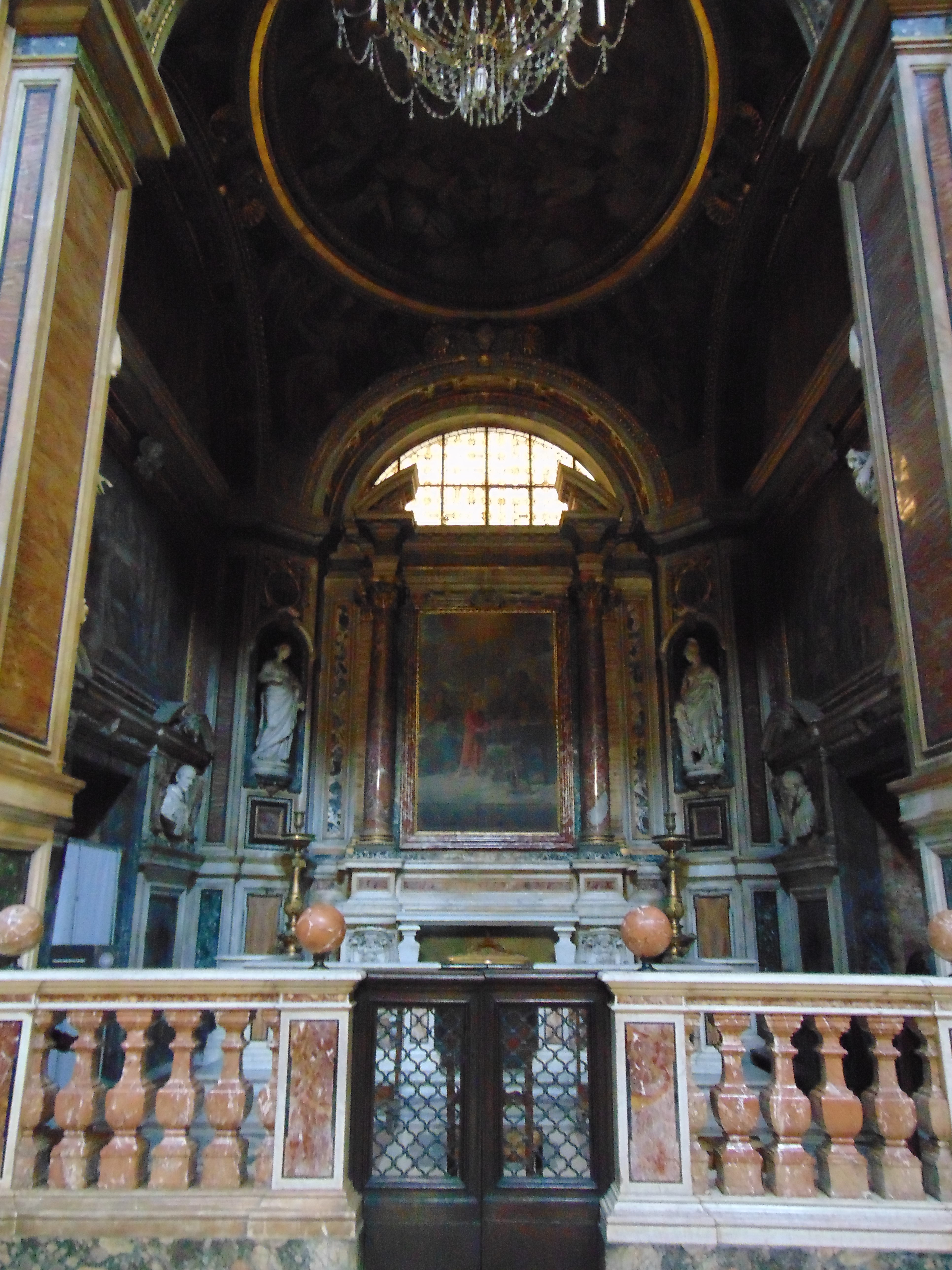
Il Gesù: eine Seitenkapelle
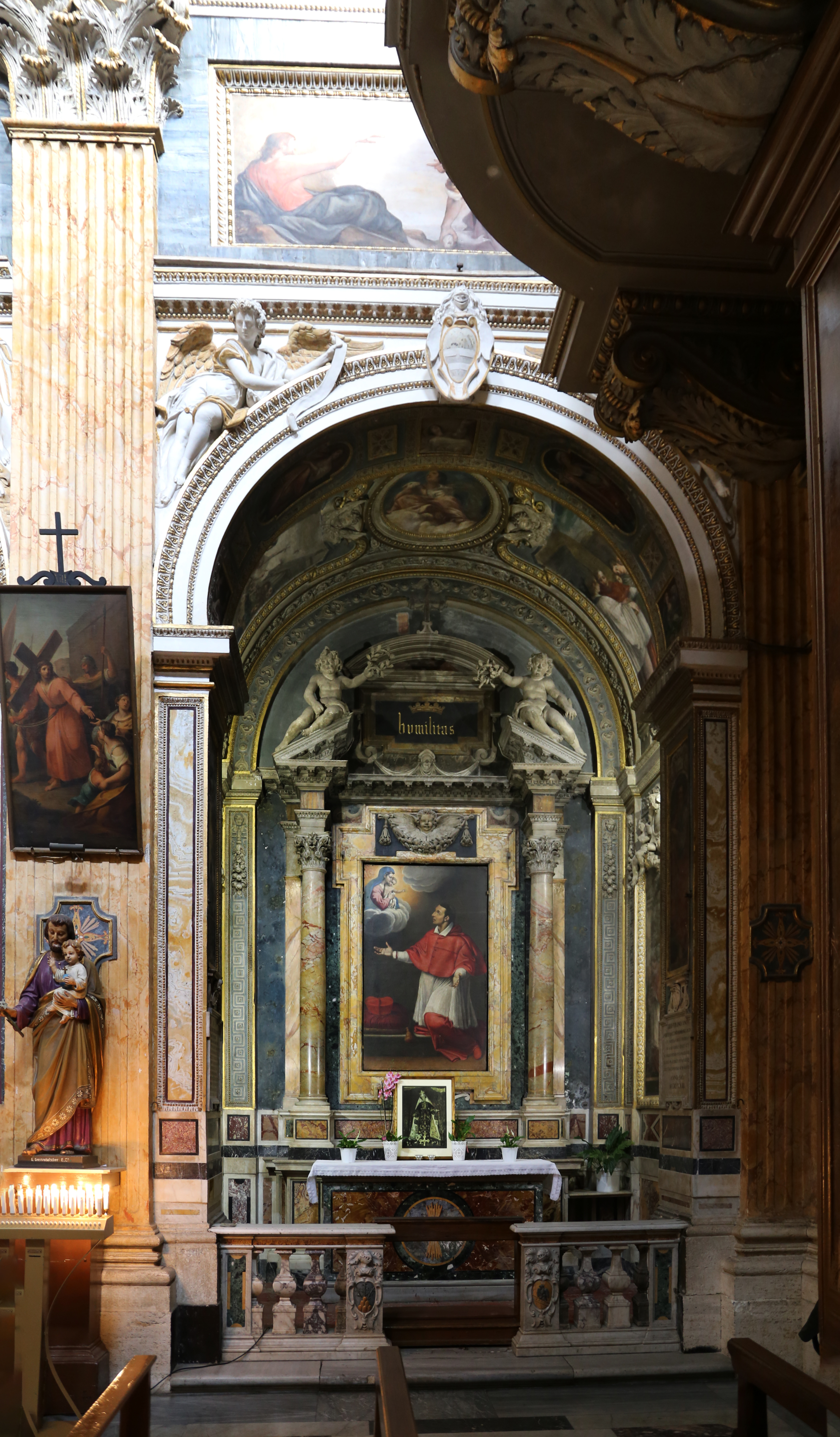
Santa Maria ai Monti: eine Seitenkapelle
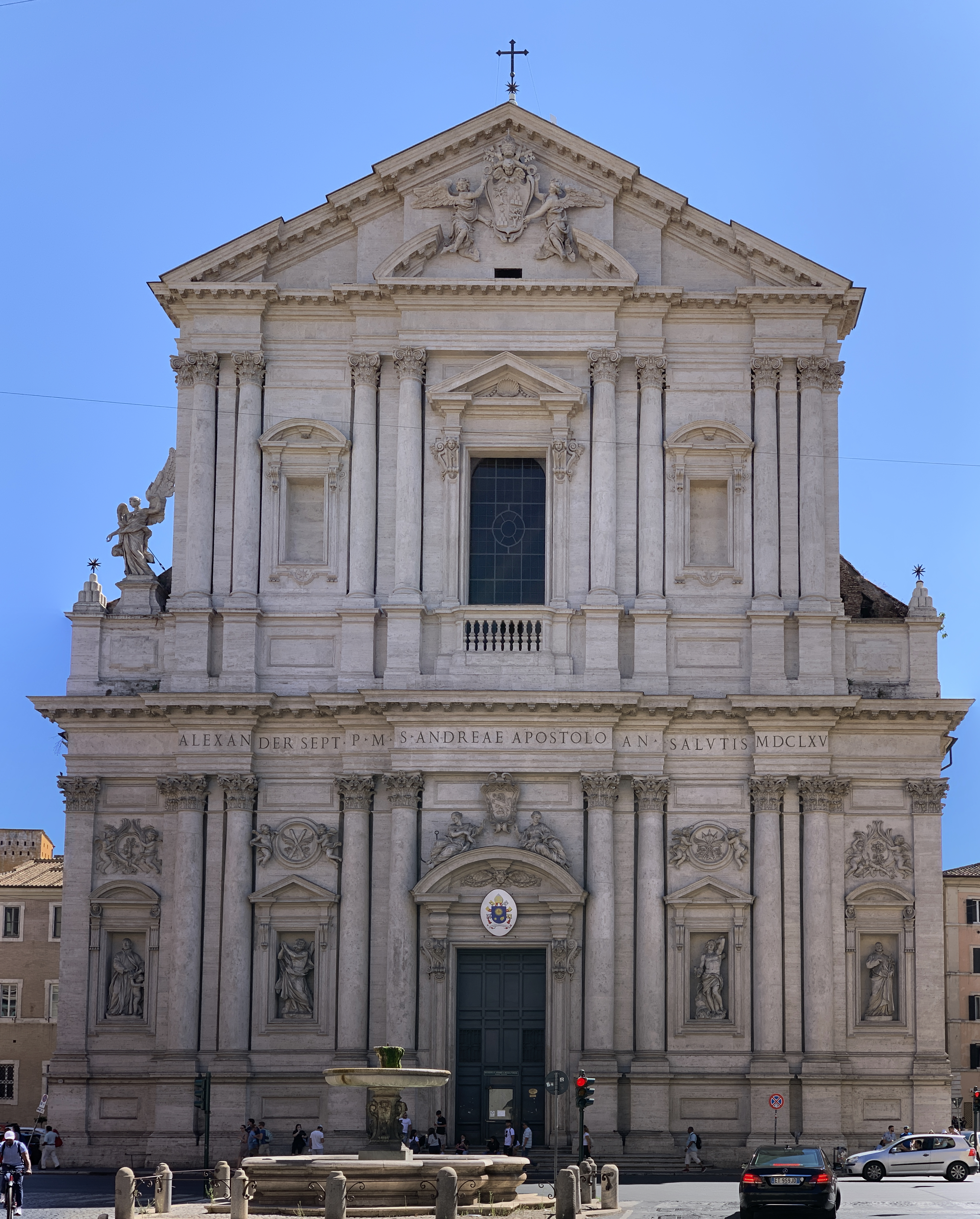
Sant’Andrea della Valle (Rom), 1650, Francesco Maria Grimaldi
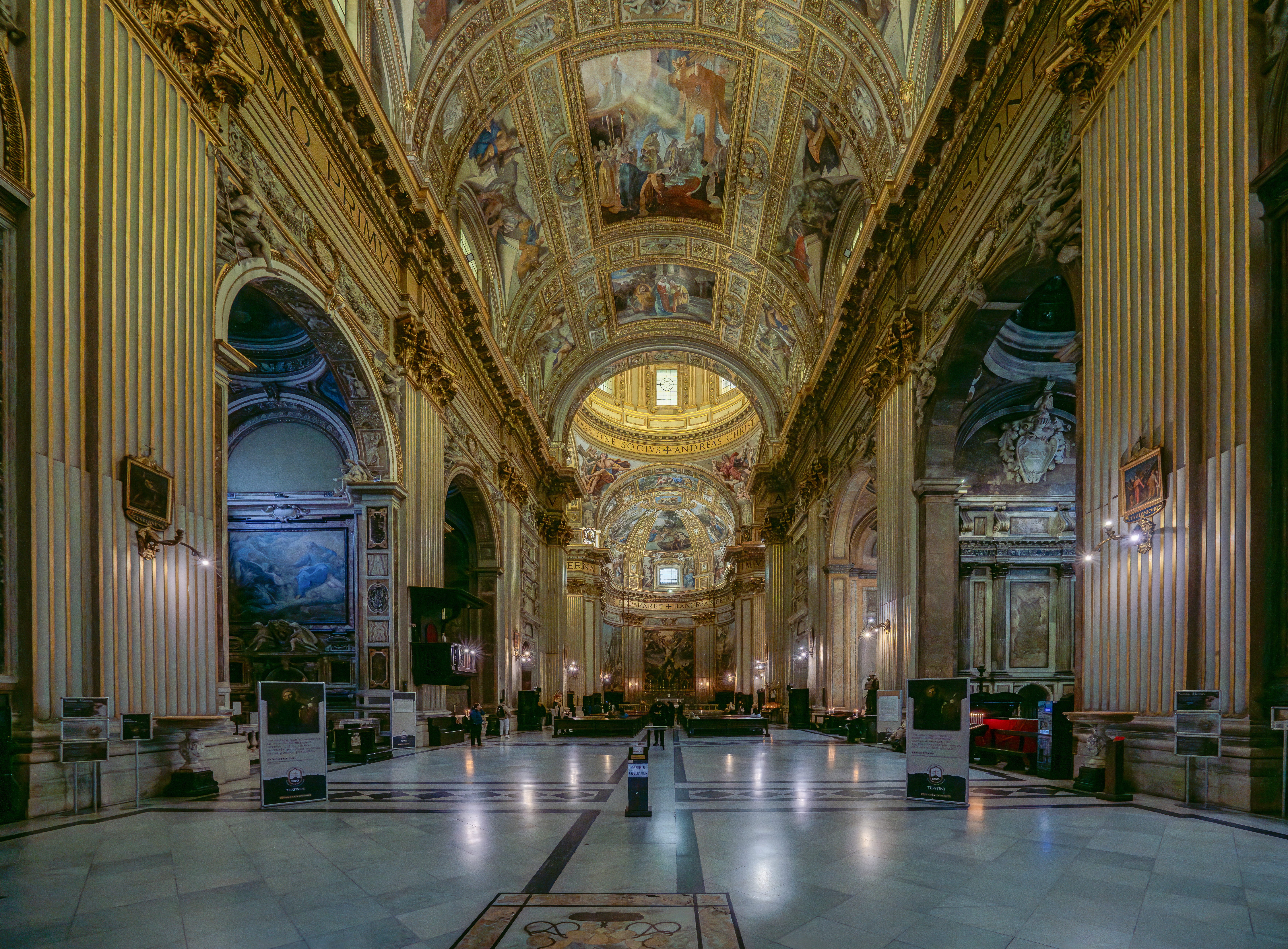
Sant’Andrea della Valle: zwei Seitenkapellen
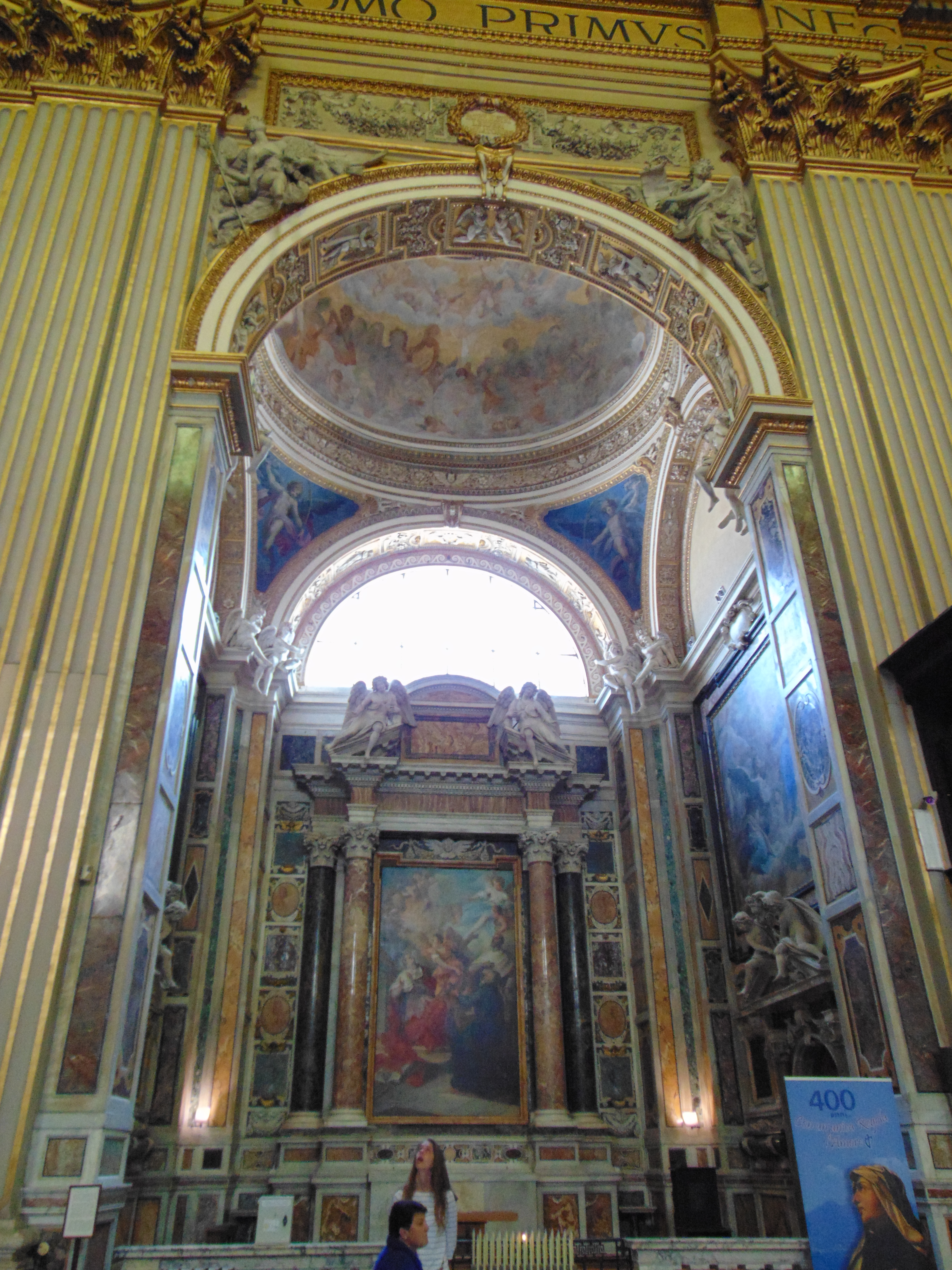
Sant’Andrea della Valle: eine Seitenkapelle
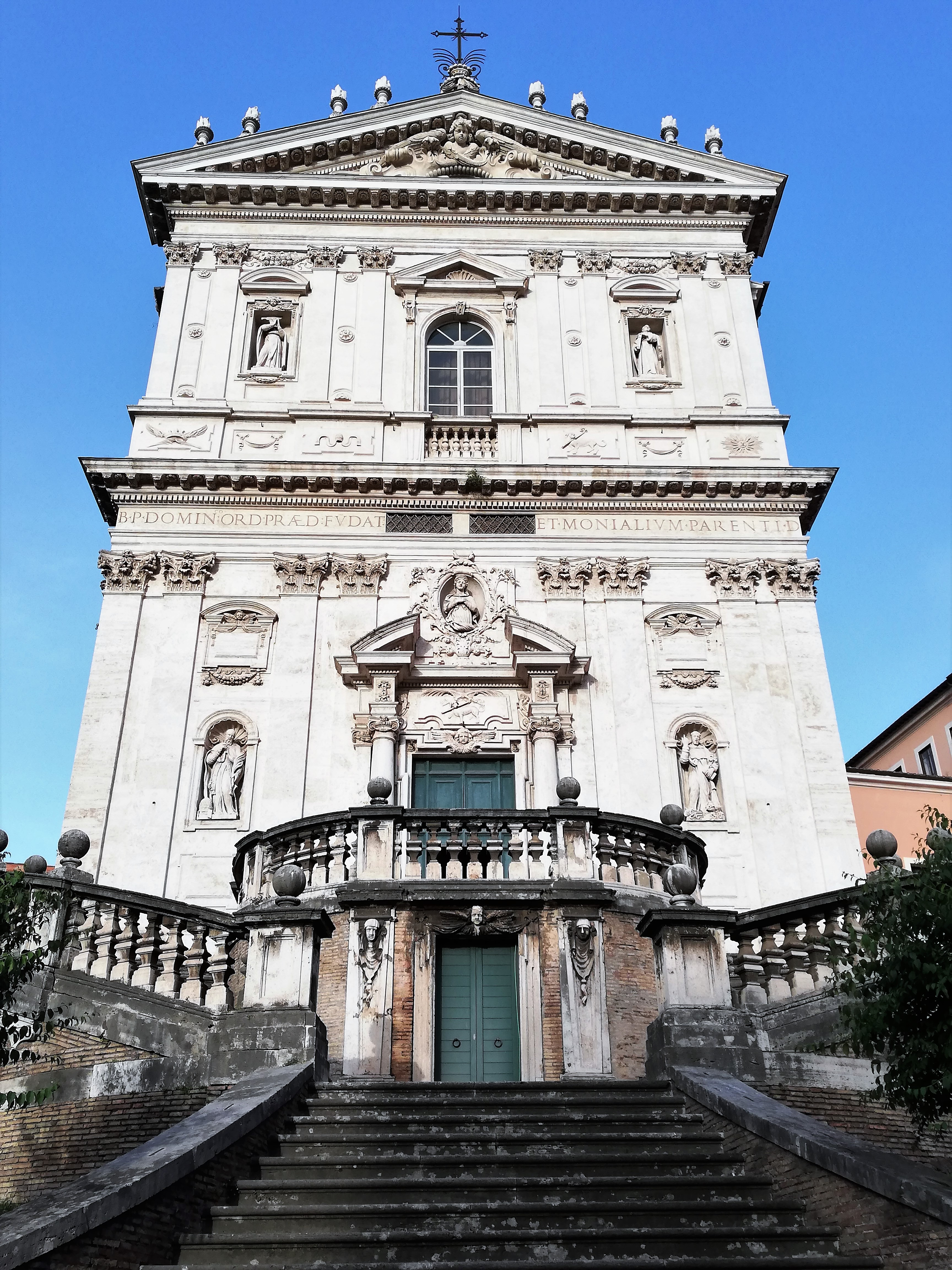
Santi Domenico e Sisto (Rom), 1674, Giacomo della Porta, Orazio Torriani
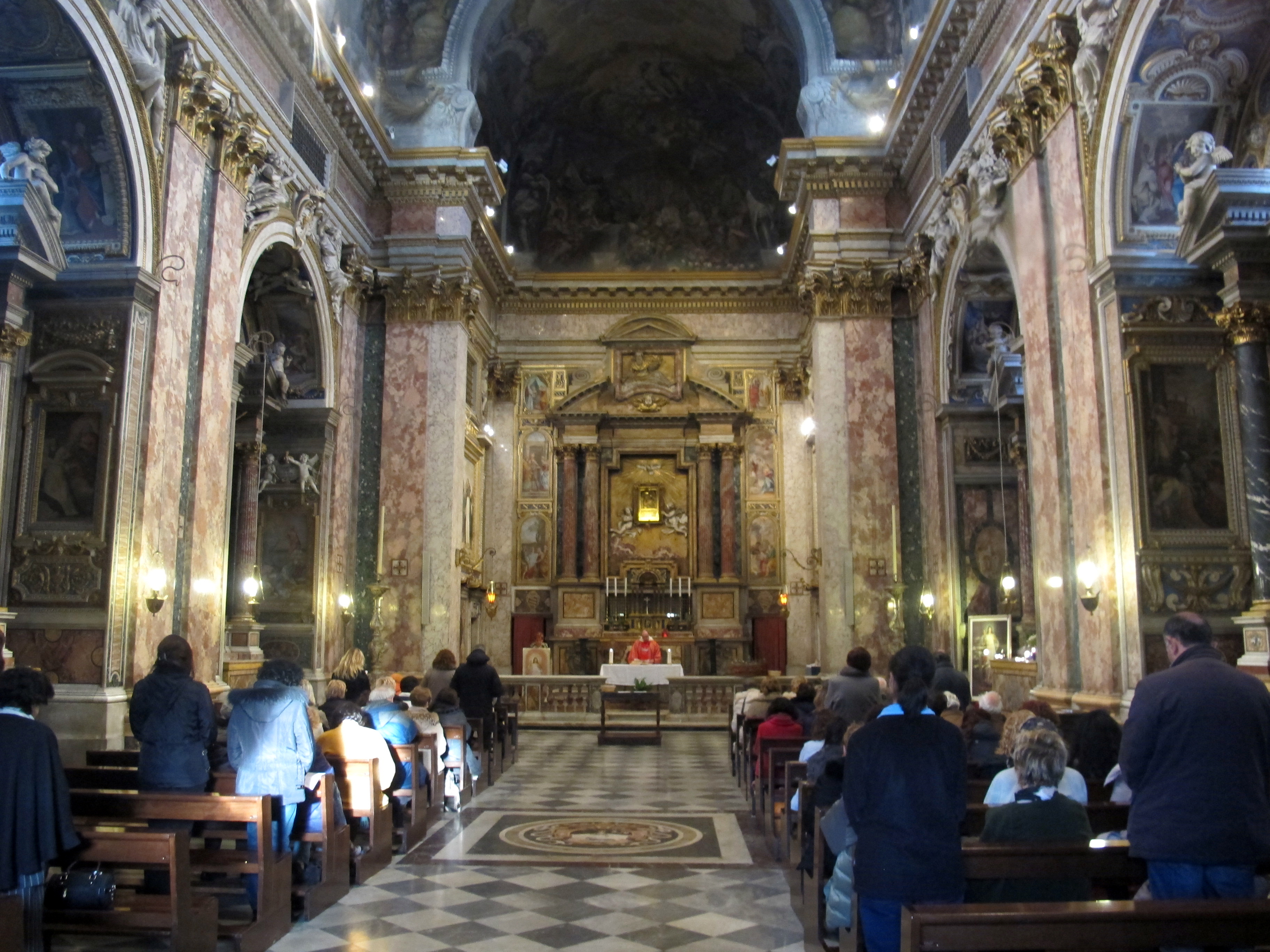
Santi Domenico e Sisto: Blick ins Innere
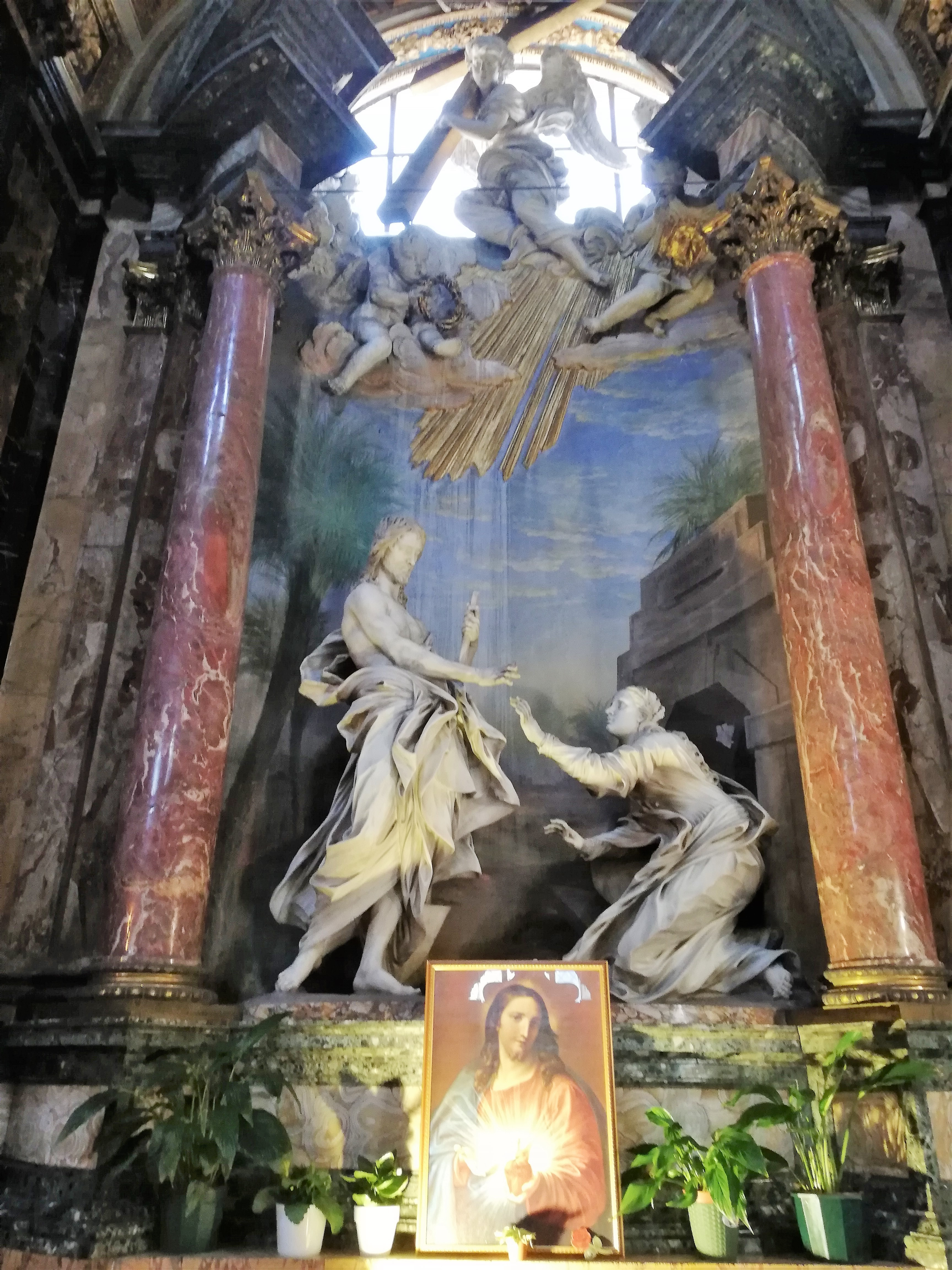
Santi Domenico e Sisto: die Seitenkapellen sind hier zu bloßen Arkaden geschrumpft

Ein Gesichtspunkt der Integration des Raumes ist die Öffnung von Räumen, die vorher stärker abgeschlossen waren. Ein Beispiel hierfür ist die Kuppel der Pariser Kirche Notre-Dame du Val-de-Grâce (François Mansart, 1645), die auf ungewöhnlich breiten Pfeilern ruht.

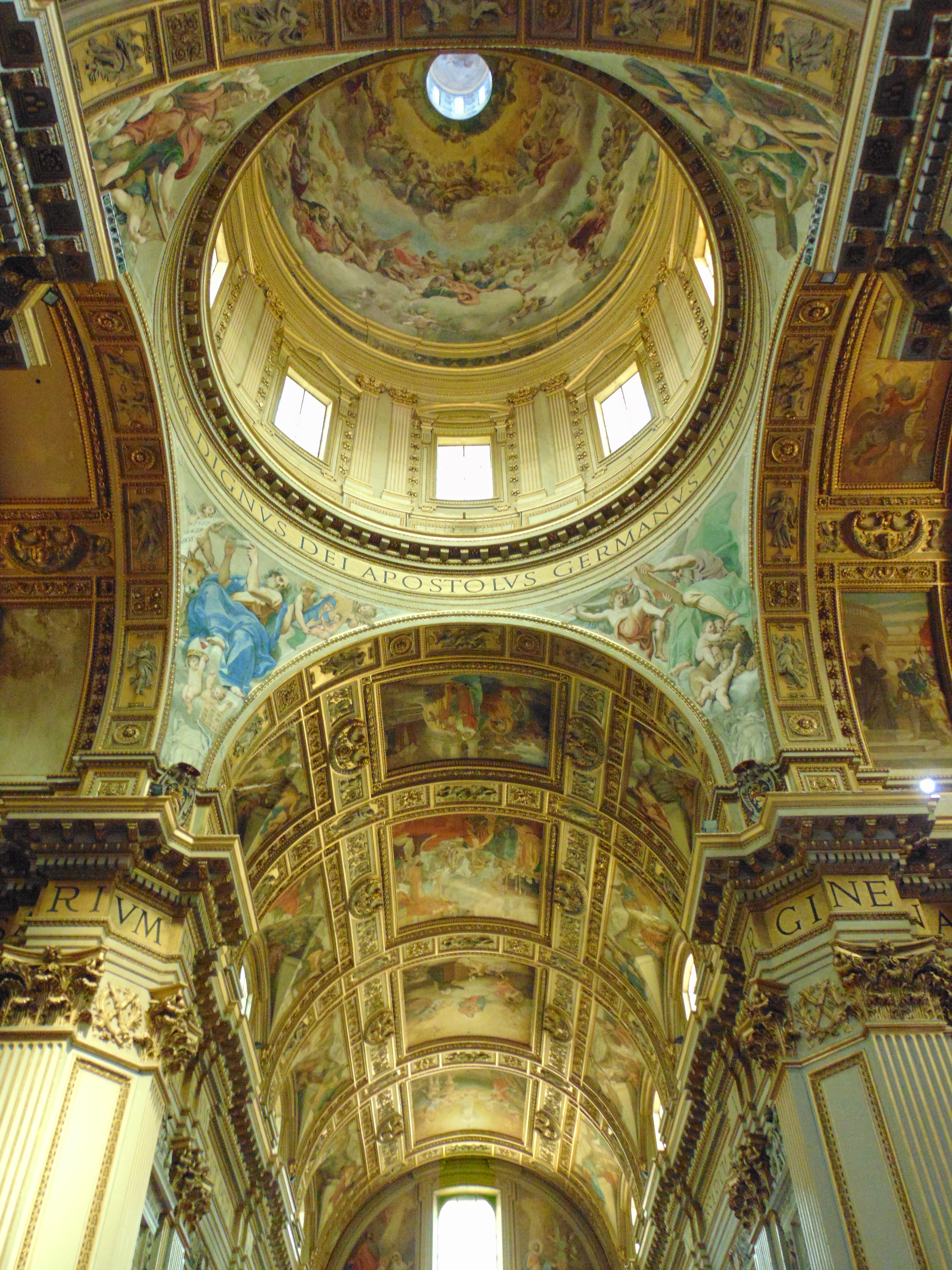
Die Kuppel in Sant’Andrea…
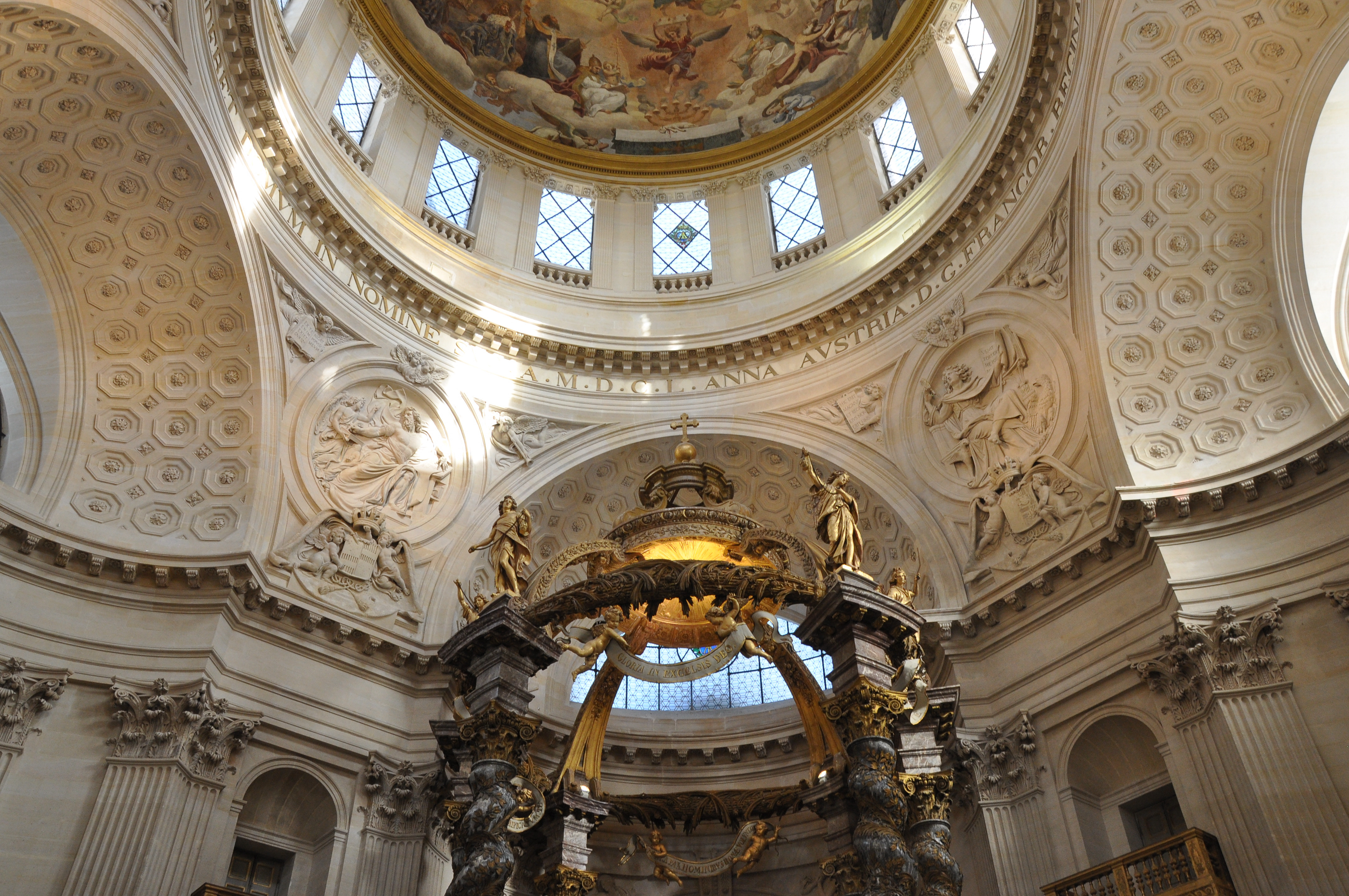
…und in Notre-Dame du Val-de-Grâce

### Die Ellipse und andere wichtige Formen
Eine weitere Maßnahme zur Integration des Raumes war die Einführung elliptischer Grundrisse. Als eines der ersten Beispiele gilt Sant’Anna dei Palafrenieri (Giacomo da Vignola, 1583 geweiht). Statt einer Vierung überkront die Kuppel bei einem solchen Grundriss das gesamte Oval. Da dies besondere statische Probleme erzeugte, wurde das Konzept zunächst nur bei kleineren Kirchenbauten umgesetzt. Zu den ersten größeren barocken Kirchenbauten mit ovalem Grundriss zählte die von Francesco Capriani und Carlo Maderno entworfene und 1600 fertiggestellte Kirche San Giacomo degli Incurabili. 1732 stellte in einem Wallfahrtsort im Piemont Francesco Gallo die Kuppel der Basilika von Vicoforte fertig, die die größte ihrer Art ist. Die Ellipse ist, wie Christian Norberg-Schulz schrieb, „eine der grundlegenden Formen des Barock, aufgrund seiner Vereinigung von Bewegung und Konzentration, von Linearität und Radialität“.

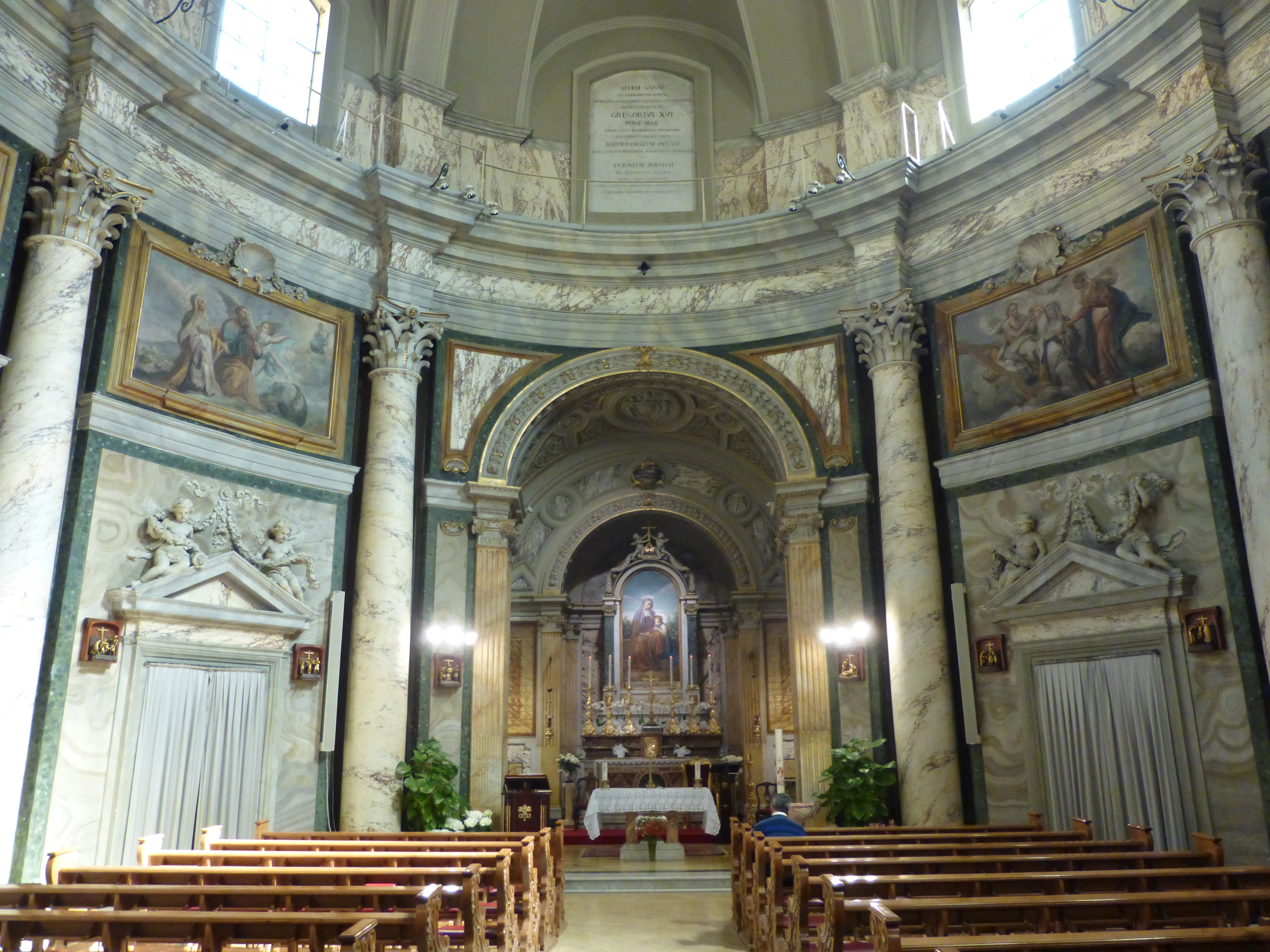
Sant’Anna
Sant’Anna: Grundriss
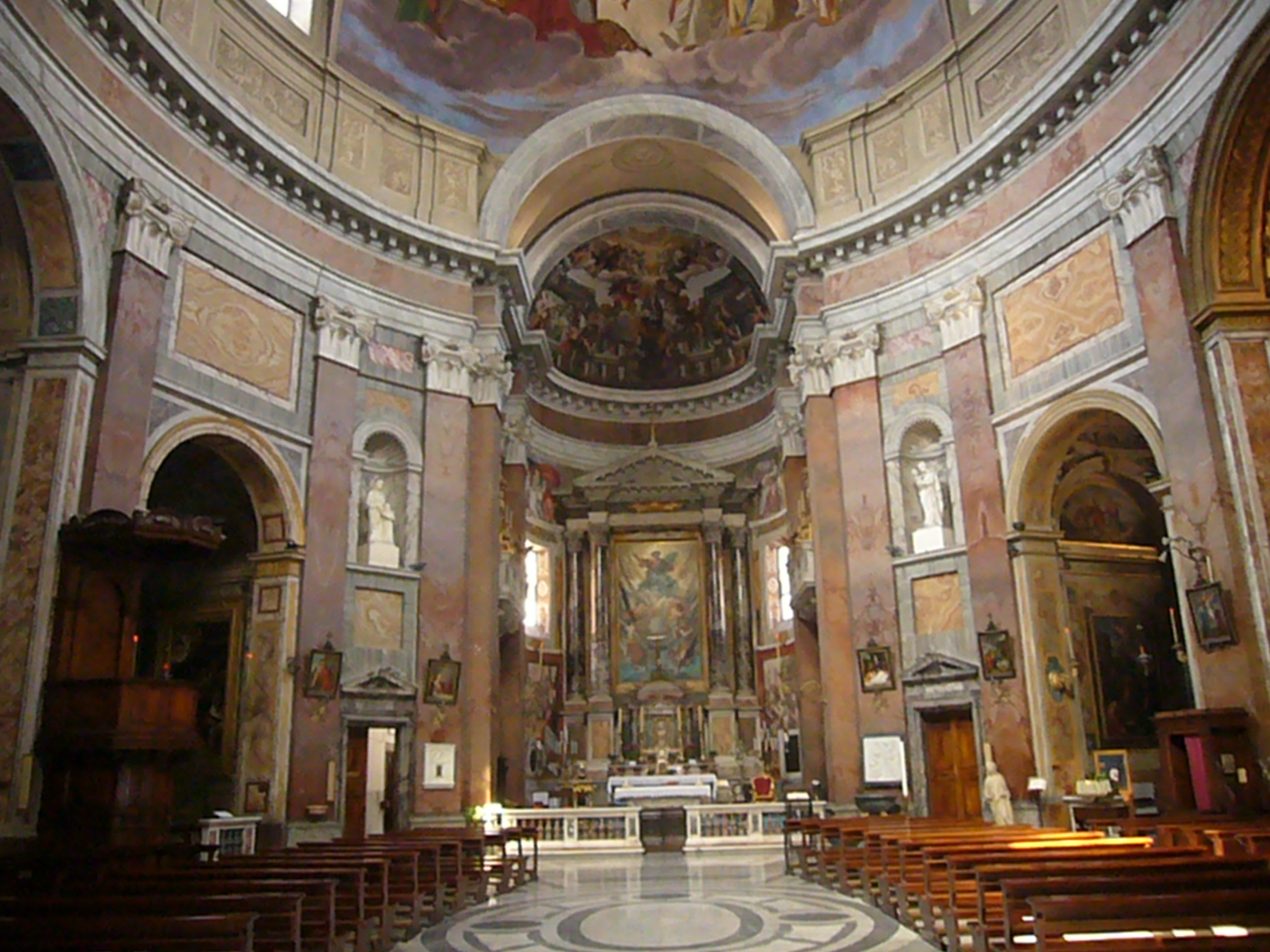
San Giacomo
San Giacomo: Grundriss
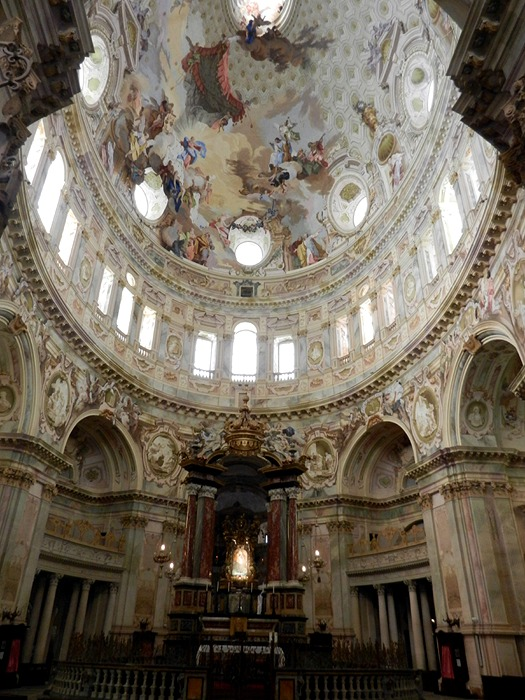
Basilika von Vicoforte
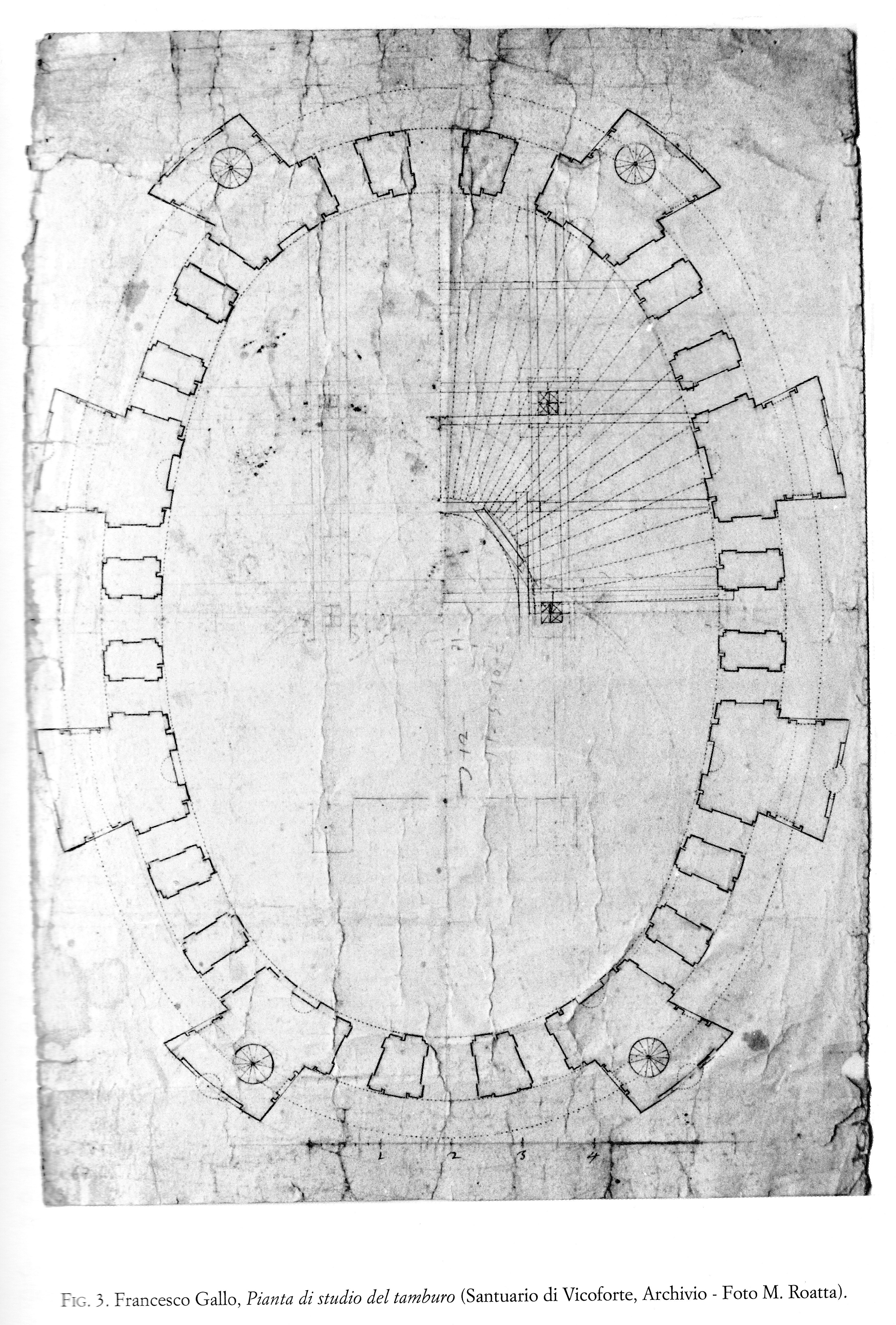
Basilika von Vicoforte: Grundriss
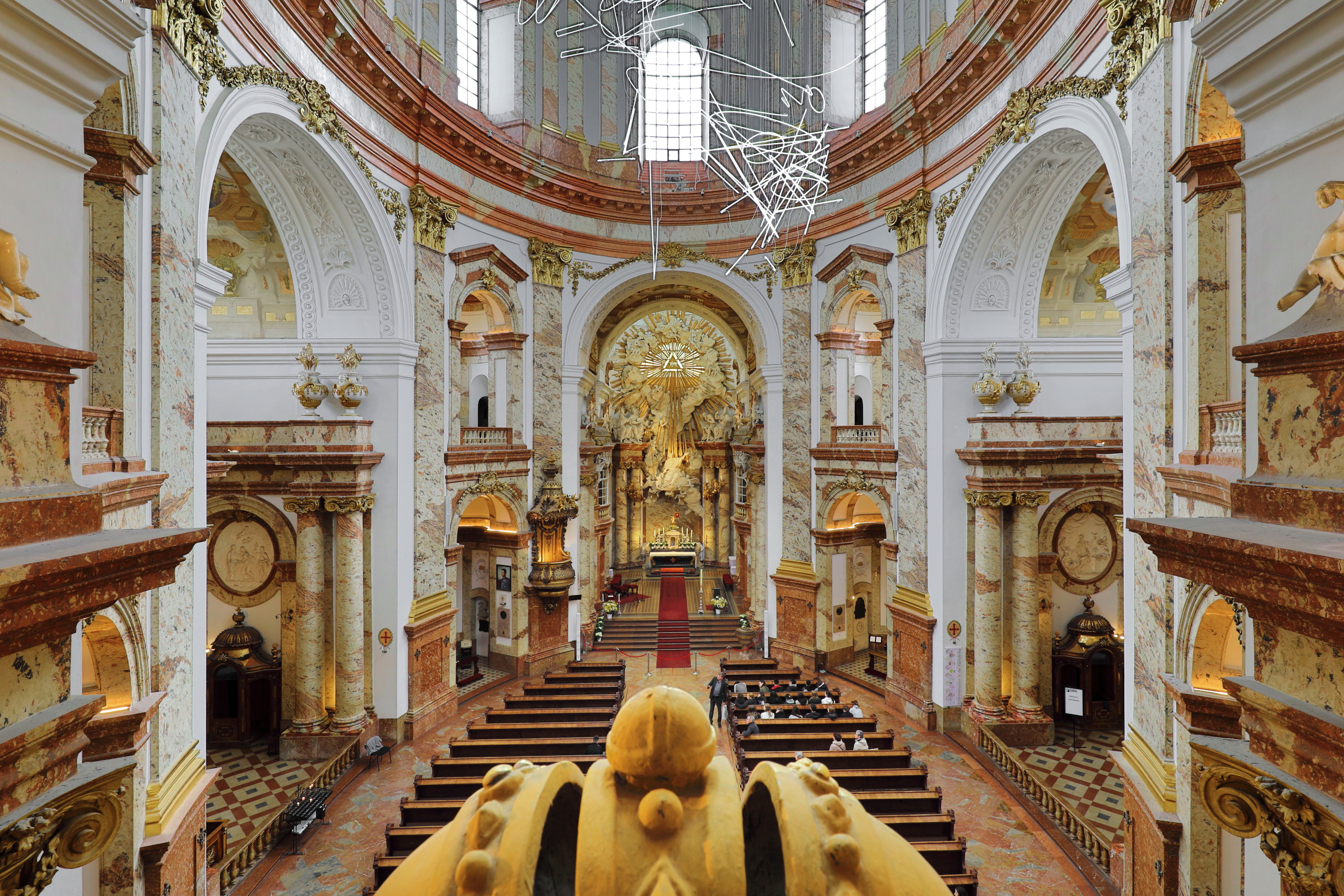
Wiener Karlskirche (1739, Joseph Emanuel Fischer von Erlach)
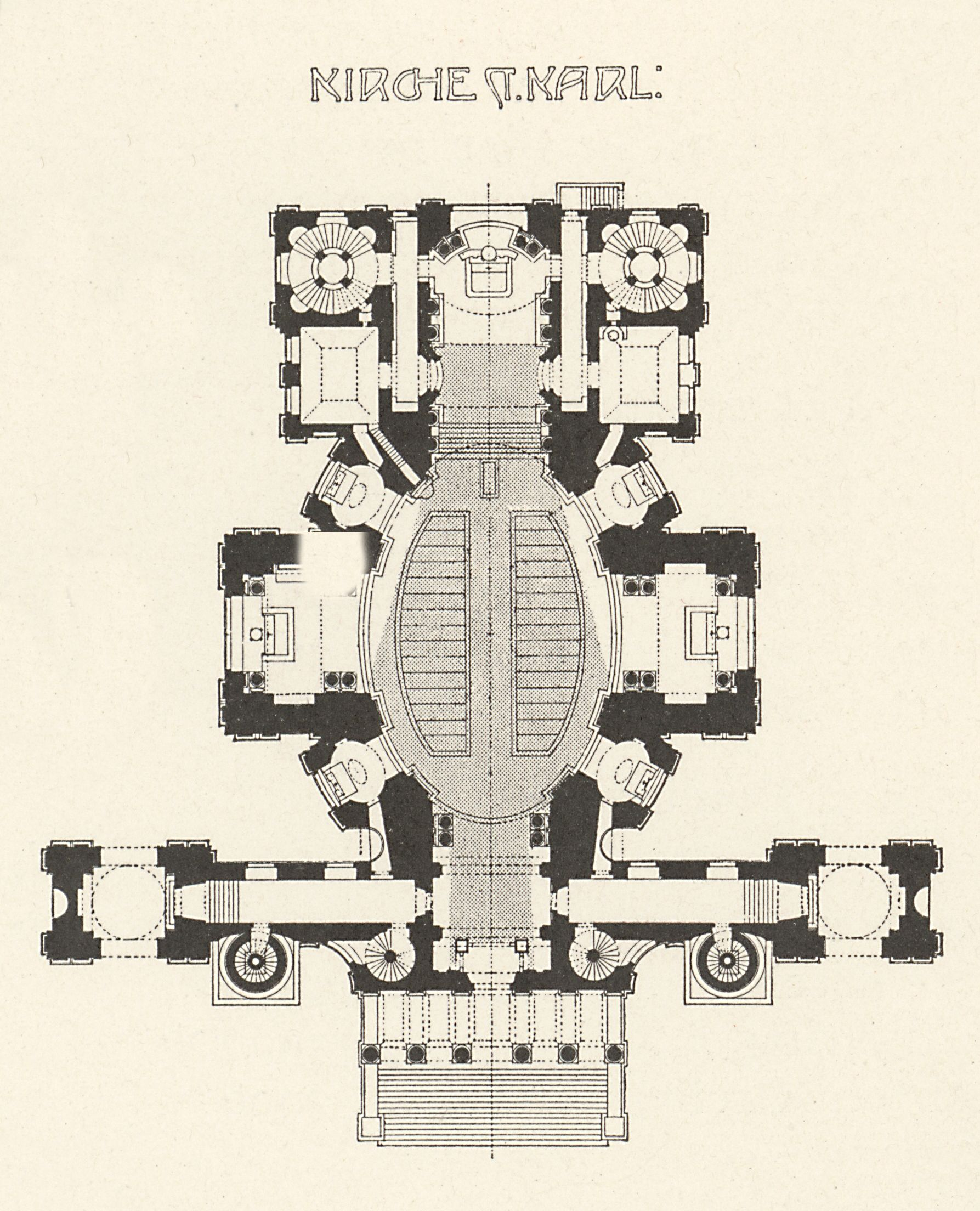
Karlskirche: Grundriss

Neben den elliptischen wurden weiterhin auch rechteckige, quadratische, runde, achteckige und andere Grundrisse verwendet. Typisch für das Barock ist insbesondere das leicht verlängerte griechische Kreuz. Als eines der bedeutendsten hochbarocken Beispiele für diese Grundrissform gilt die römische Kirche Santi Luca e Martina (1664, Pietro da Cortona).

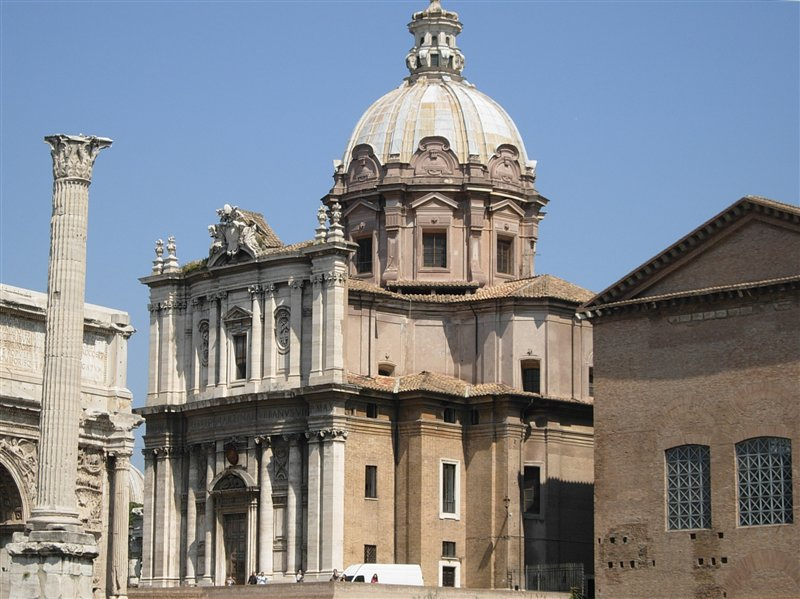
Santi Luca e Martina
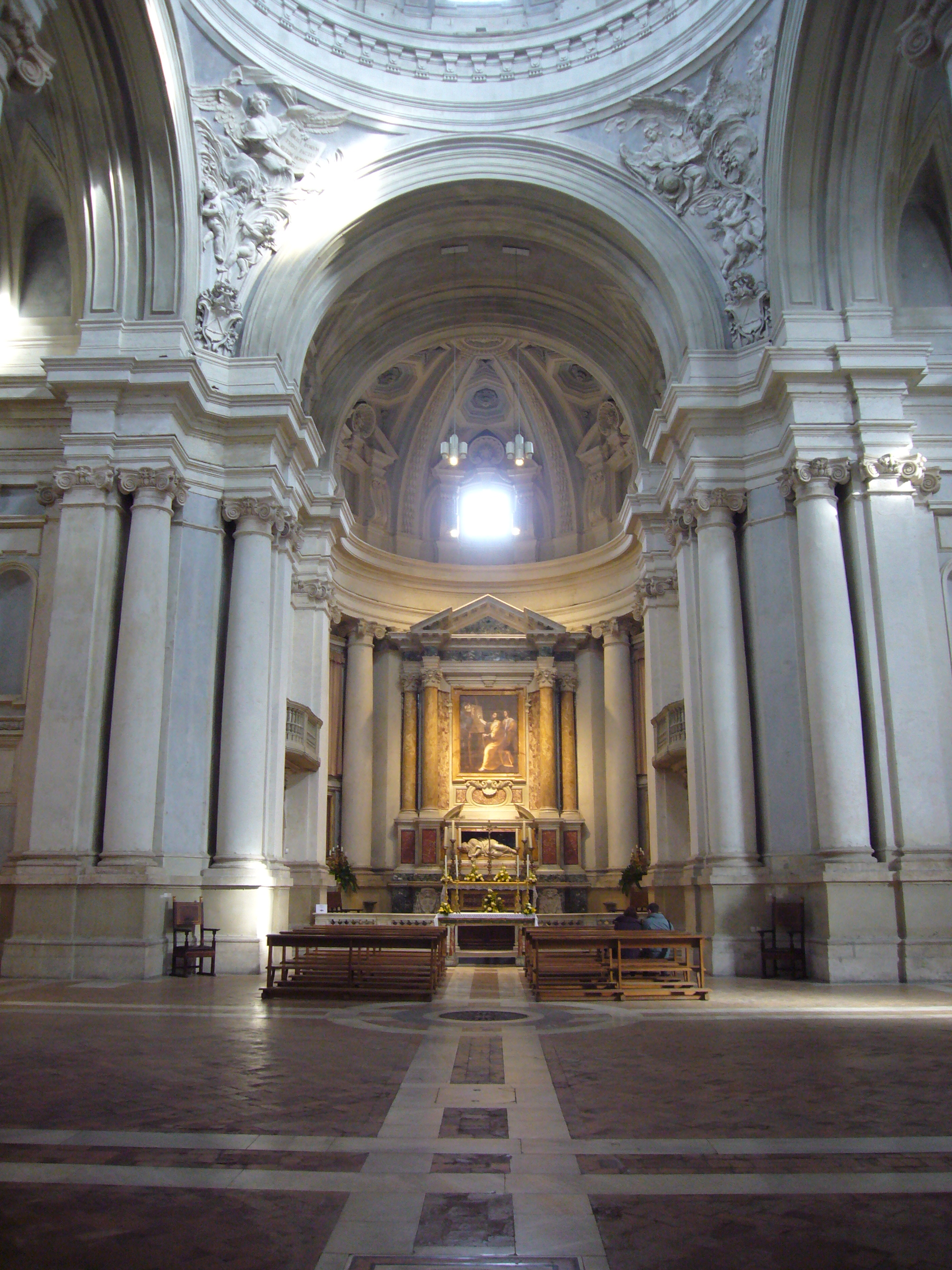
Santi Luca e Martina
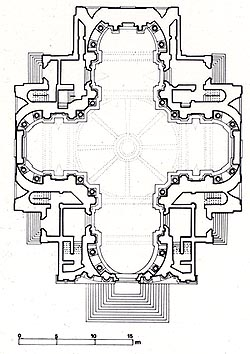
Santi Luca e Martina: Grundriss

### Skelettale Erscheinung
Eine weitere Neuerung, die in Sant’Andrea della Valle erstmals erscheint, ist ein Durchziehen der Pfeiler über das Gebälk hinaus, wodurch der Eindruck eines aus vertikalen und horizontalen Elementen zusammengesetzten Skeletts entsteht.

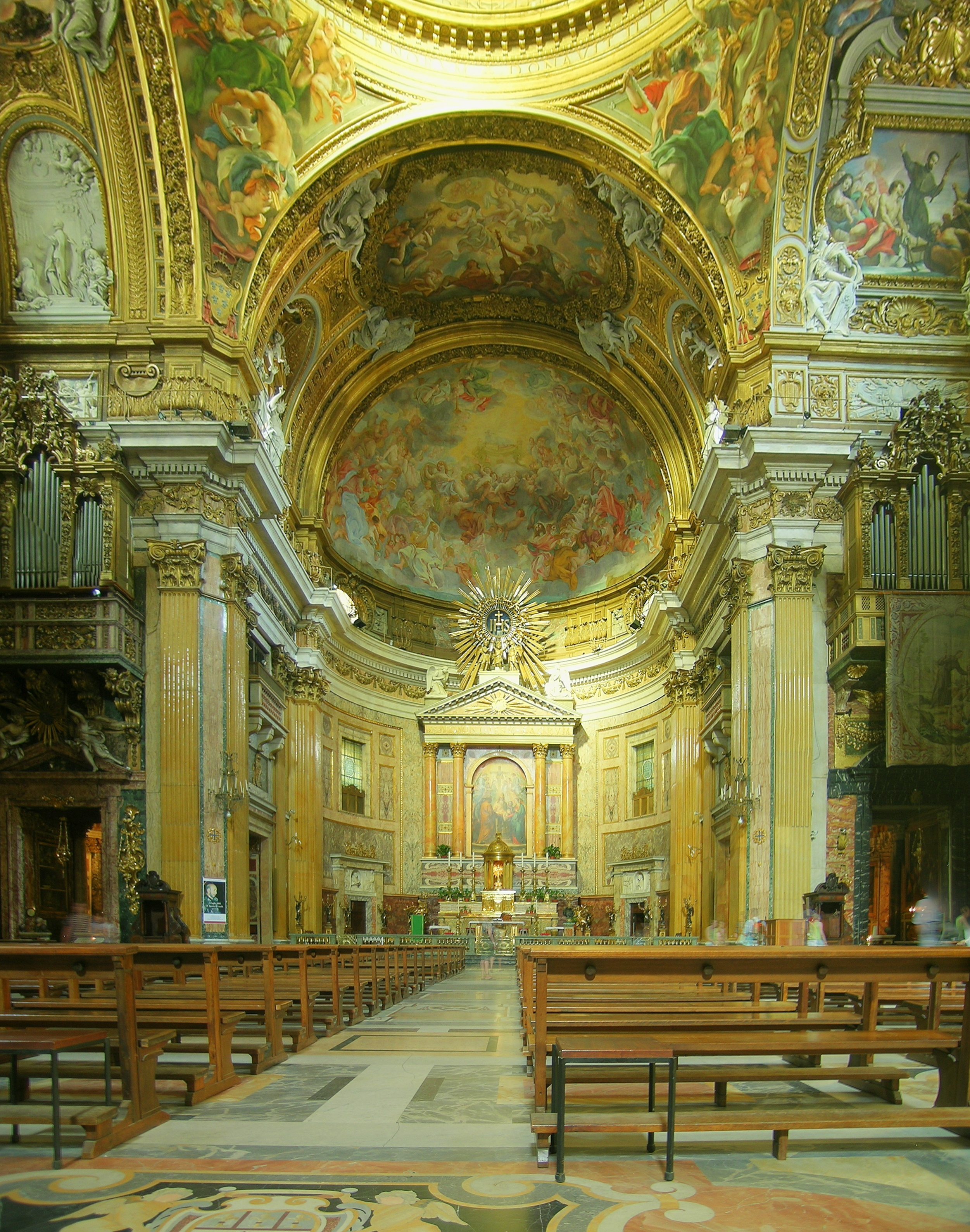
Chorgewölbe in Il Gesù…
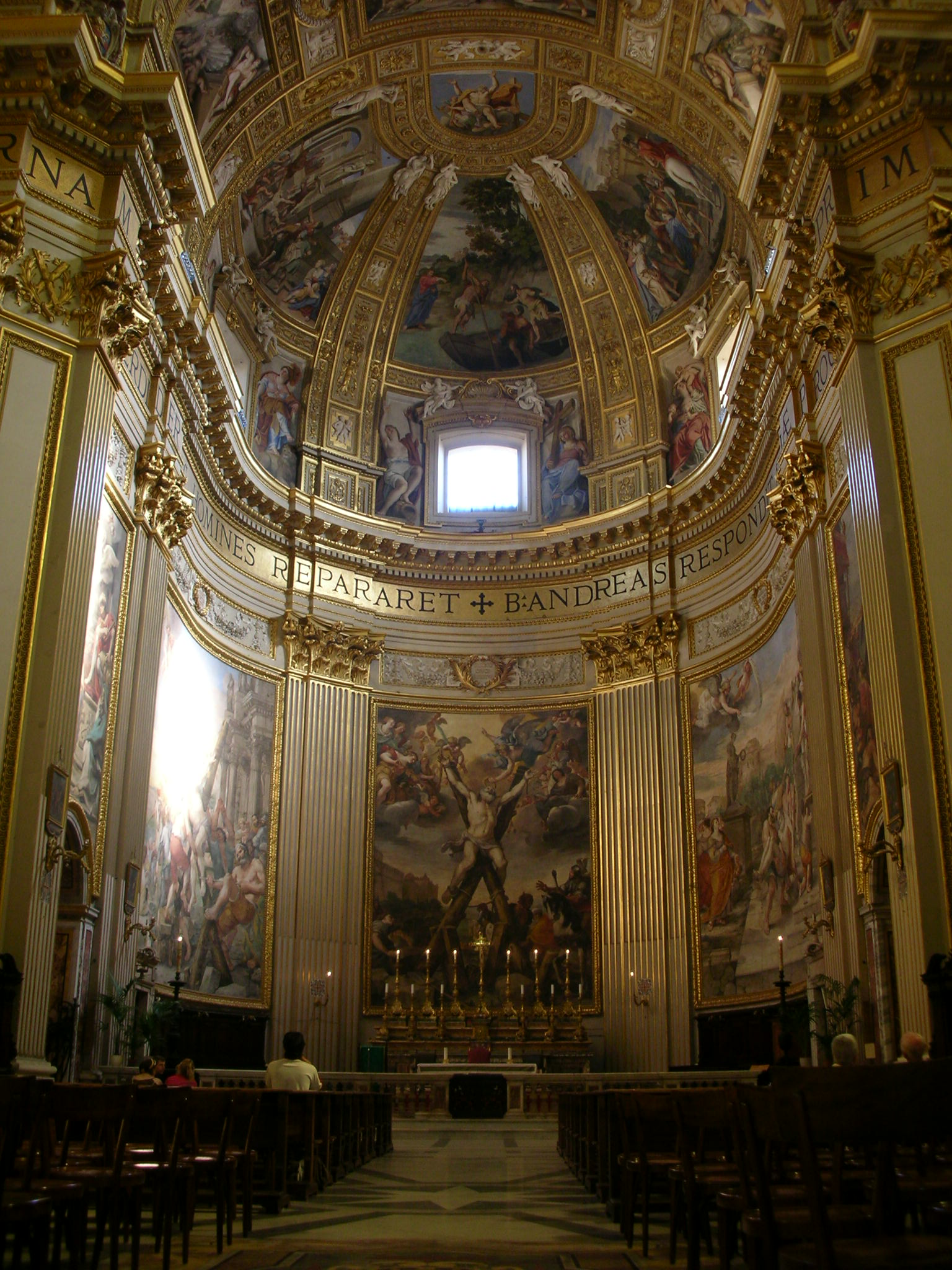
…und in Sant’Andrea

### Dekoration und Artikulation
Charakteristisch für Barockkirchen ist eine hohe plastische Ausgestaltung der Formen (z. B. Dreiviertel- und Vollsäulen statt bloßer Blendsäulen oder Pilaster) und besonderer Reichtum der Verzierungen. Bedeutende Beispiele in älteren Kirchen, in denen Barockensembles nachträglich hinzugefügt wurden, sind die Cappella Salviati in Santi Andrea e Gregorio al Monte Celio (um 1600, Daniele da Volterra, Carlo Maderno), die Cappella Paolina in der Basilika Santa Maria Maggiore (1613, Flaminio Ponzio) und die Cappella Lancellotti in der Lateranbasilika (um 1675, Giovanni Antonio de Rossi).

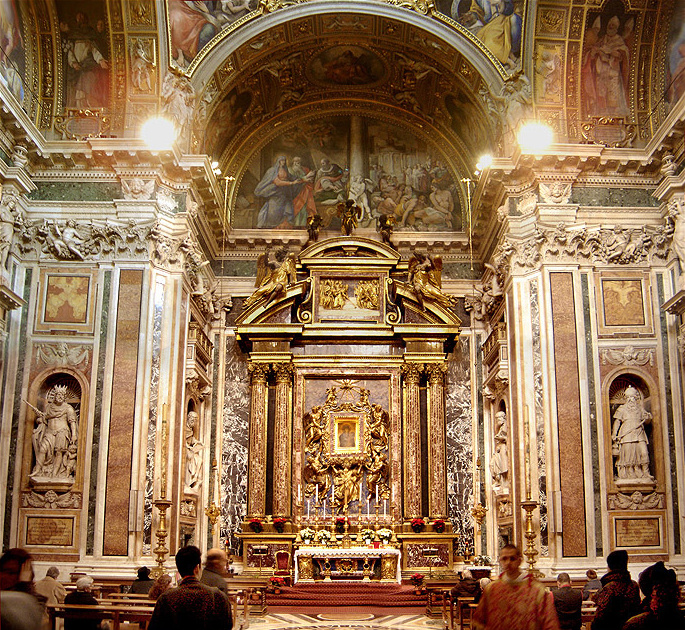
Cappella Paolina
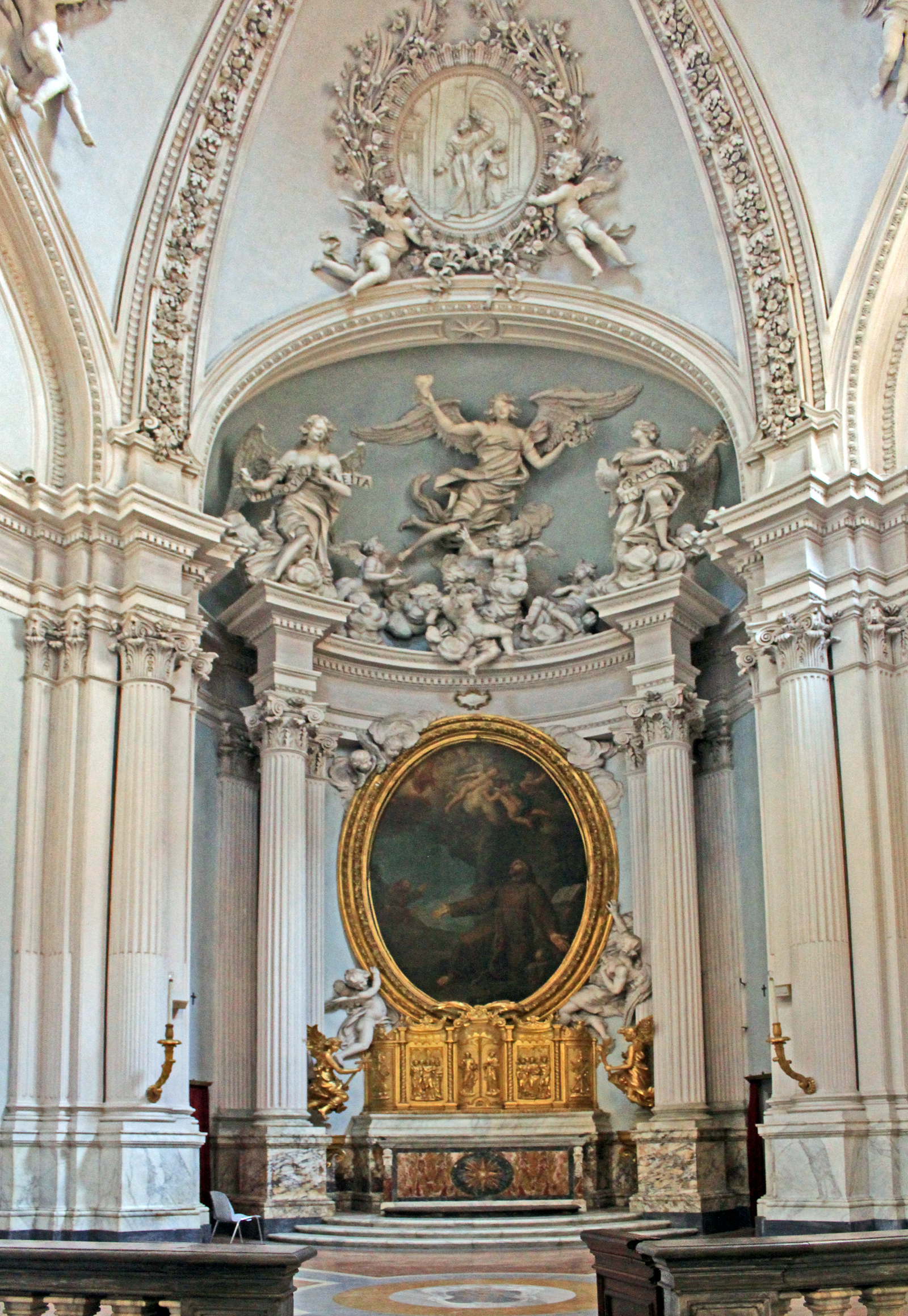
Cappella Lancellotti

Kennzeichnend für das Frühbarock ist ein verstärkter Einsatz von üppigen ästhetischen Ausdrucksmitteln: Verdoppelung der Säulen, Kombinationen aus Pilastern und Säulen, Kolossalordnung, starkes und vielfaches Durchbrechen von Gebälk und Pedimenten, oder eine entsprechende illusionistische Dekoration.

### Galerie

Architektur: barocke Sakralbauten
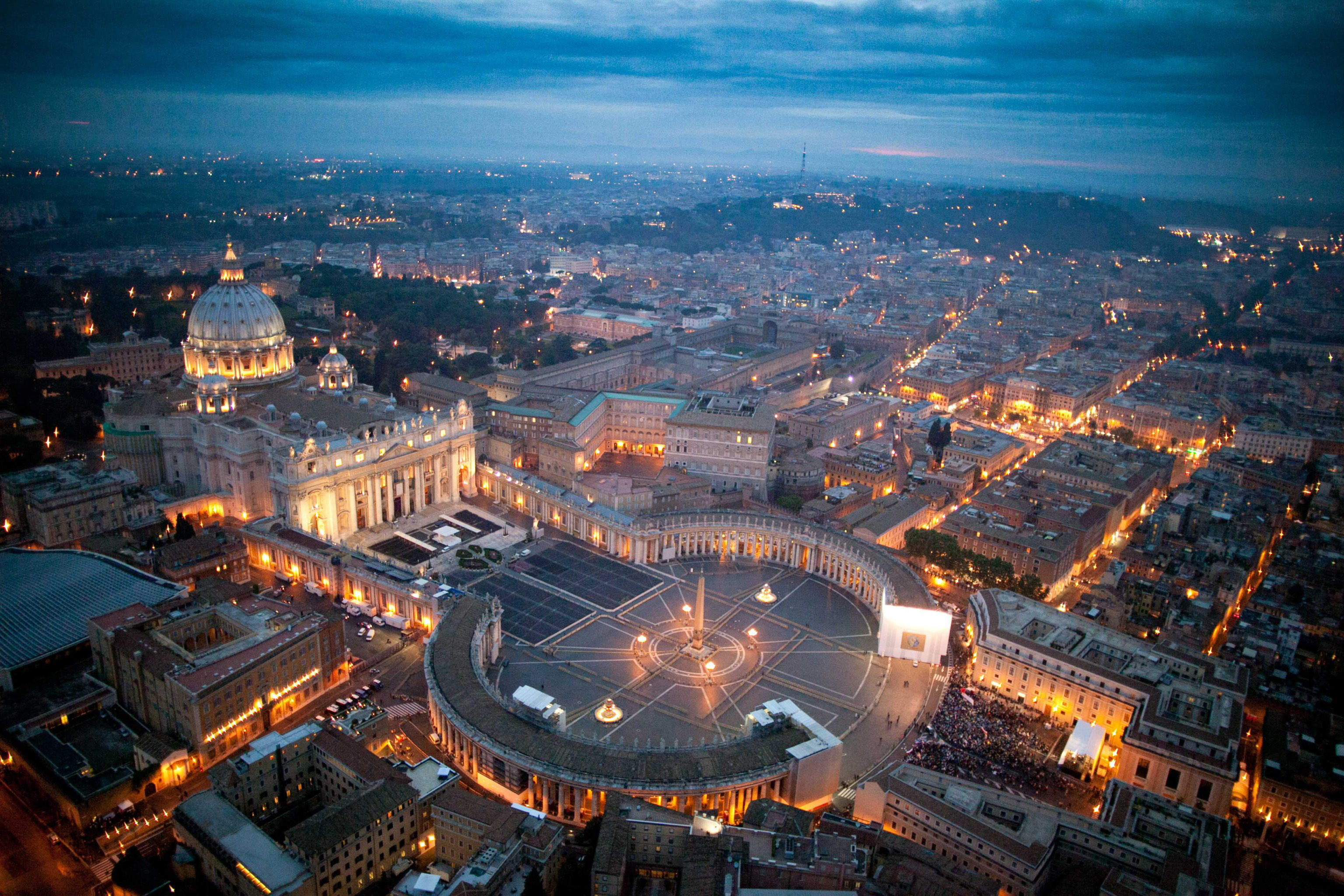
Petersdom, Rom, im Kontext
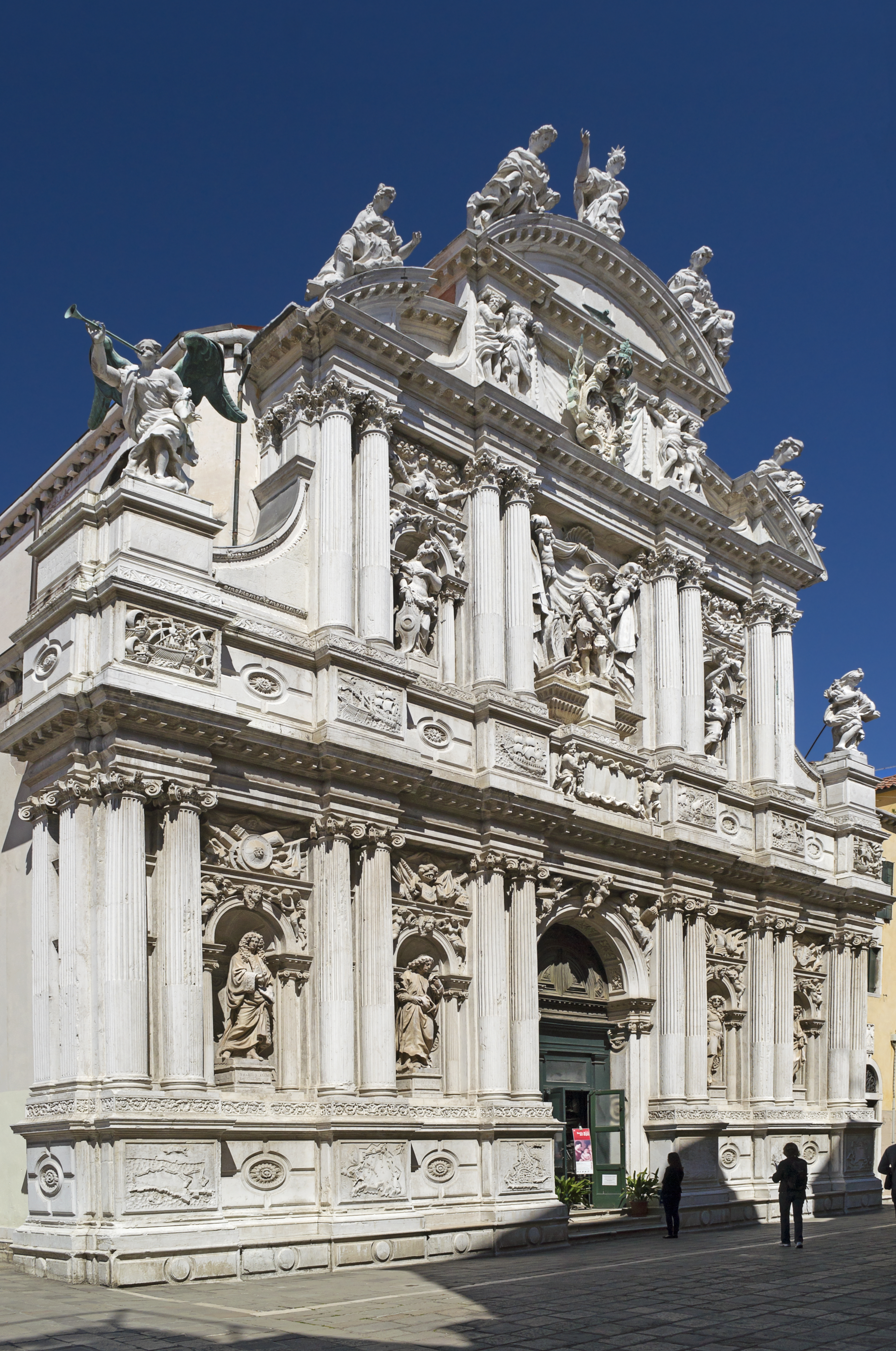
Santa Maria del Giglio, Venedig. Fassade von Giuseppe Sardi.
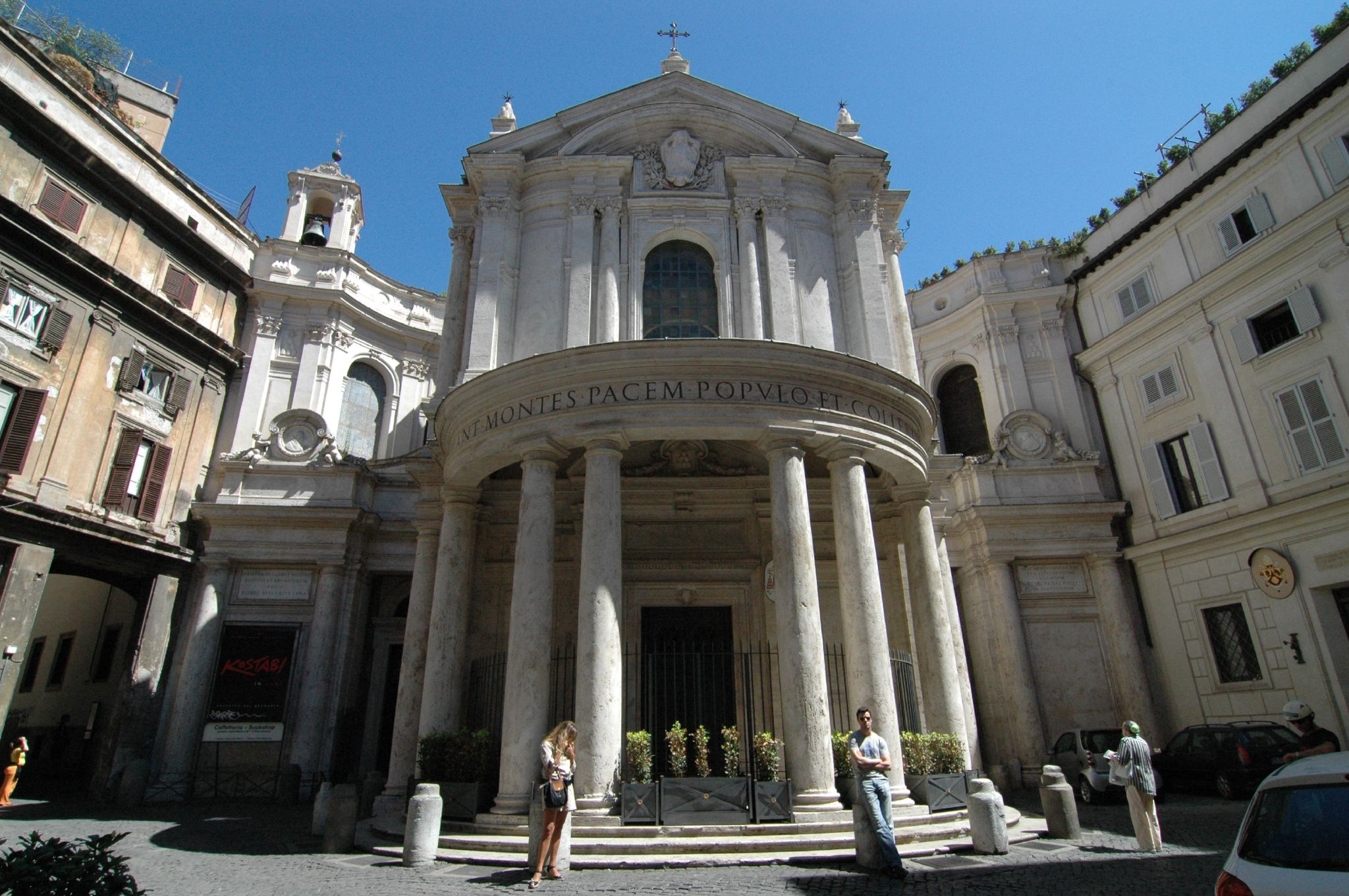
Santa Maria della Pace, Rom
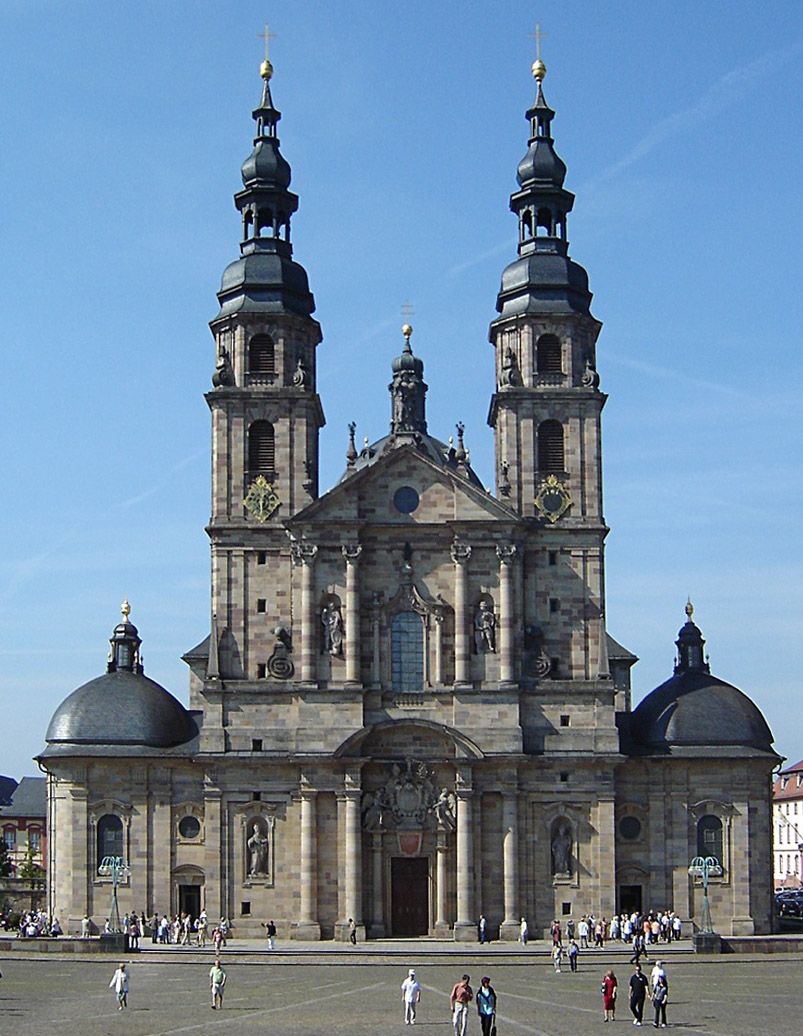
Fuldaer Dom
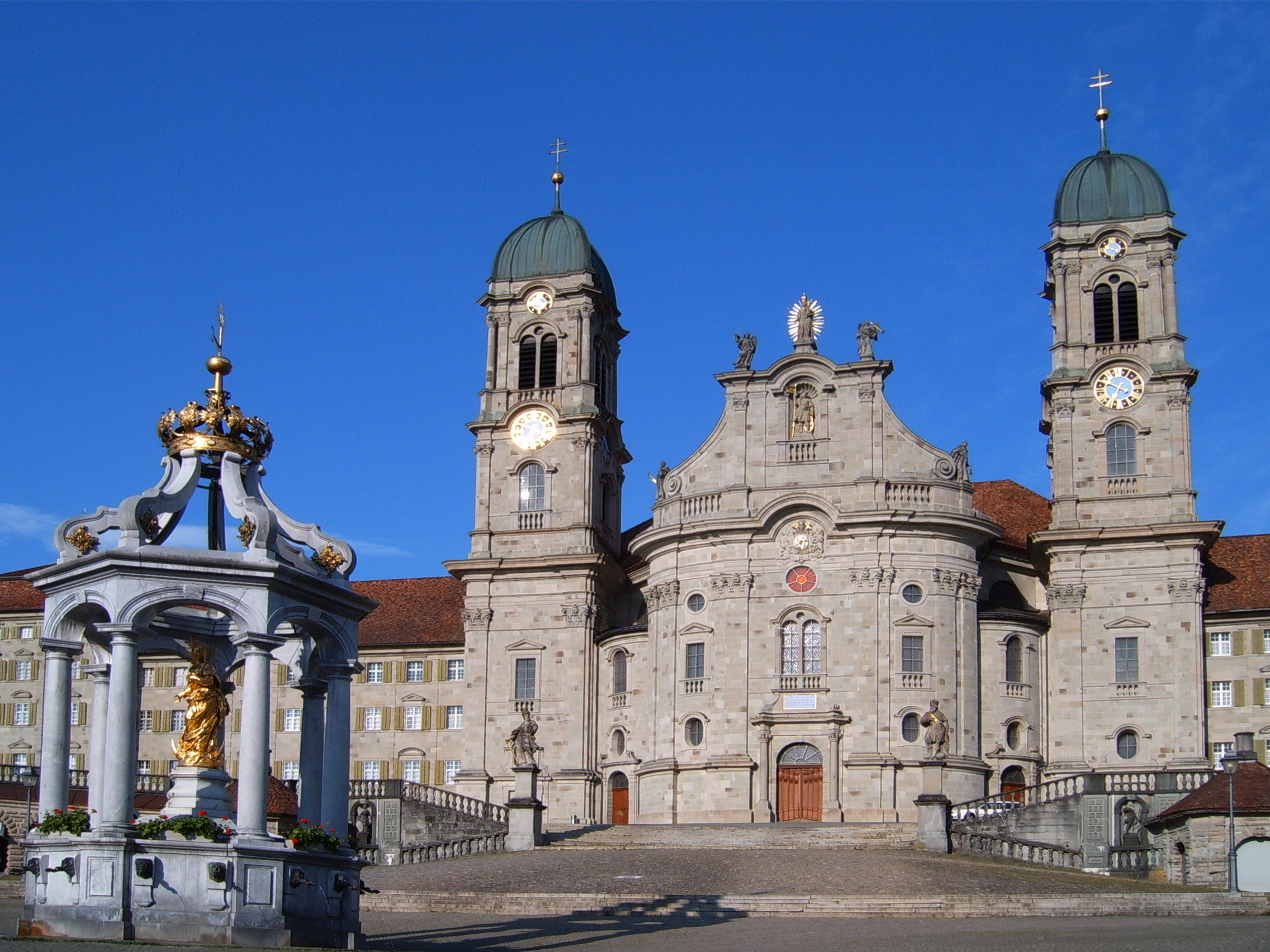
Kloster Einsiedeln
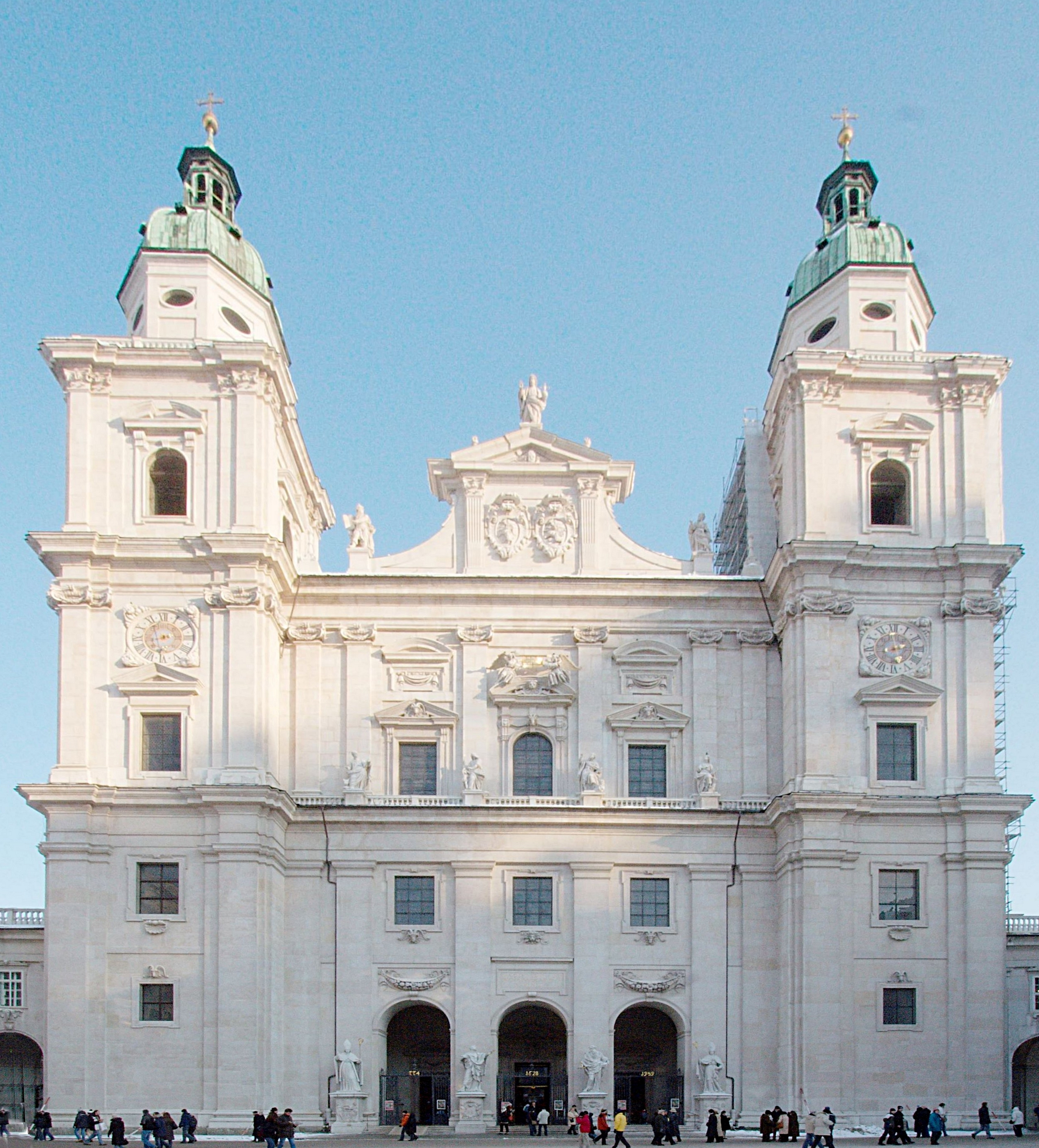
Salzburger Dom
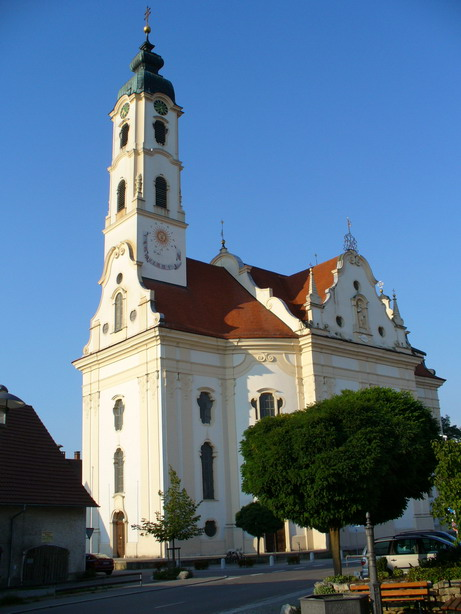
Wallfahrtskirche Steinhausen
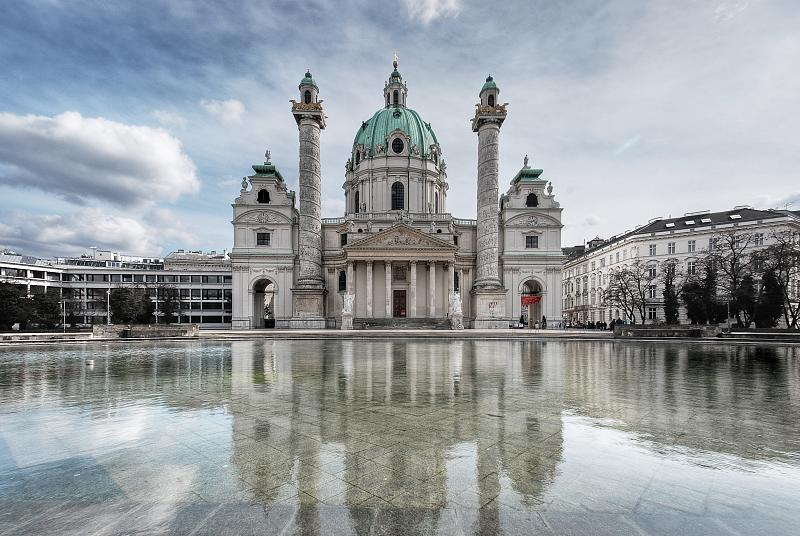
Wiener Karlskirche
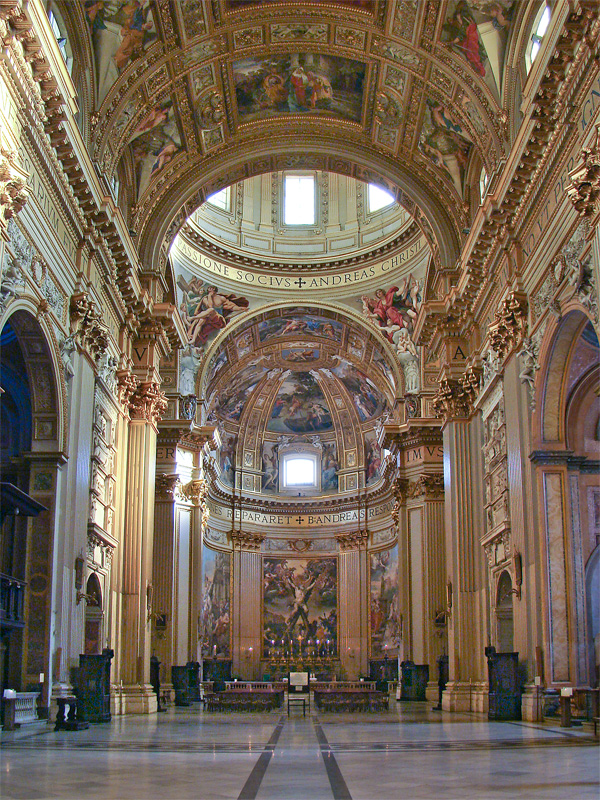
Sant’Andrea della Valle, Rom
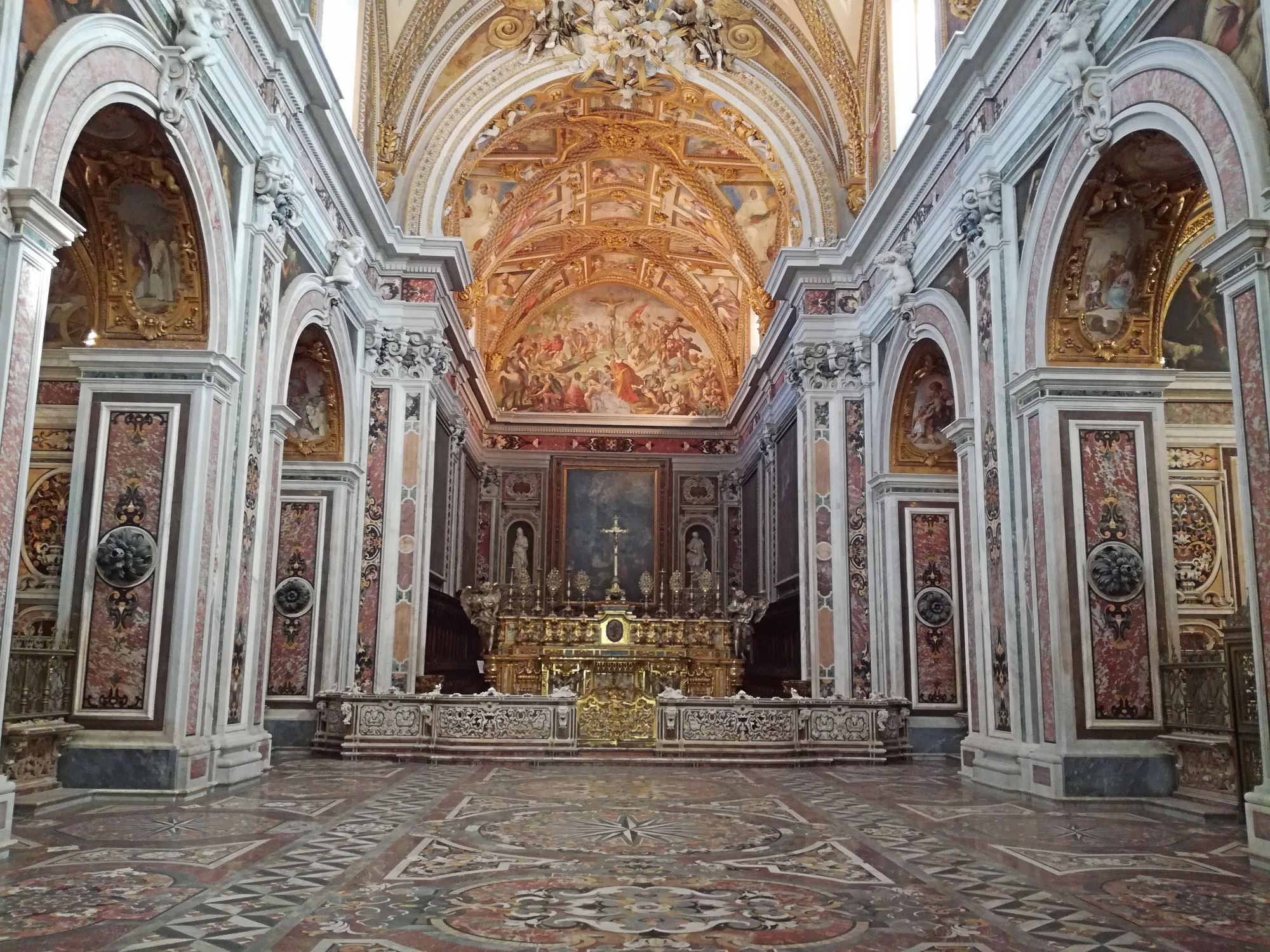
Certosa di San Martino, Neapel
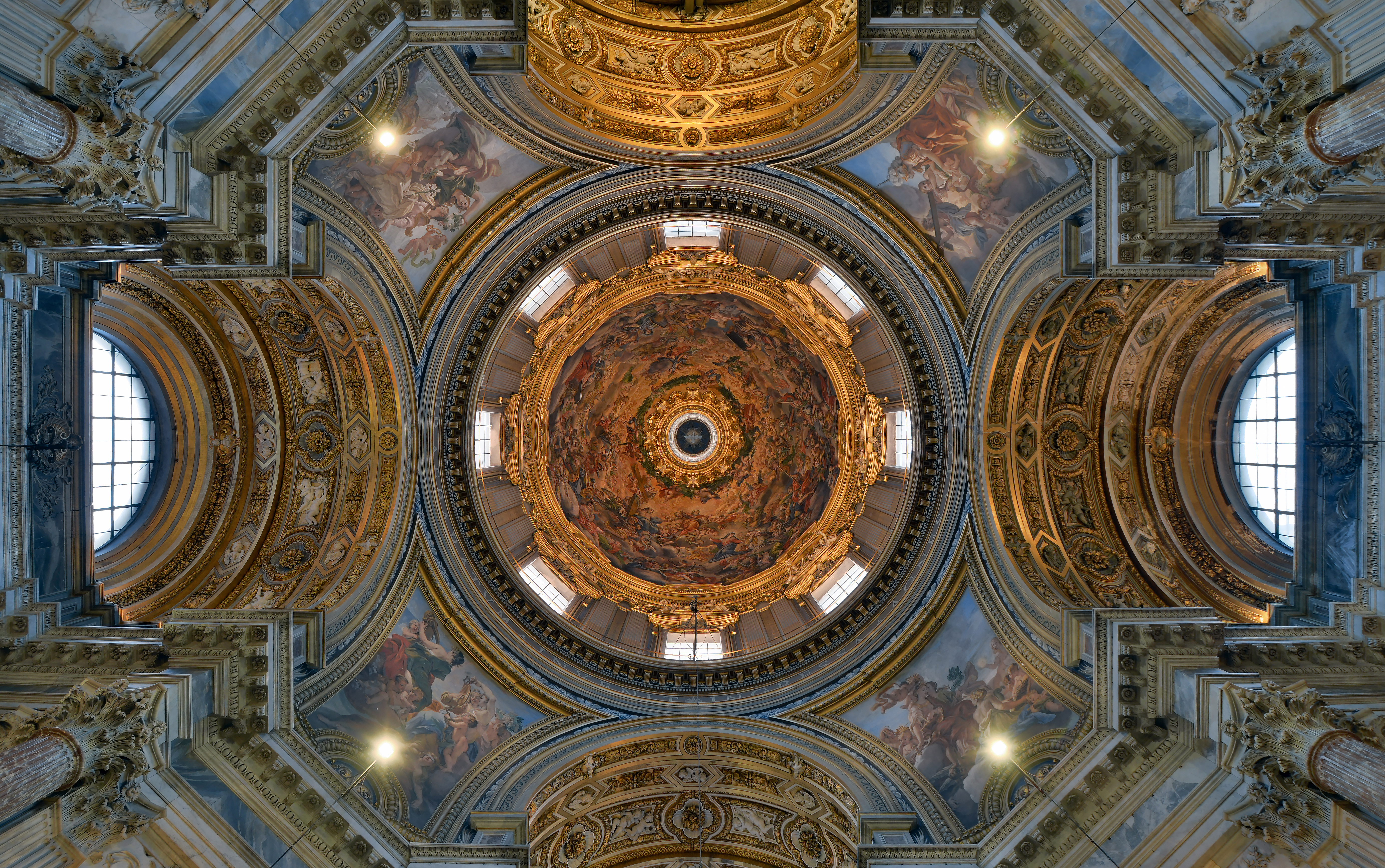
Blick in die Kuppel von Sant’Agnese in Agone, Rom, 1652–1672 (Francesco Borromini, Ciro Ferri, Giov. Batt. Gaulli, genannt „Bacciccia“)
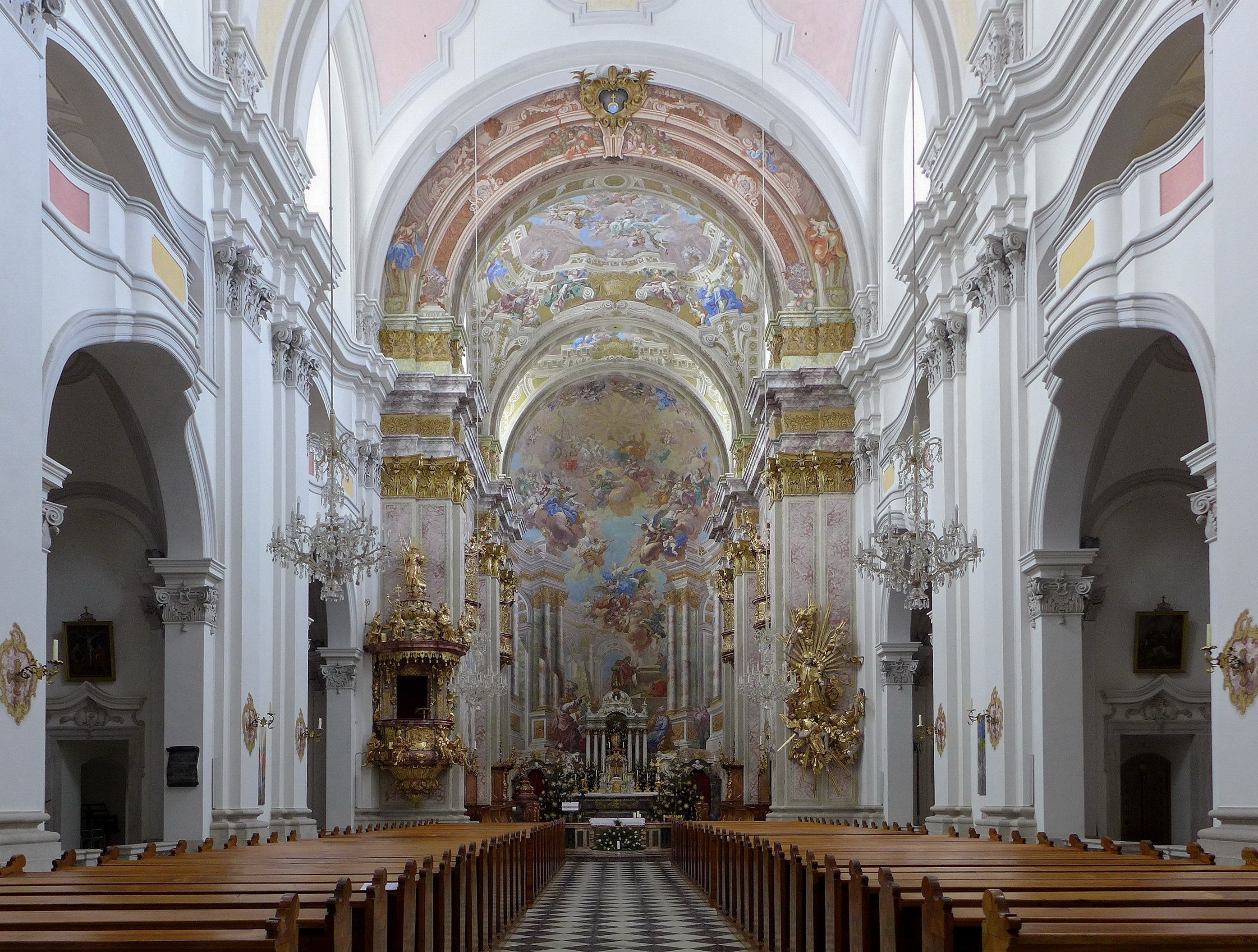
Stiftskirche Spital am Pyhrn
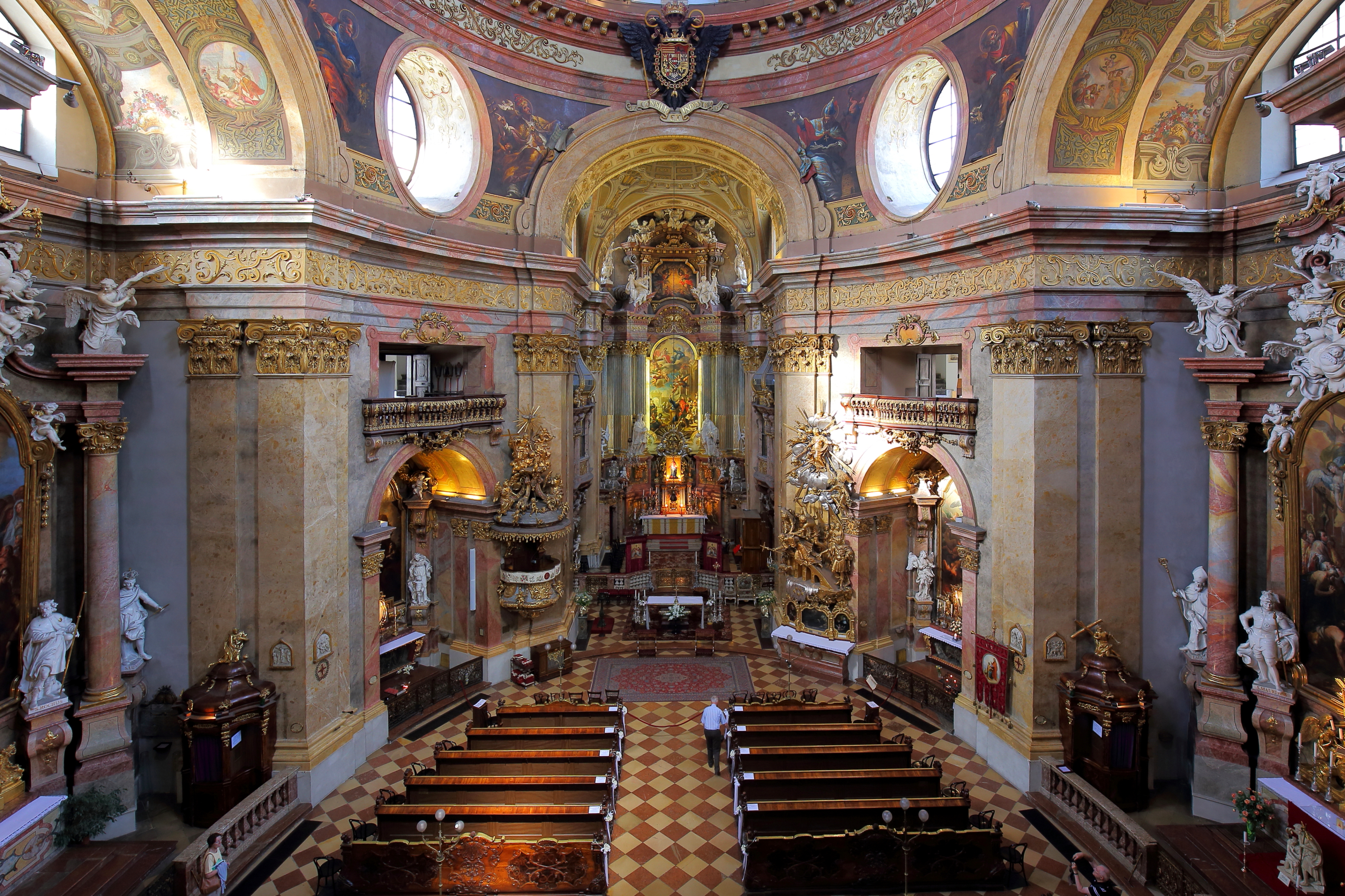
Innenausstattung der Peterskirche in Wien
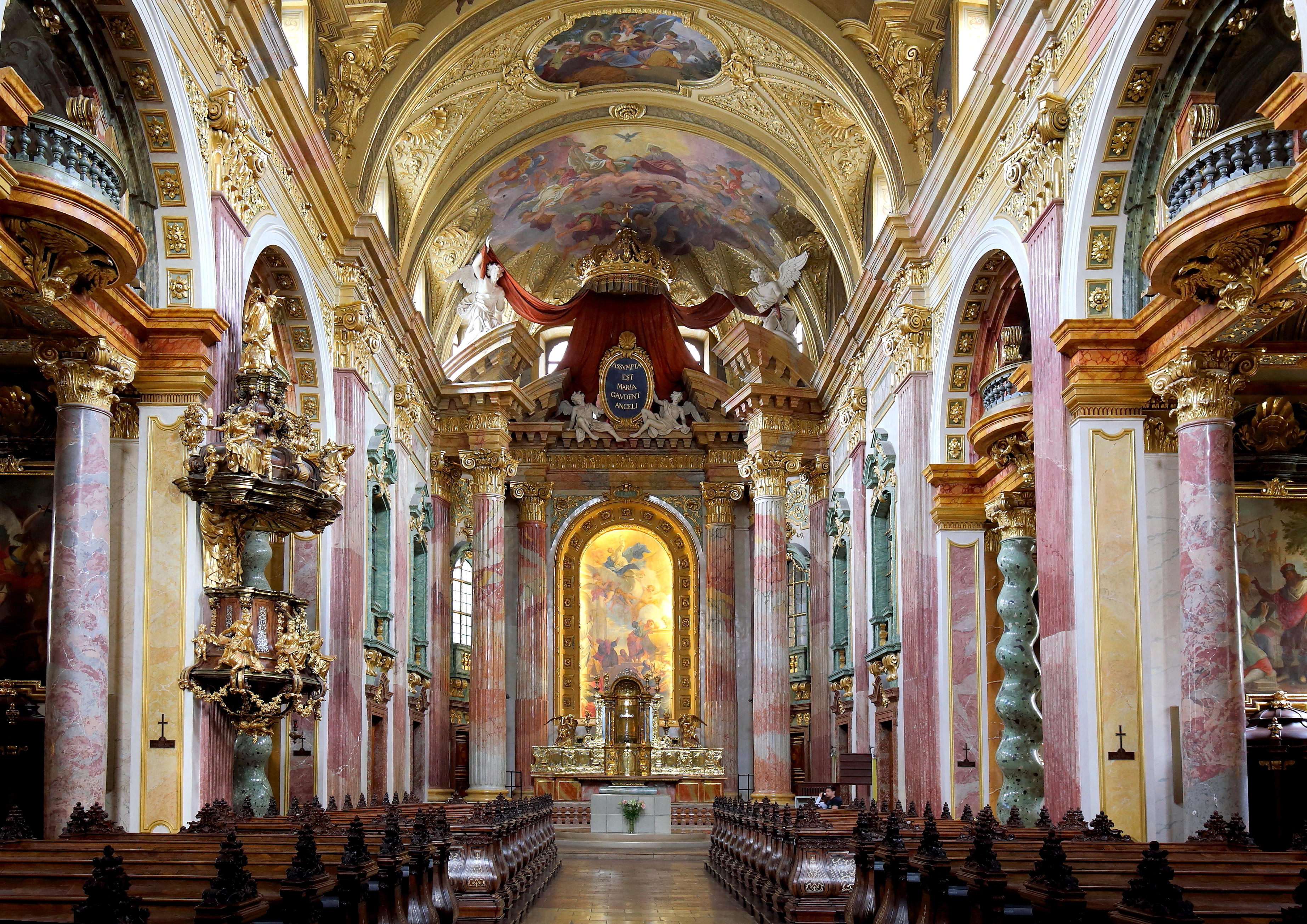
Innenausstattung der Jesuitenkirche in Wien
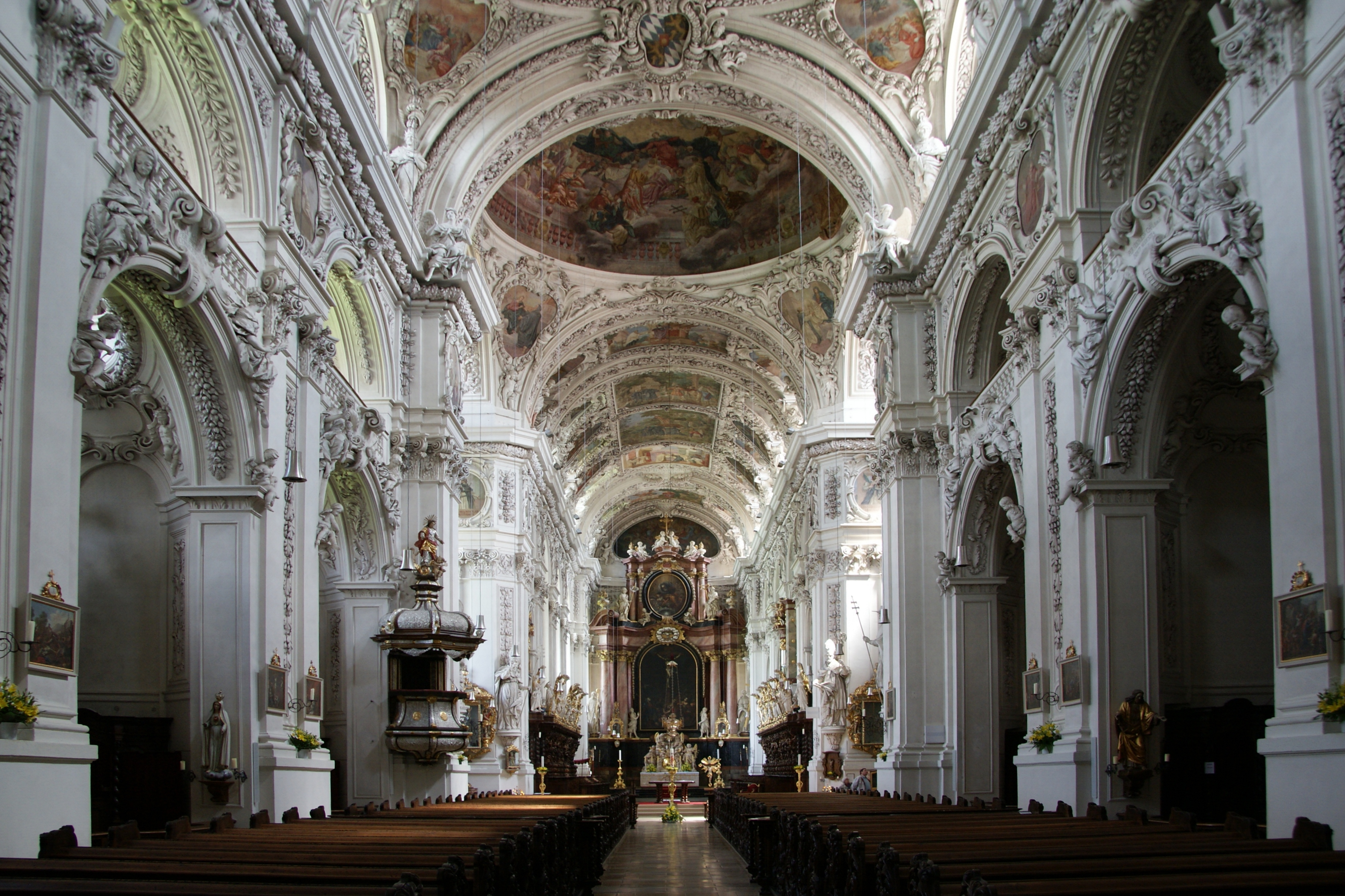
Innenausstattung der Stiftsbasilika Waldsassen
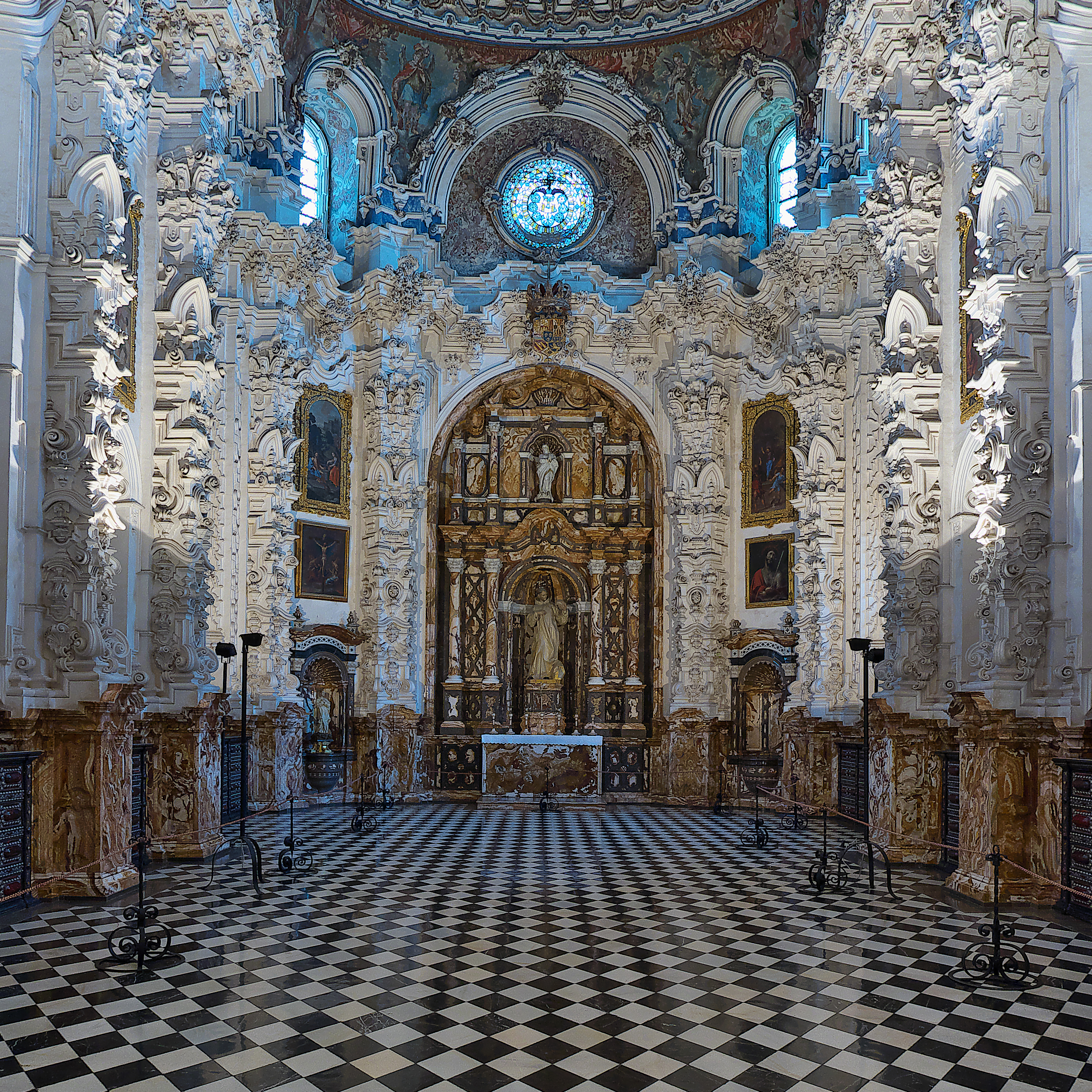
Sakristei der Cartuja von Granada, Andalusien
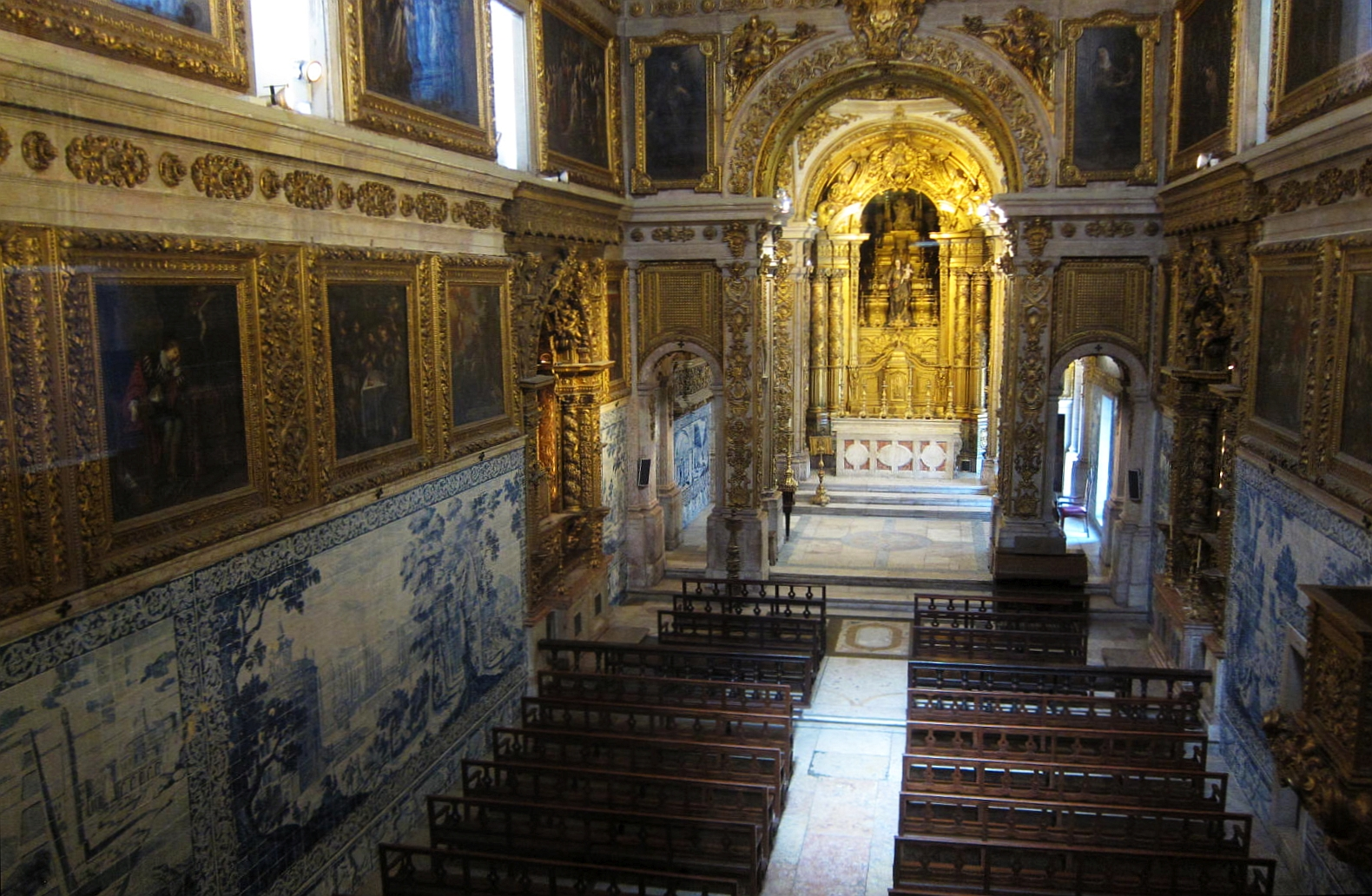
Igreja da Madre de Deus (Museu Nacional do Azulejo), Lissabon
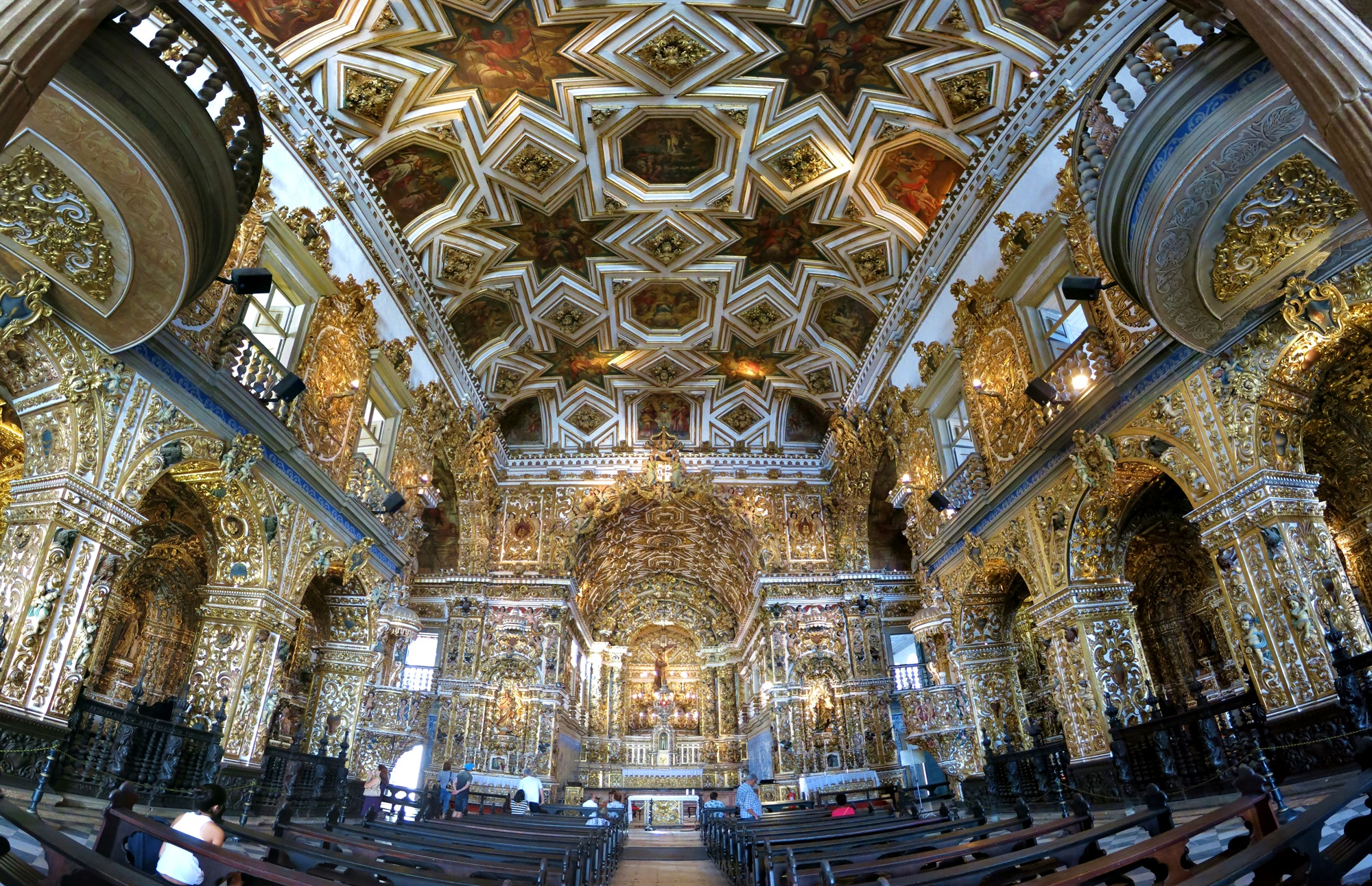
Kirche des Convento de São Francisco, Salvador da Bahia, Brasilien

### Kennzeichen des Barock bei Kirchen in Deutschland

#### Übersicht

Typische Kennzeichen von Barockkirchen in Deutschland
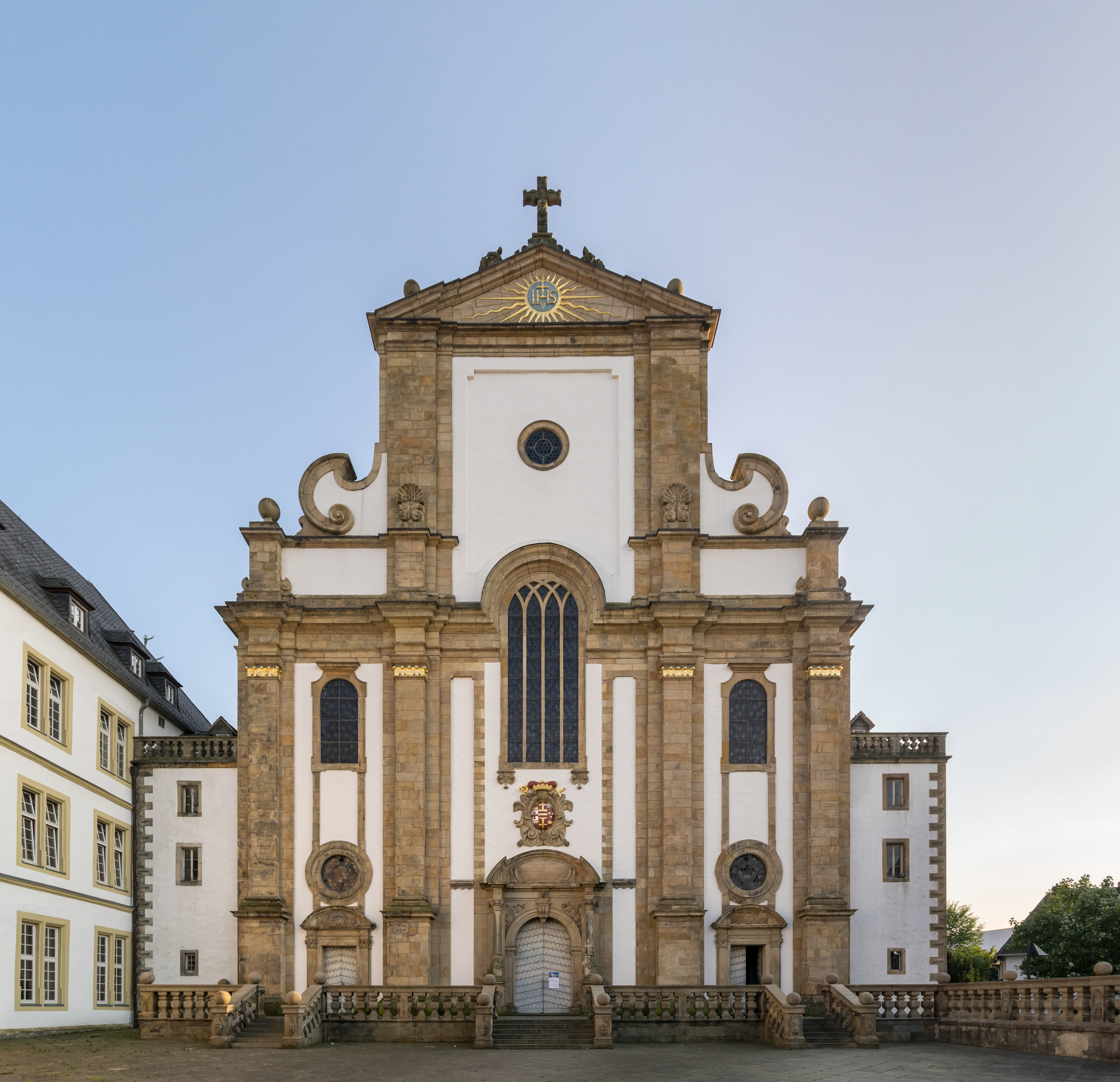
Nur eine Minderzahl der deutschen Barockkirchen weist eine klassische römische Barockfassade auf.
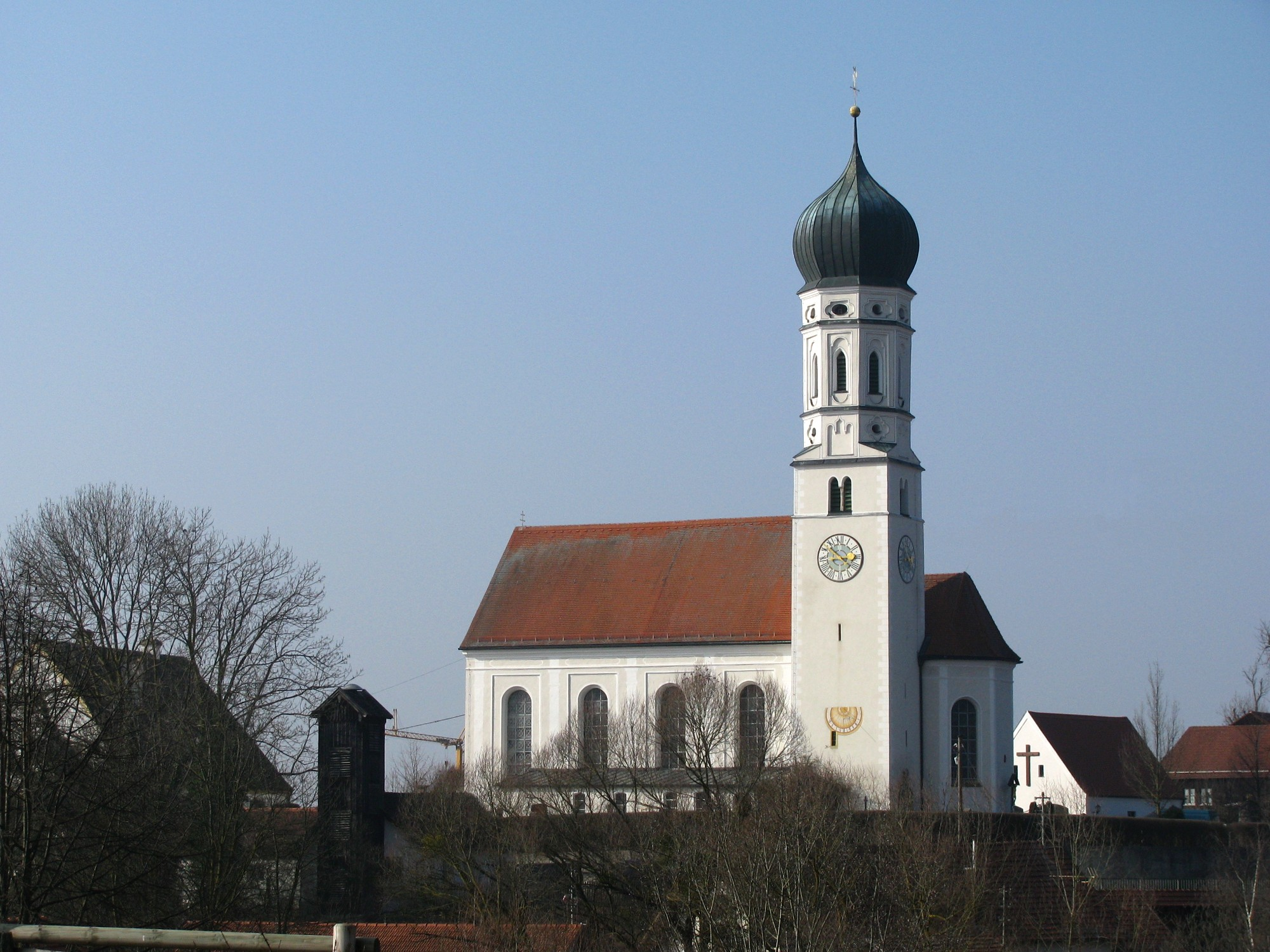
Ein stärker verbreites Kennzeichen ist eine quadratische Turmbasis, der ein achteckiges Prisma aufgesetzt ist, welcher wiederum irgendeine Form von Zwiebelhaube folgt.
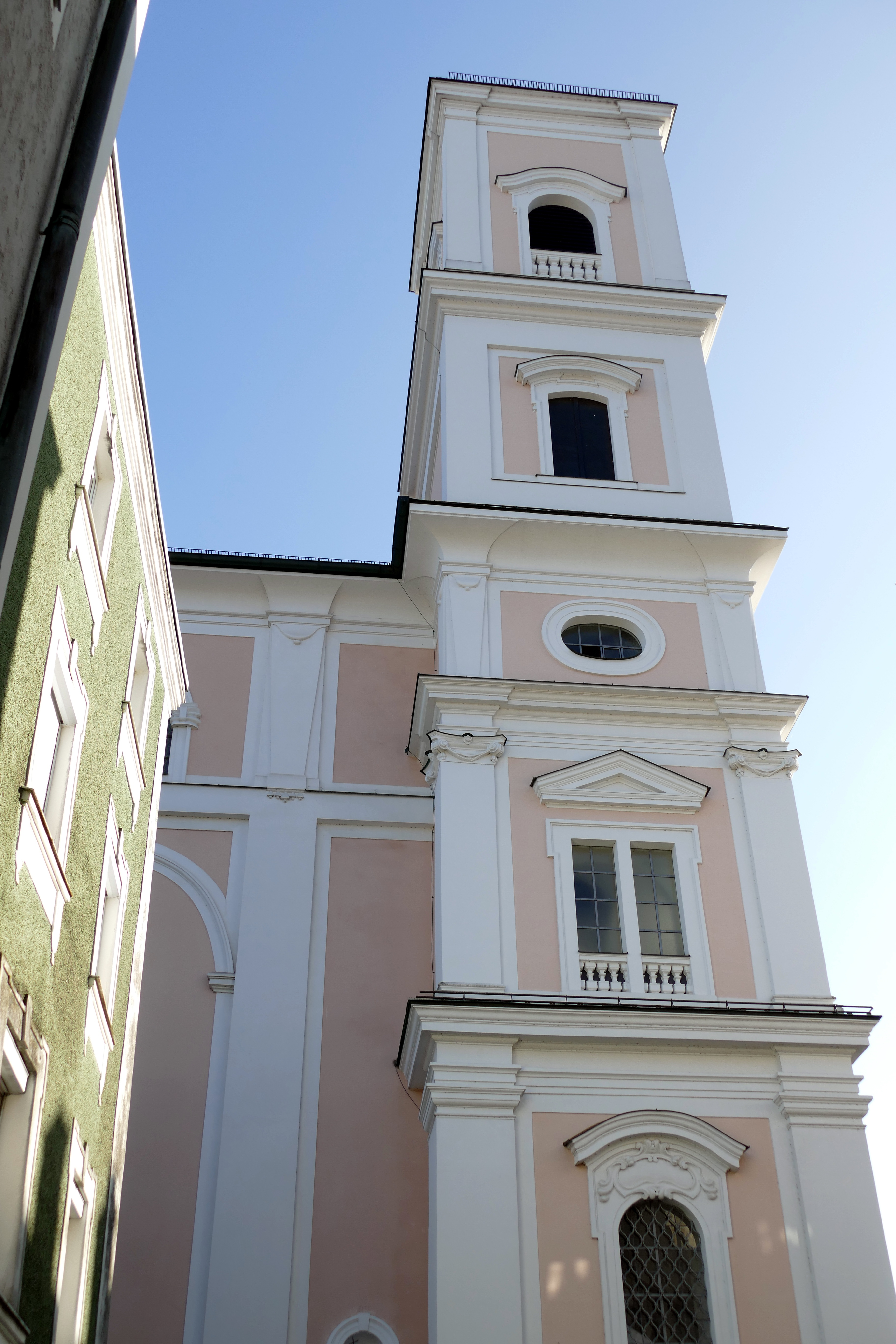
Die Türme können durch Gesimse visuell untergliedert sein.
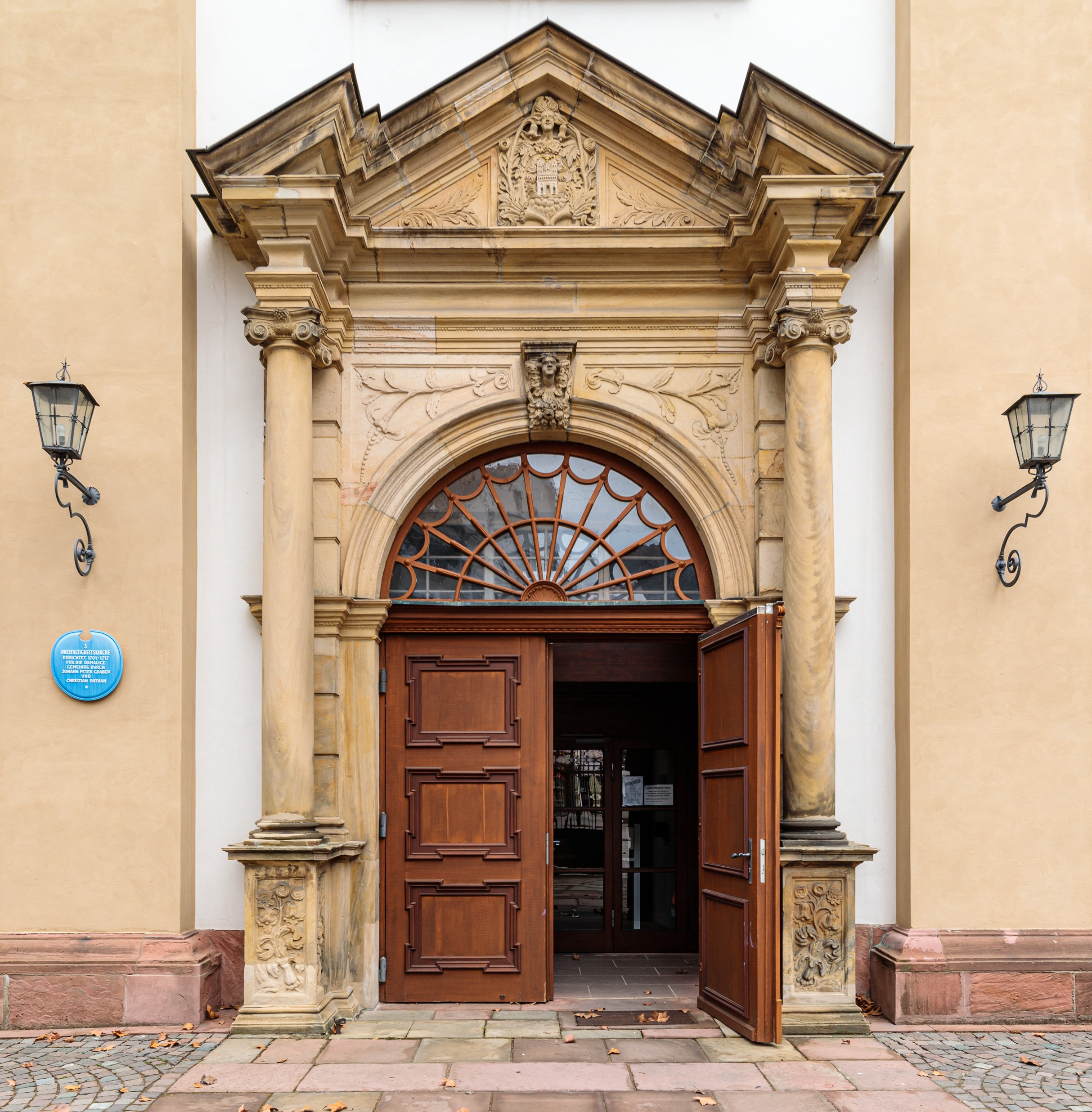
Die Portale sind wuchtig und oft ausgesprochen prunkvoll. Typisch sind verspielte antikisierende Elemente wie gesprengte Pedimente.
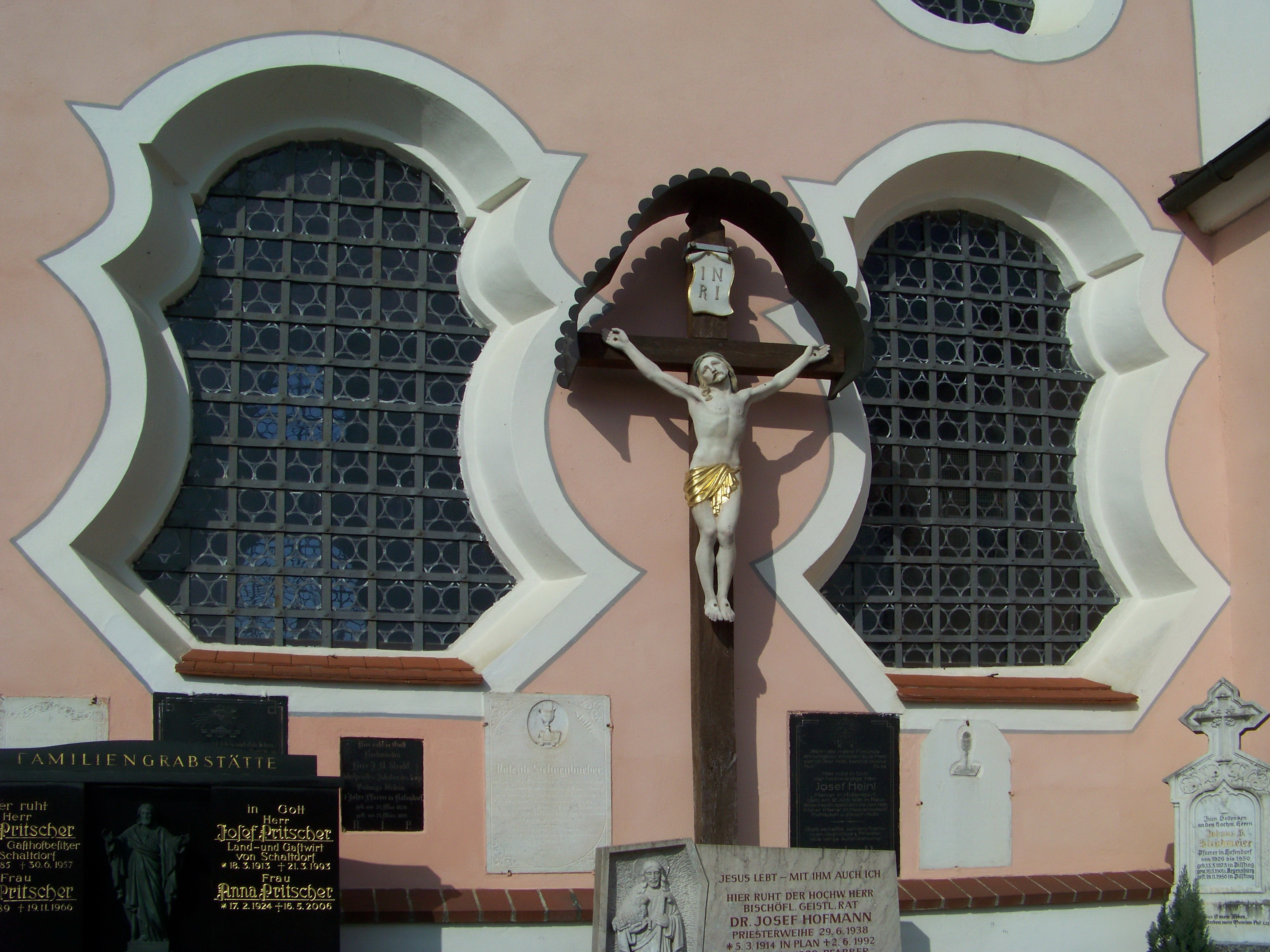
Die Fenster sind oft rundbogenförmig, elliptisch oder rund oder weisen verspielte Variationen dieser Formen auf (das Foto zeigt Bassgeigenfenster).

#### Grundrisse
Während sich unter den stilprägenden italienischen Barockkirchen auch viele Basiliken und Kirchen vom „Il-Gesù-Typ“ finden, sind die meisten deutschen Barockkirchen Wandpfeilerkirchen, Saalkirchen oder Zentralbauten oder haben elliptische Grundrissformen.
Barock erscheinende Basiliken, wie St. Blasius in Landshut, St. Peter in Bad Waldsee oder Maria Himmelfahrt in Niederschönenfeld gehen in Deutschland regelmäßig auf einen ursprünglich romanischen oder gotischen Bau zurück.

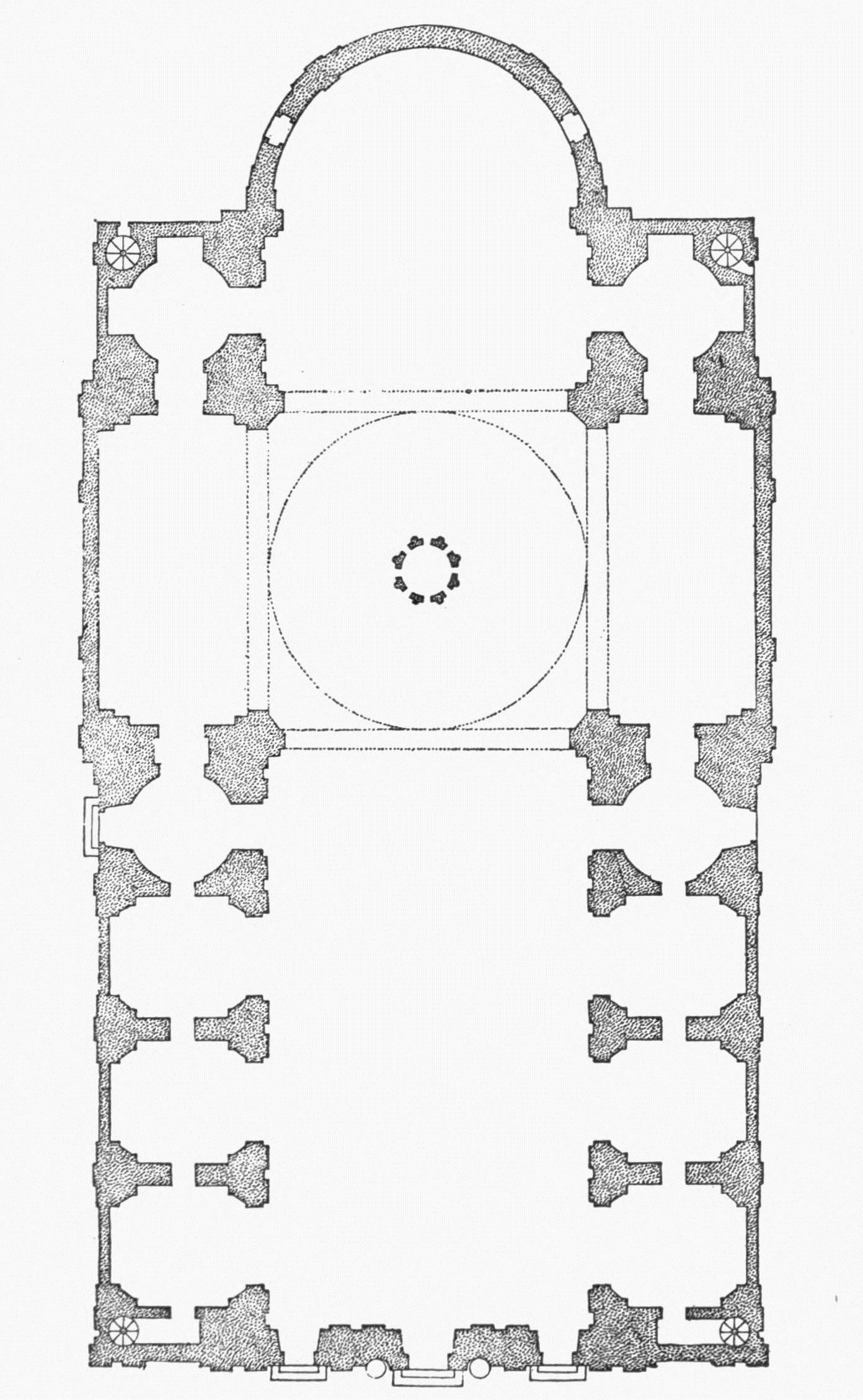
Grundriss der Chiesa del Gesù, Rom
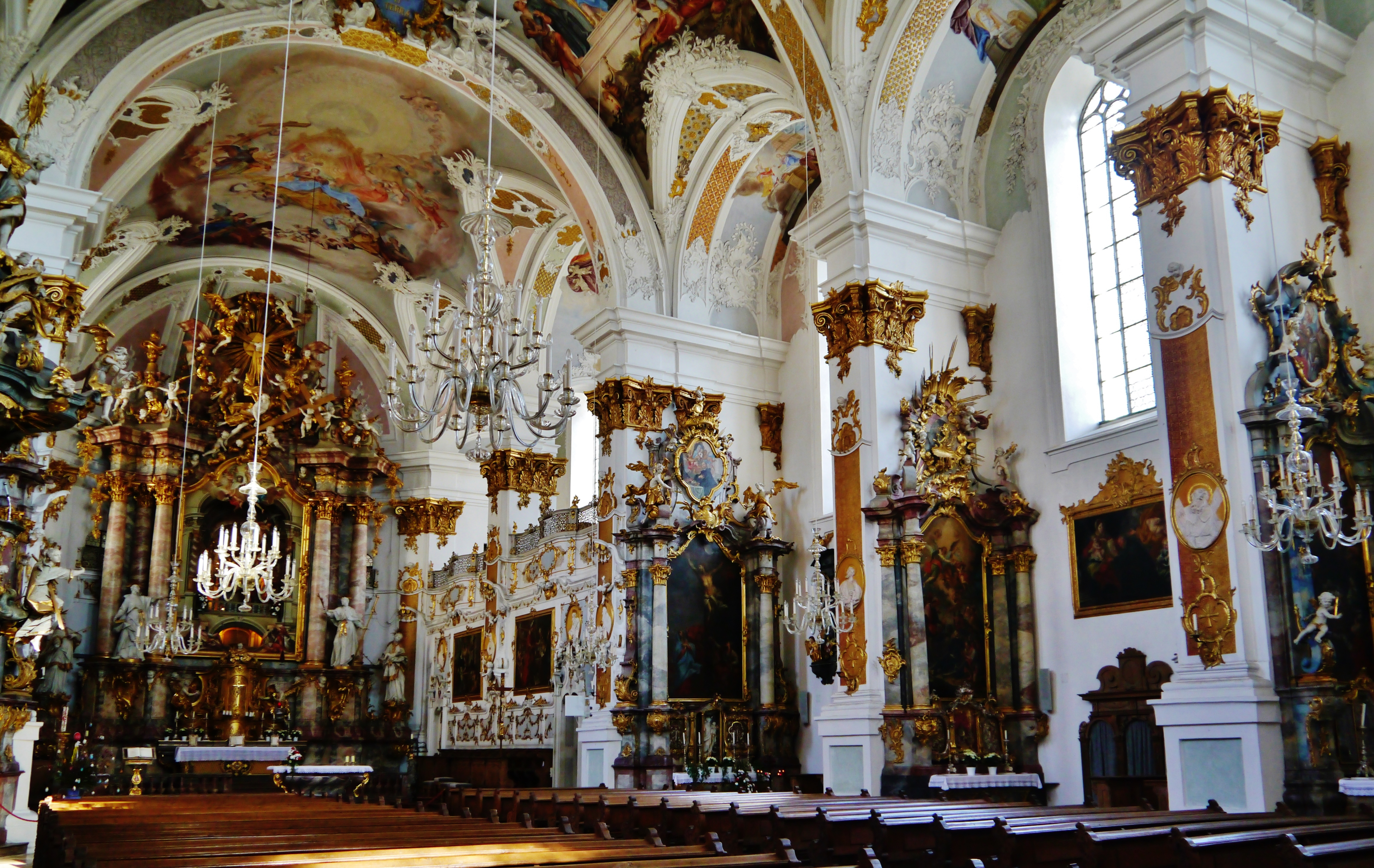
Wandpfeilerkirche: Studienkirche Dillingen
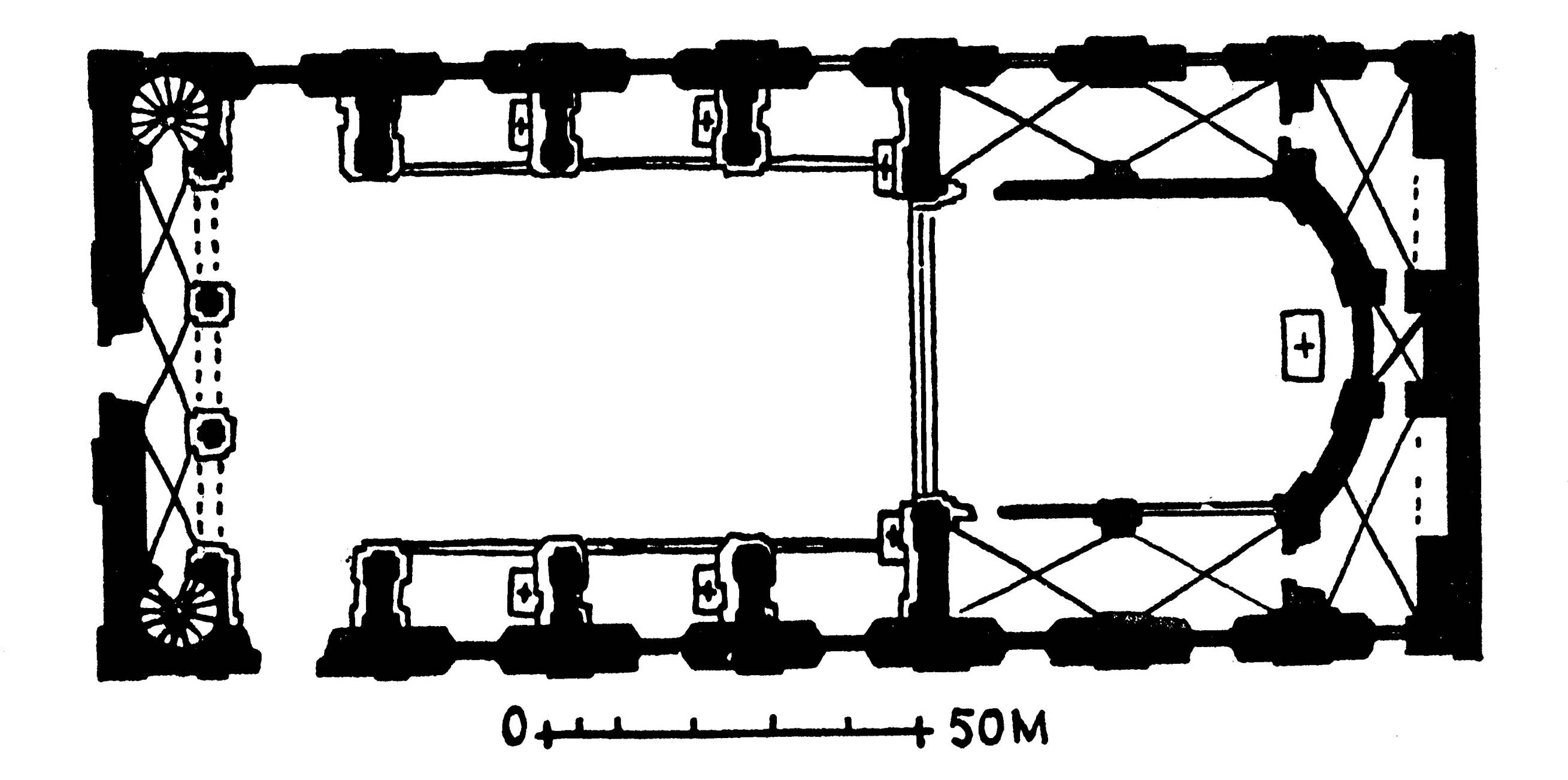
Grundriss der Studienkirche Dillingen
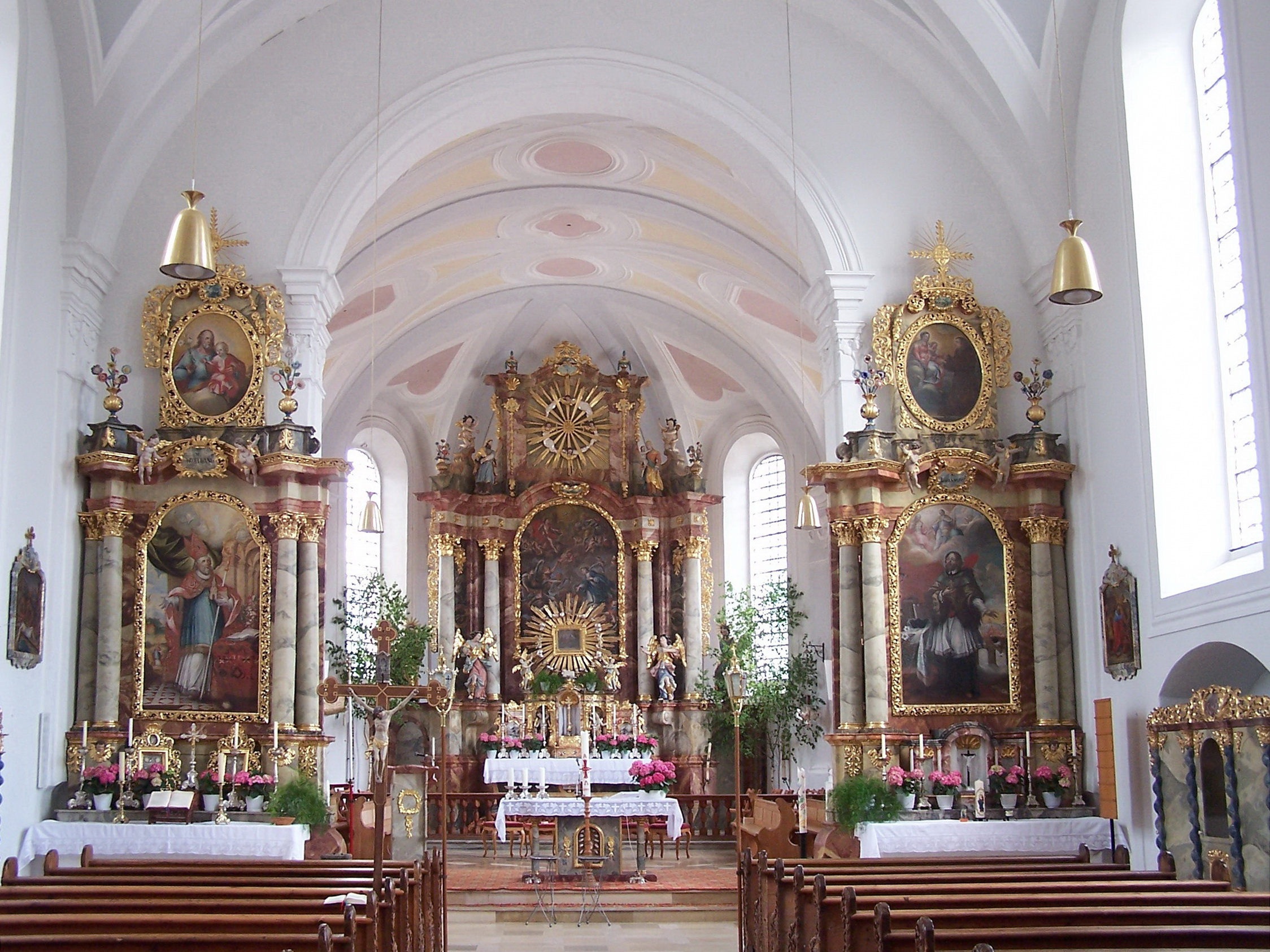
Saalkirche: Hl. Dreifaltigkeit, Moosthenning
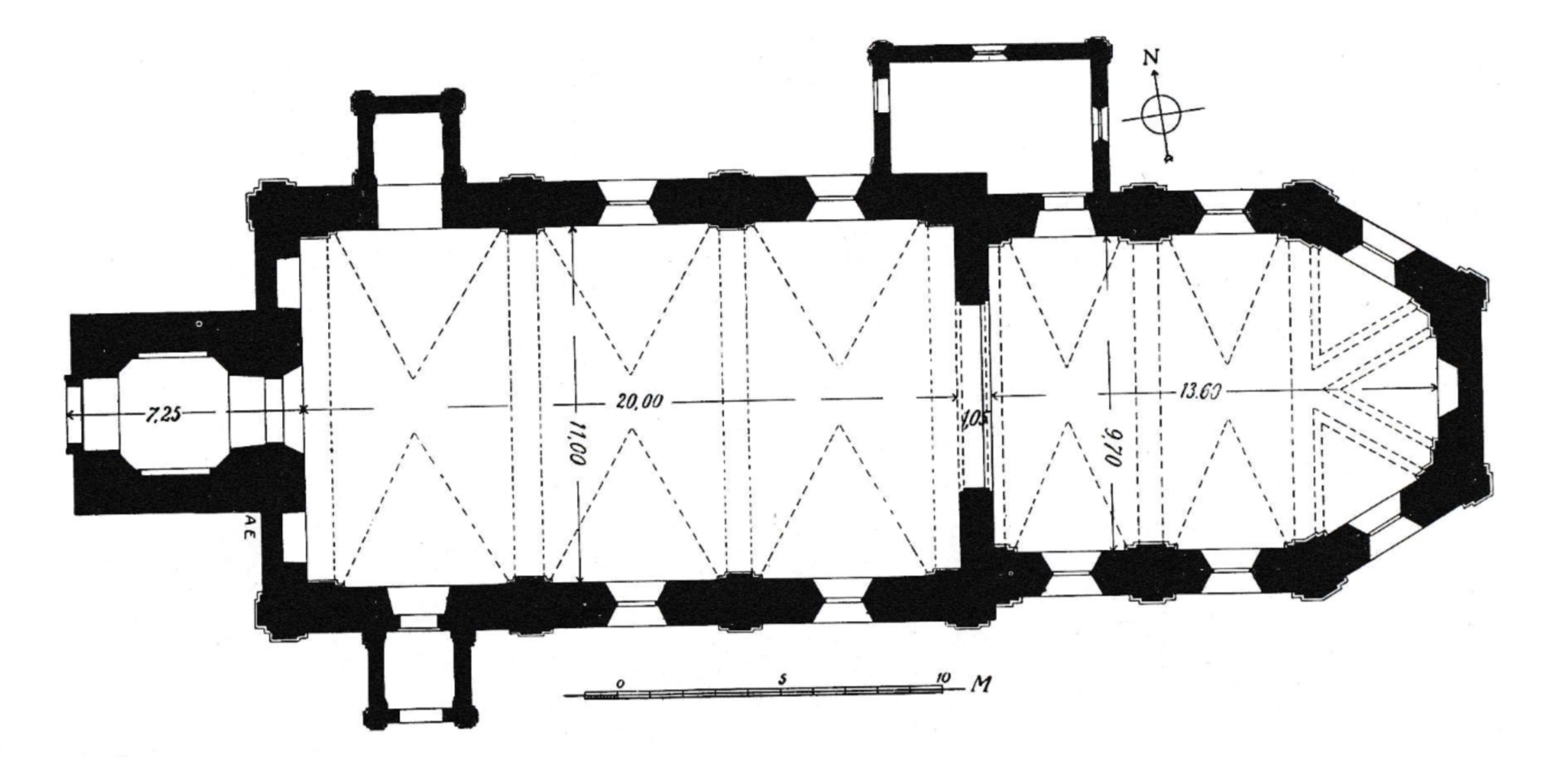
Grundriss der Kirche Hl. Dreifaltigkeit
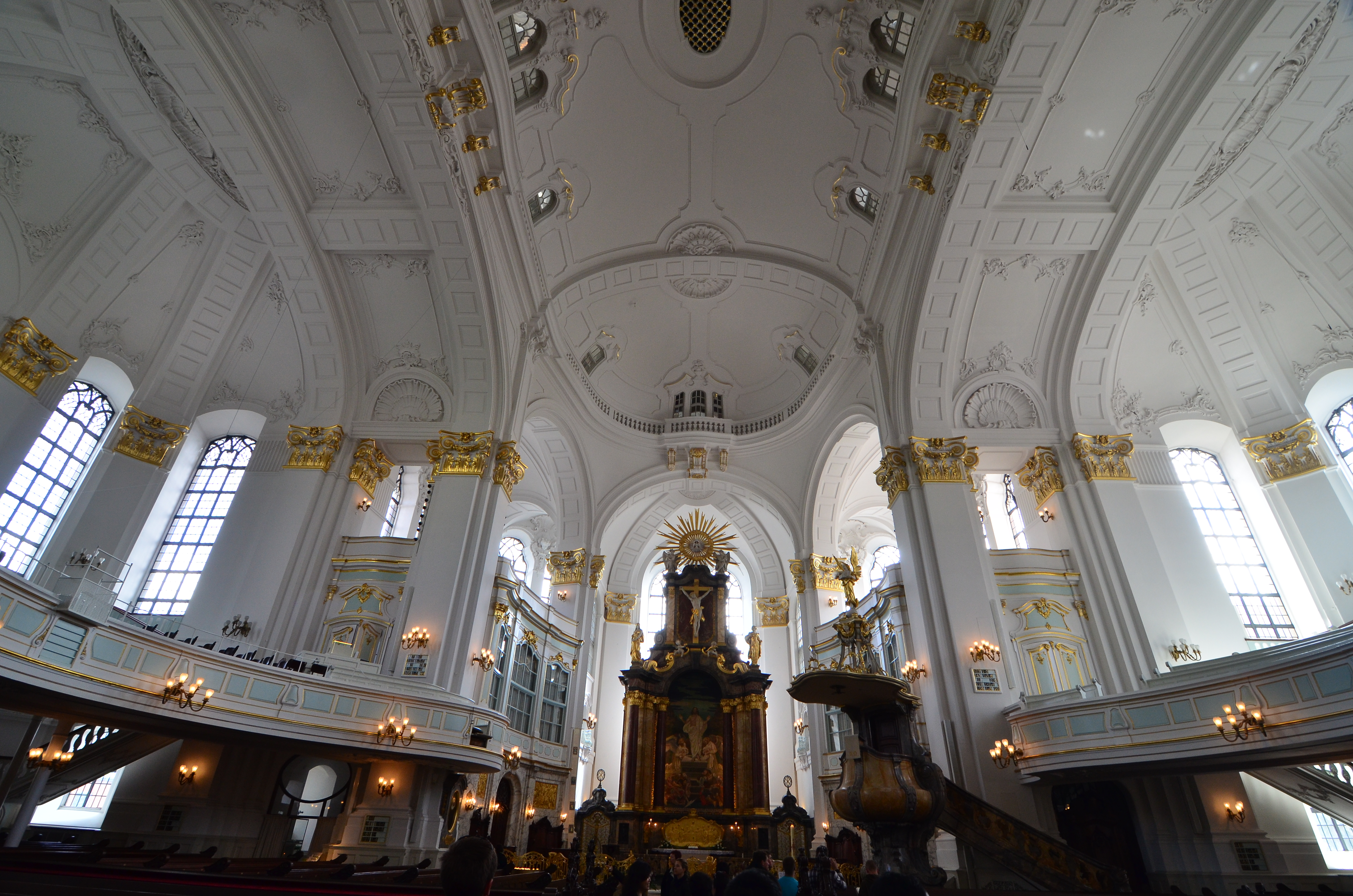
Zentralbau: St. Michaelis, Hamburg
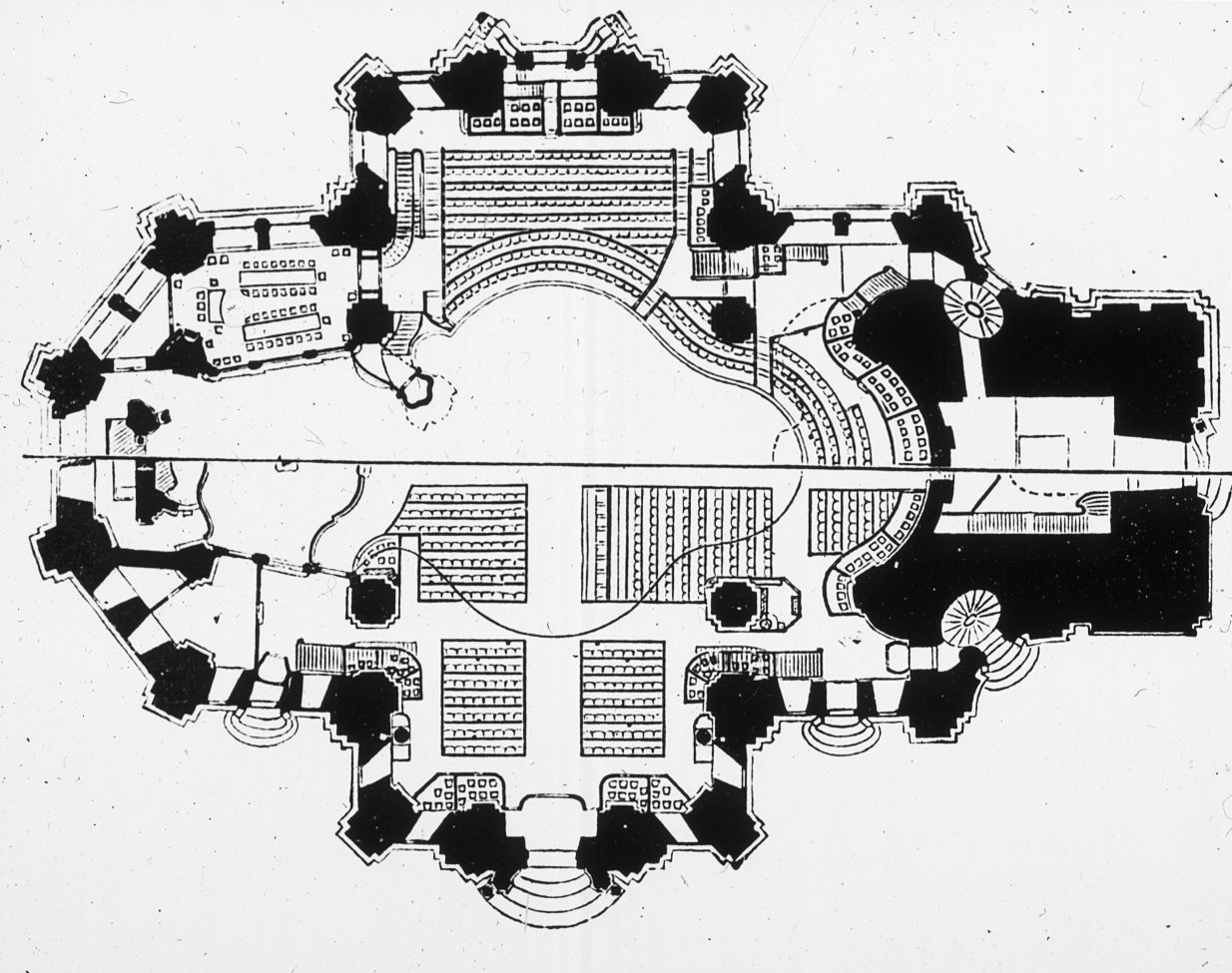
Grundriss der St. Michaelis-Kirche
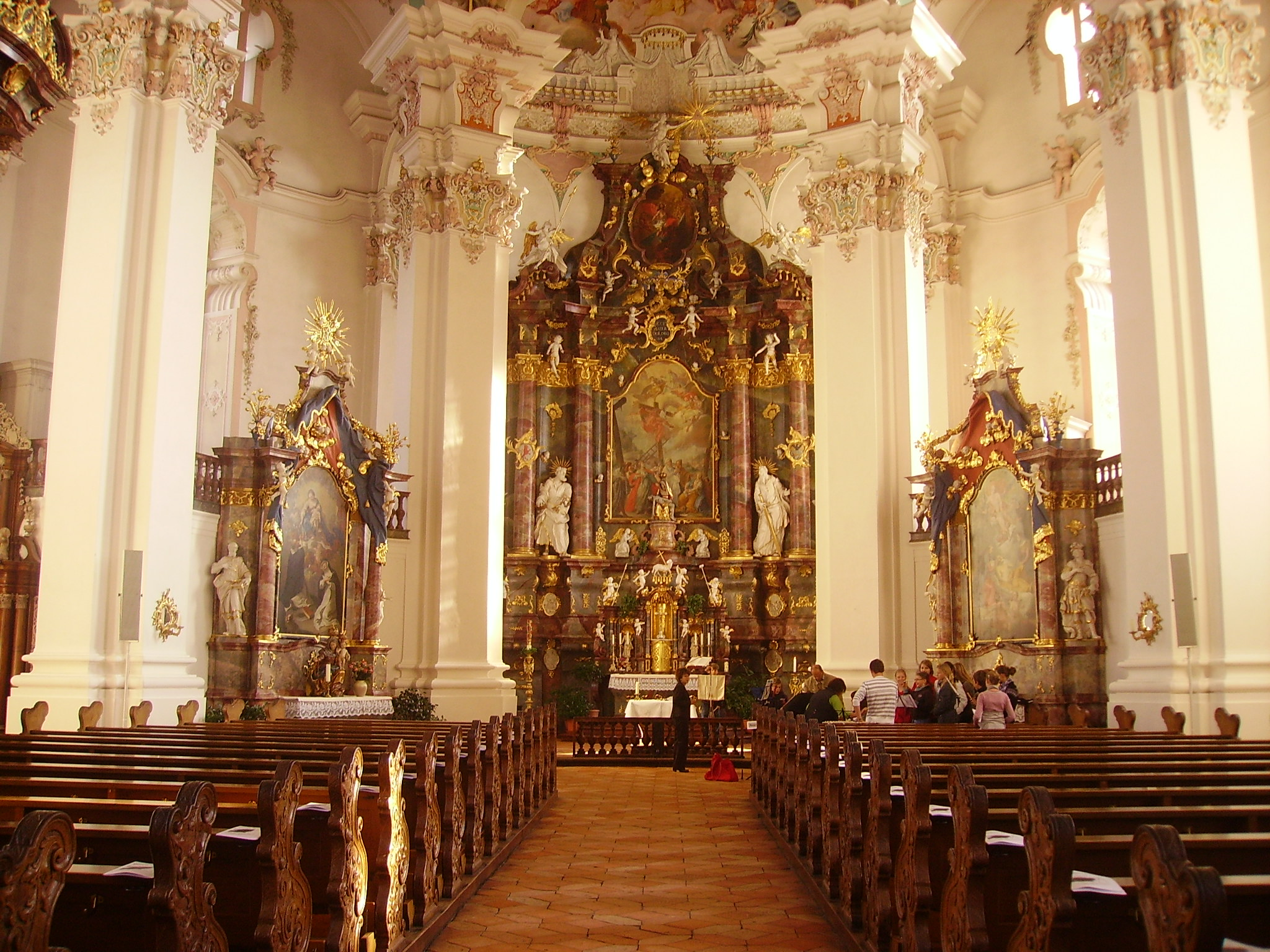
Ovaler Grundriss: Wallfahrtskirche Steinhausen
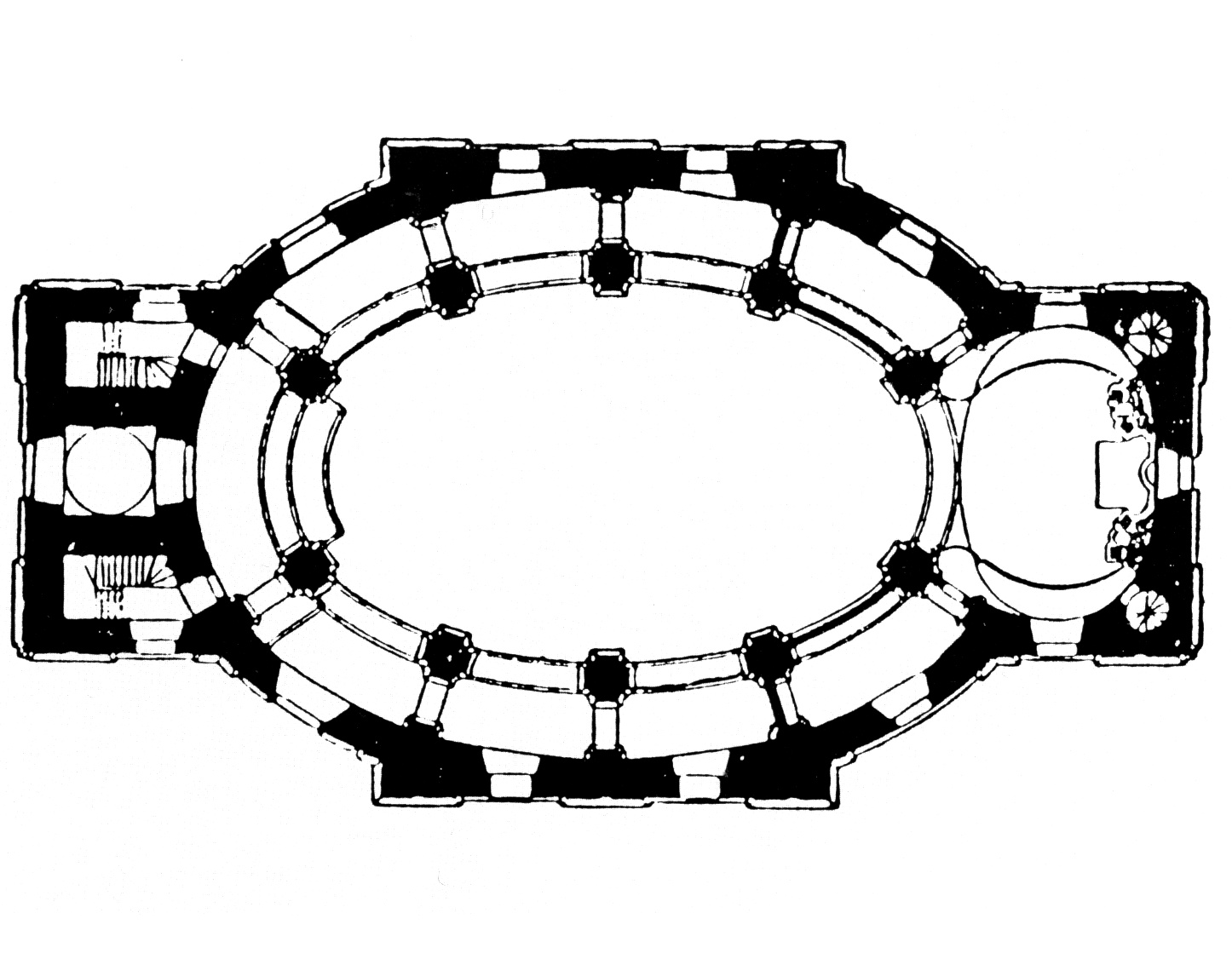
Grundriss der Wallfahrtskirche Steinhausen

#### Fassaden
Barockkirchen haben oft eine einzige Schauseite, während die übrigen Außenseiten wenig Gestaltungswillen erkennen lassen. Damit die theatrale Wirkung zur Geltung kommt, ist diese Prunkfassade oft auf einen freien Platz hin ausgerichtet, von dem aus sie ohne Sichtbehinderung bewundert werden kann.

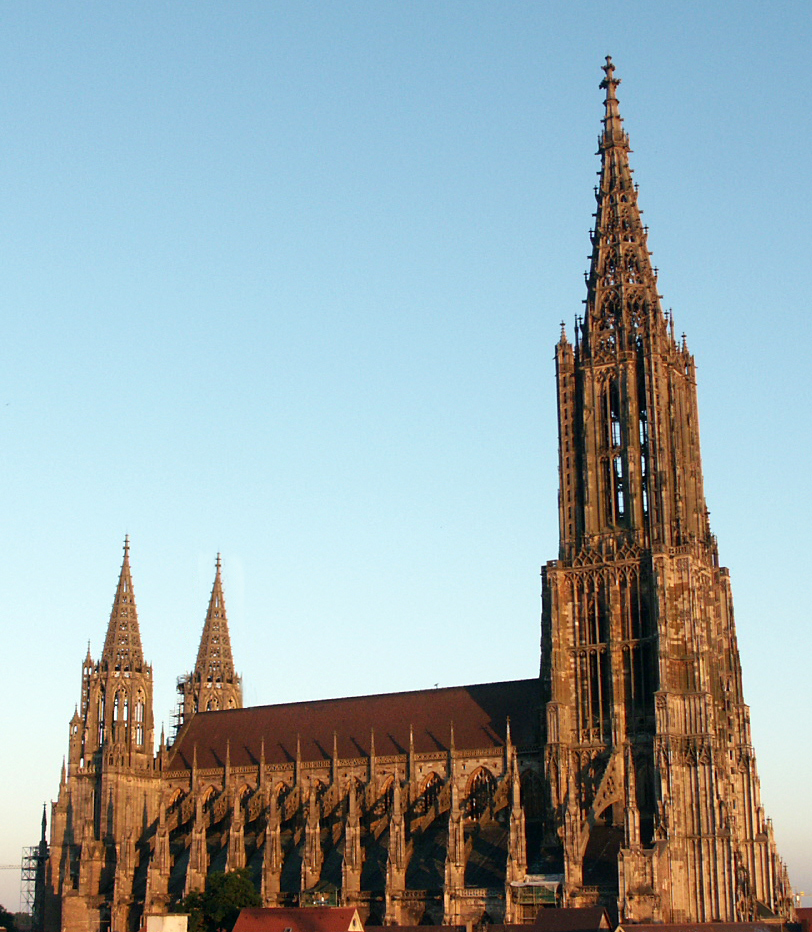
Zum Vergleich eine gotische Kirche (Ulmer Münster)…
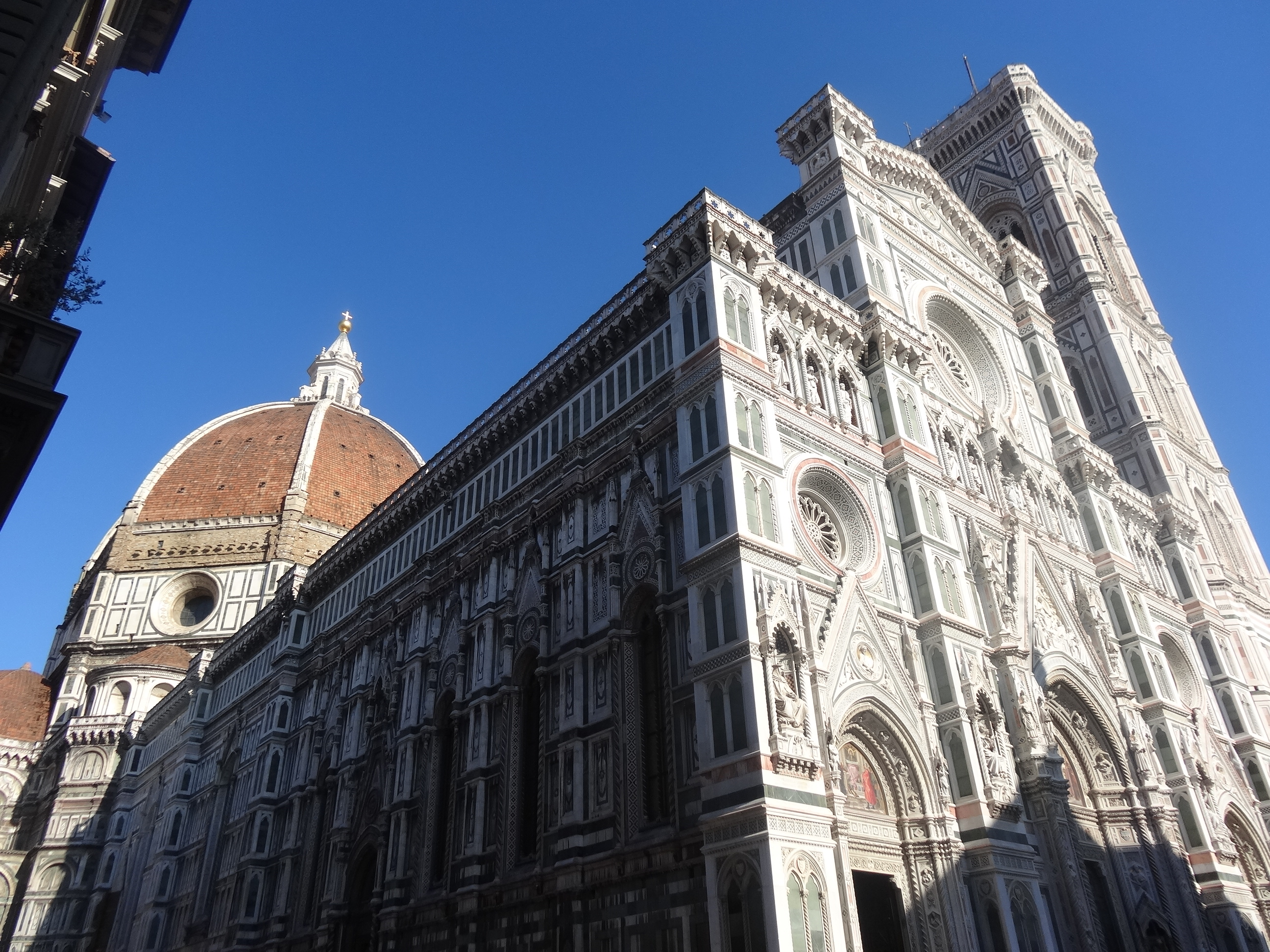
…und eine frühe Renaissancekirche (Kathedrale von Florenz): alle Außenseiten sind durchgestaltet.
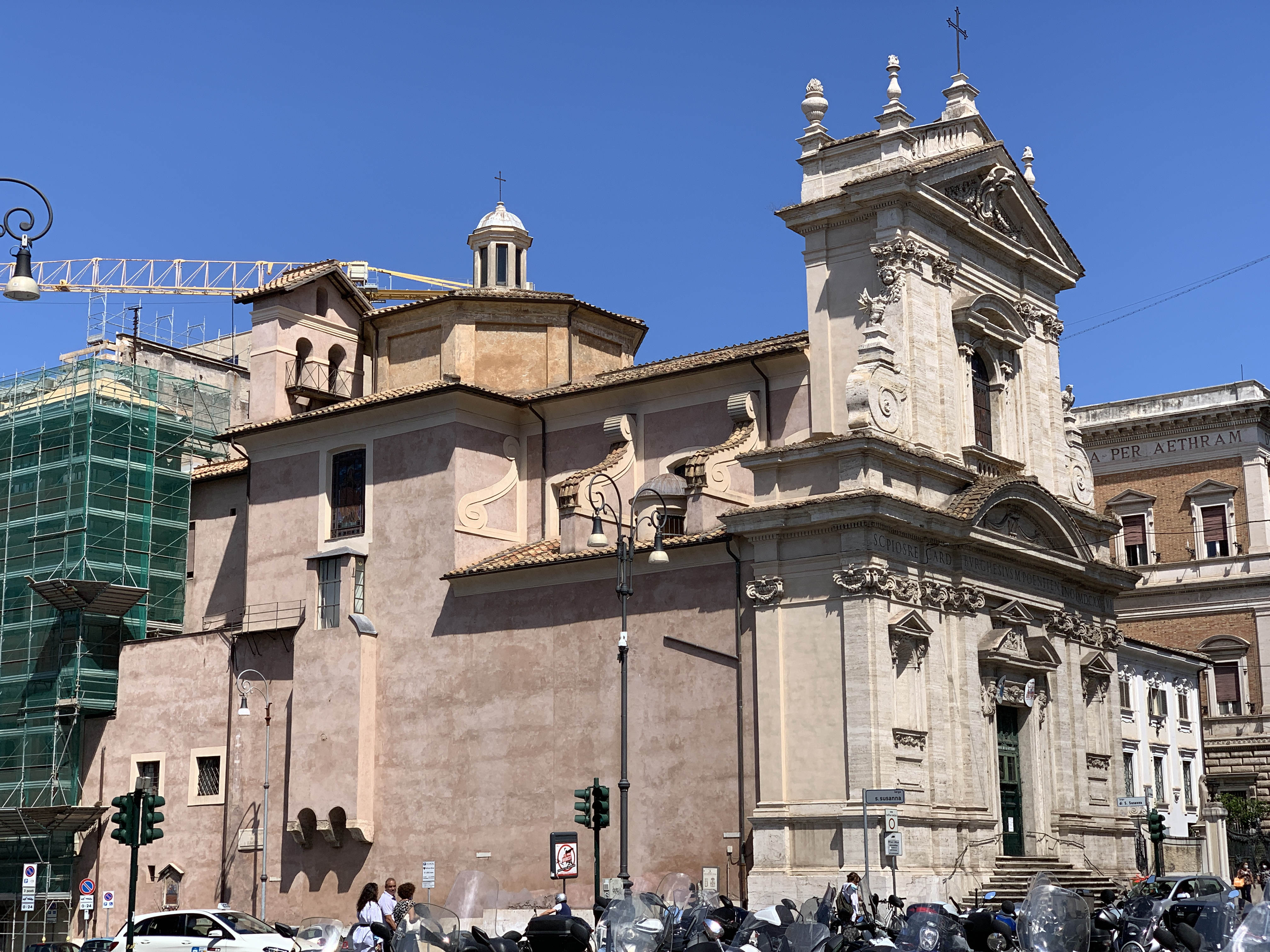
Eine frühe italienische Barockkirche (Santa Maria della Vittoria, Rom) mit einer einzigen Schaufassade
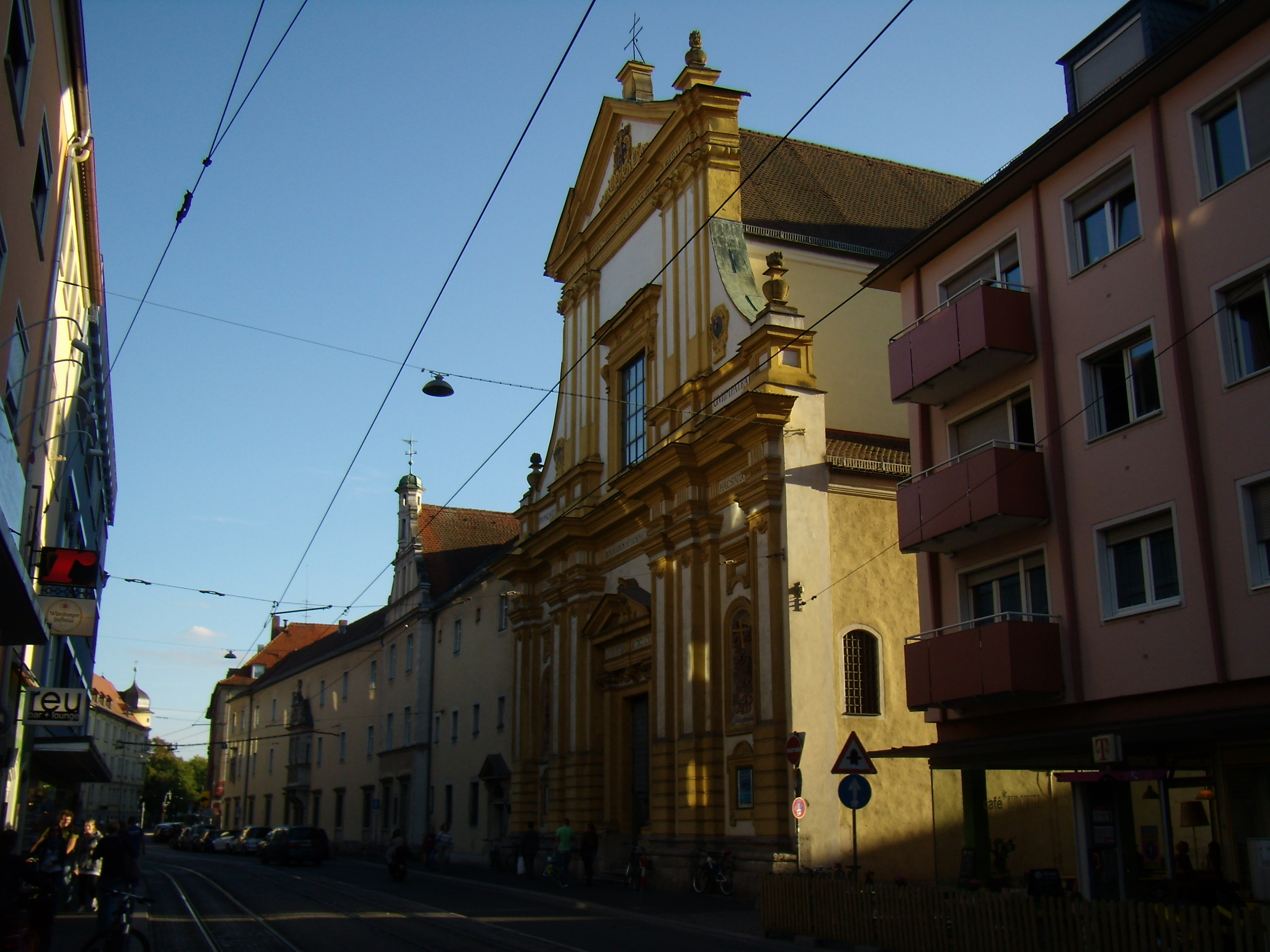
Drei entsprechende Beispiele aus Deutschland: St. Joseph und St. Maria Magdalena, Würzburg…
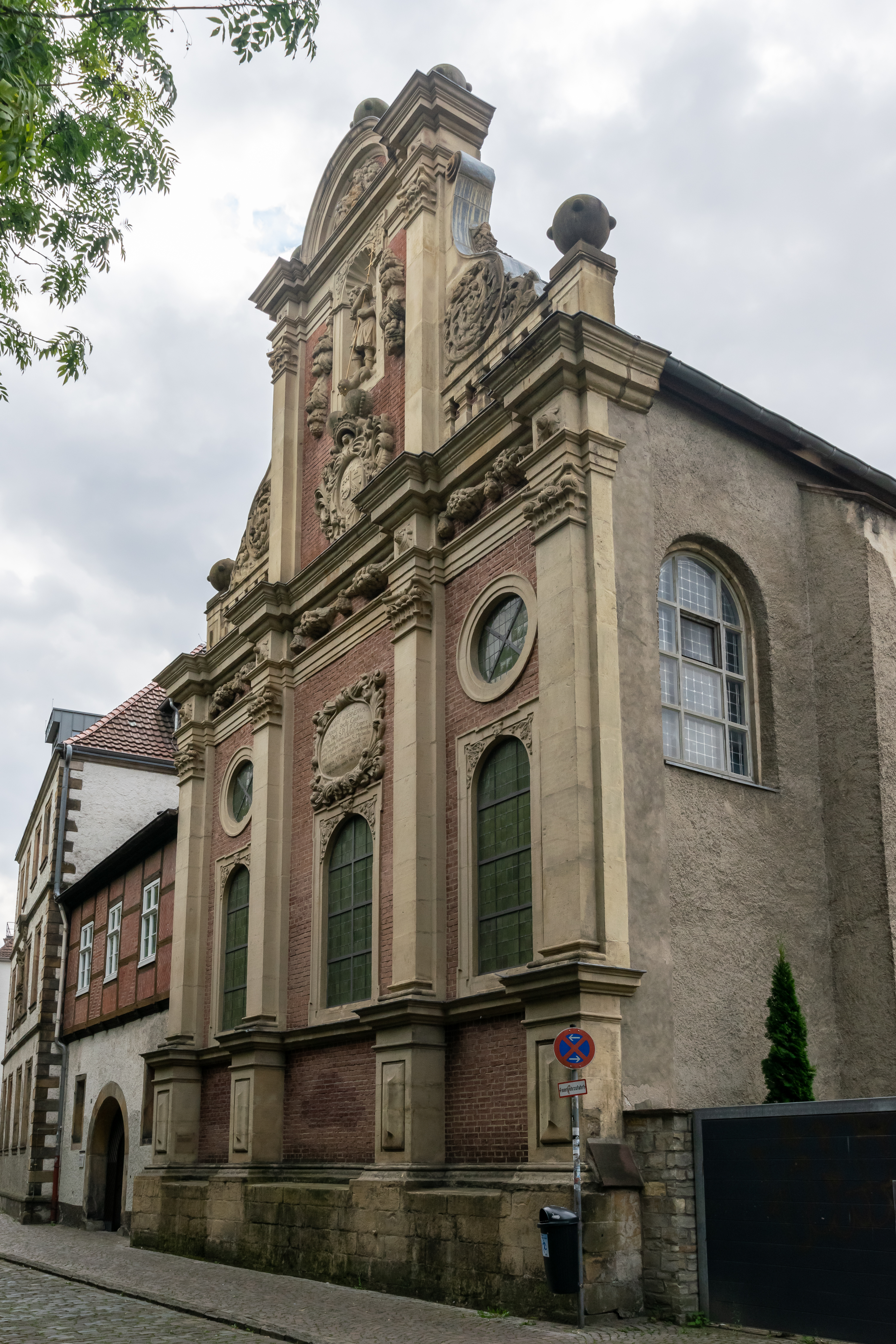
…St. Michael, Paderborn…
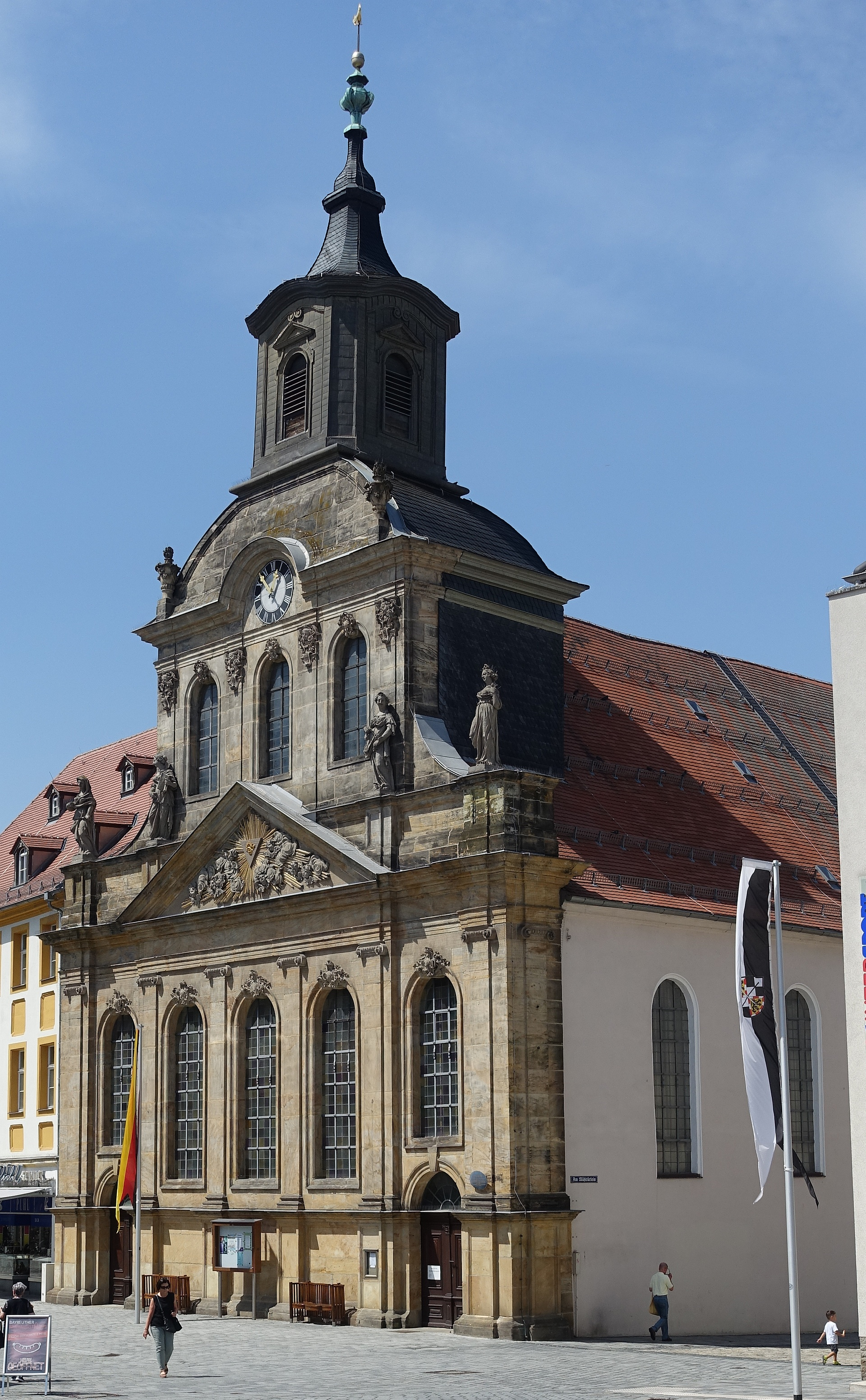
…Spitalkirche, Bayreuth
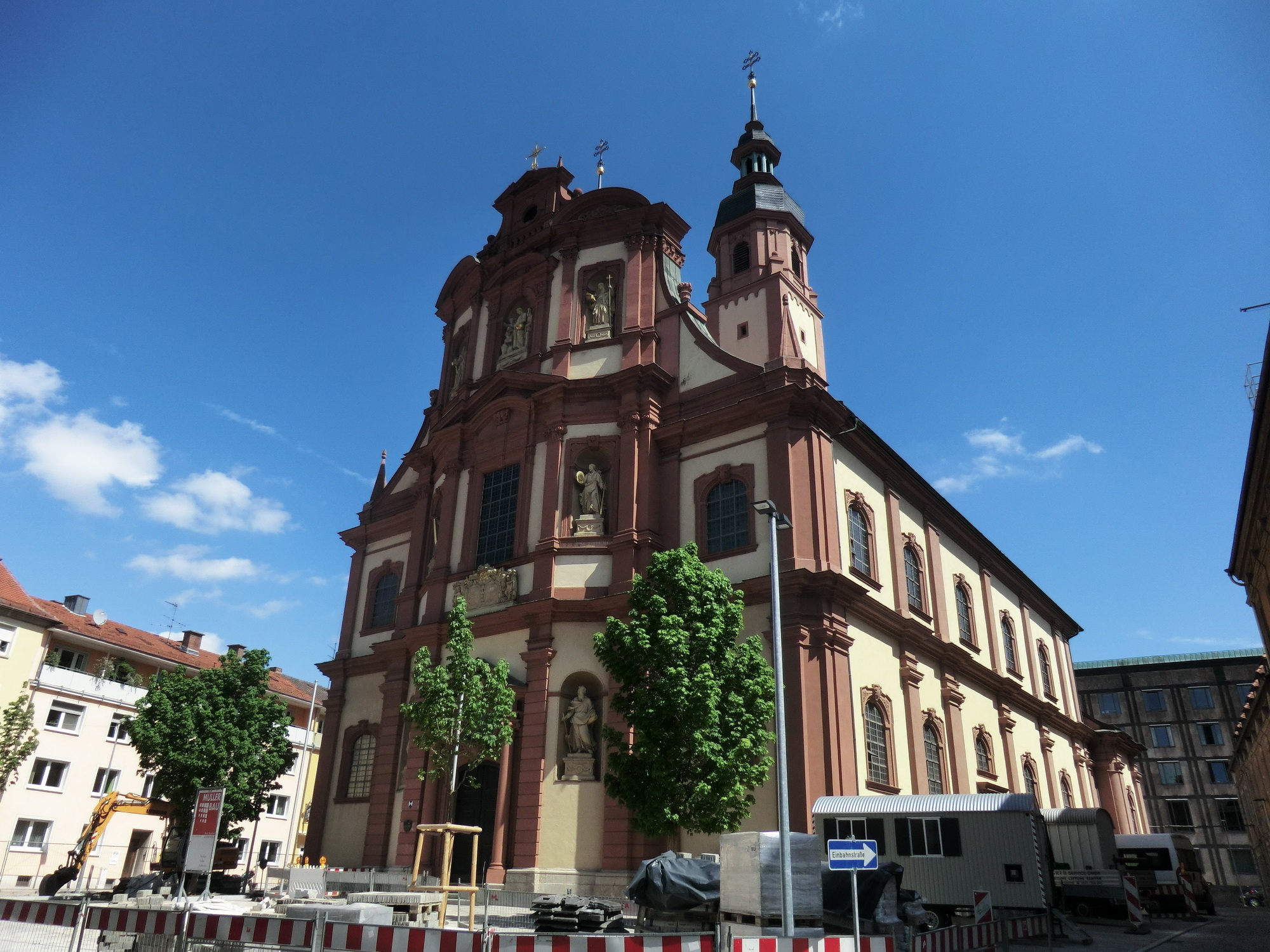
Gegenbeispiele: Eine Barockkirche (St. Peter und Paul, Würzburg) mit durchgestalteten Seitenfassaden…
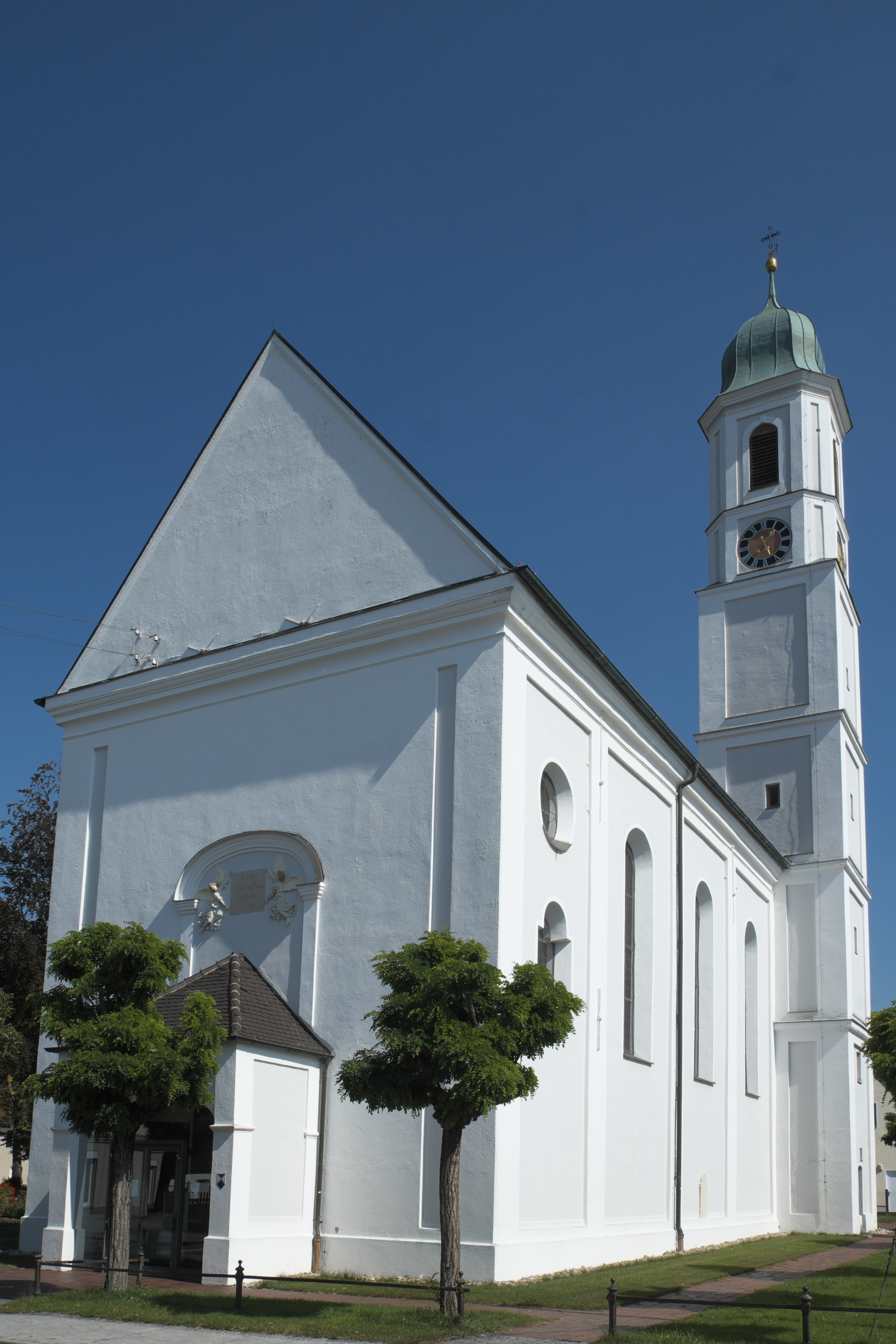
…und eine weitere (St. Peter und Paul, Affing) ganz ohne erklärte Hauptfassade

## Bedeutende Architekten des Barock und ihre Bauwerke (Auswahl)
| Architekt                          | Land        | Bauwerk                                         | Abbildung | Datum der Erbauung |
| ---------------------------------- | ----------- | ----------------------------------------------- | --------- | ------------------ |
| Carlo Maderno                      | Italien     | Langhaus und Fassade des Petersdoms in Rom      |           | 1607–1620          |
| Pietro da Cortona                  | Italien     | Santi Luca e Martina in Rom                     |           | ab 1635            |
| Francesco Borromini                | Italien     | Kirche San Carlo alle Quattro Fontane in Rom    |           | 1638–1677          |
| Gian Lorenzo Bernini               | Italien     | Vierströme-Brunnen auf der Piazza Navona in Rom |           | 1648–1651          |
| Gian Lorenzo Bernini               | Italien     | Sant’Andrea al Quirinale in Rom                 |           | 1658–1670          |
| Carlo Rainaldi                     | Italien     | Santa Maria in Campitelli in Rom                |           | 1662–1675          |
| Guarino Guarini                    | Italien     | Grabtuchkapelle des Turiner Doms                |           | 1668–1694          |
| Filippo Juvarra                    | Italien     | Superga bei Turin                               |           | 1716–1731          |
| François Mansart                   | Frankreich  | Schloss Maisons-Laffitte in Yvelines            |           | 1642–1651          |
| Louis Le Vau                       | Frankreich  | Schloss Vaux-le-Vicomte in Maincy               |           | 1657–1658          |
| Louis Le Vau                       | Frankreich  | Schloss Versailles                              |           | 1669–1670          |
| Claude Perrault, Louis Le Vau      | Frankreich  | Ostfassade des Palais du Louvre in Paris        |           | ab 1667            |
| Jules Hardouin-Mansart             | Frankreich  | Schloss Versailles (Terrassenseite)             |           | 1678–1684          |
| Inigo Jones                        | England     | Queen’s House in Greenwich                      |           | 1616–1635          |
| Christopher Wren                   | England     | St Paul’s Cathedral in London                   |           | 1675–1710          |
| Elias Holl                         | Deutschland | Rathaus in Augsburg                             |           | 1615–1620          |
| Andreas Schlüter                   | Deutschland | Königliches Schloss in Berlin                   |           | 1698–1713          |
| Matthäus Daniel Pöppelmann         | Deutschland | Zwinger in Dresden                              |           | ab 1711            |
| Balthasar Neumann                  | Deutschland | Basilika Vierzehnheiligen                       |           | 1743–1772          |
| Johann Bernhard Fischer von Erlach | Österreich  | Kollegienkirche in Salzburg                     |           | 1707 Weihe         |
| Johann Bernhard Fischer von Erlach | Österreich  | Schloss Schönbrunn                              |           | ab 1696            |
| Johann Bernhard Fischer von Erlach | Österreich  | Stadtpalais des Prinzen Eugen in Wien           |           | ab 1697            |
| Johann Bernhard Fischer von Erlach | Österreich  | Karlskirche in Wien                             |           | ab 1716            |
| Johann Lucas von Hildebrandt       | Österreich  | Peterskirche in Wien                            |           | 1703–1708          |
| Johann Lucas von Hildebrandt       | Österreich  | Unteres Belvedere in Wien                       |           | 1714–1716          |
| Johann Lucas von Hildebrandt       | Österreich  | Oberes Belvedere in Wien                        |           | 1721–1723          |
| Jakob Prandtauer                   | Österreich  | Stift Melk                                      |           | 1702–1736          |